# Liste von EN-Normen
Anmerkung: Die Liste erhebt keinen Anspruch auf Vollständigkeit oder Aktualität.

Logo CEN

Europäische Normen sind technische Standards, die vom Europäischen Komitee für Normung (CEN), dem Europäischen Komitee für elektrotechnische Normung (CENELEC) oder vom Europäischen Institut für Telekommunikationsnormen (ETSI) herausgegeben werden.

## EN 1–999, CEN Normen
- EN 1 Heizöfen für flüssige Brennstoffe mit Verdampfungsbrennern und Schornsteinanschluss
- EN 2 Brandklassen
- EN 3 Tragbare Feuerlöscher
- EN 14 Maße von Schlafdecken
- EN 19 Industriearmaturen – Kennzeichnung von Armaturen aus Metall
- EN 20-1 Holzschutzmittel Bestimmung der vorbeugenden Wirkung gegenüber Lyctus brunneus (Stephens) Teil 1: Oberflächenbehandlung (Laboratoriumsverfahren)
- EN 20-2 Holzschutzmittel Bestimmung der vorbeugenden Wirkung gegenüber Lyctus brunneus (Stephens) Teil 2: Anwendung durch Volltränkung (Laboratoriumsverfahren)
- EN 23-1 Verpackungen für pulverförmige Wasch- und Reinigungsmittel, Abmessungen und Volumen von Schachteln und Trommeln aus Pappe
- EN 26 Gasbeheizte Durchlauf-Wasserheizer für den sanitären Gebrauch mit atmosphärischen Brennern
- EN 30-1-1 Haushalt-Kochgeräte für gasförmige Brennstoffe - Teil 1-1: Sicherheit - Allgemeines
- EN 30-1-2 Haushalt-Kochgeräte für gasförmige Brennstoffe - Teil 1-2: Geräte mit Umluft-Backofen und/oder Strahlungsgrilleinrichtungen
- EN 30-1-3 Haushalt-Kochgeräte für gasförmige Brennstoffe - Teil 1-3: Sicherheit - Geräte mit Glaskeramik-Kochteil
- EN 30-1-4 Haushalt-Kochgeräte für gasförmige Brennstoffe - Teil 1-4: Geräte mit einem oder mehreren Brenner(n) mit Feuerungsautomat
- EN 30-2-1 Haushalt-Kochgeräte für gasförmige Brennstoffe - Teil 2-1: Rationelle Energieausnutzung - Allgemeines
- EN 30-2-2 Haushalt-Kochgeräte für gasförmige Brennstoffe - Teil 2-2: Rationelle Energieausnutzung - Geräte mit Umluftbacköfen und/oder Strahlungsgrilleinrichtungen
- EN 31 Bodenstehende Waschtische – Anschlussmaße
- EN 32 Wandhängende Waschtische – Anschlussmaße
- EN 33 Bodenstehende Klosettbecken mit aufgesetztem Spülkasten – Anschlussmaße
- EN 34 Klosettbecken, wandhängend mit aufgesetztem Spülkasten – Anschlussmaße
- EN 35 Bodenstehende Sitzwaschbecken mit Zulauf von oben – Anschlussmaße
- EN 36 Wandhängende Sitzwaschbecken mit Zulauf von oben – Anschlussmaße
- EN 37 Bodenstehende Klosettbecken mit freiem Zulauf – Anschlussmaße
- EN 38 Klosettbecken wandhängend mit freiem Zulauf – Anschlussmaße
- EN 40 Lichtmaste
  - Teil 1 Definitionen und Benennungen
  - Teil 2 Allgemeine Anforderungen und Maße
- EN 47 Holzschutzmittel - Bestimmung der Grenze der Wirksamkeit gegenüber Larven von Hylotrupes bajulus (Linnaeus) - (Laboratoriumsverfahren)
- EN 48 Holzschutzmittel - Bestimmung der bekämpfenden Wirkung gegenüber Larven von Anabium punctatum (De Geer) (Laboratorumsverfahren)
- EN 49-1 Holzschutzmittel - Bestimmung der vorbeugenden Wirkung gegenüber Anobium punctatum (De Geer) durch Beobachten der Eiablage und des Überlebens von Larven - Teil 1: Oberflächenverfahren (Laboratoriumsverfahren)
- EN 49-2 Holzschutzmittel - Bestimmung der vorbeugenden Wirkung gegenüber Anobium punctatum (De Geer) durch Beobachten der Eiablage und des Überlebens von Larven - Teil 2: Anwendung durch Volltränkung (Laboratoriumsverfahren)
- EN 54 Brandmeldeanlagen
  - Teil 1 Einleitung
  - Teil 2 Brandmelderzentralen
  - Teil 3 Feueralarmeinrichtungen – Akustische Signalgeber
  - Teil 4 Energieversorgungseinrichtungen
  - Teil 5 Wärmemelder; Punktförmige Melder
  - Teil 7 Rauchmelder – Punktförmige Melder nach dem Streulicht-, Durchlicht- oder Ionisationsprinzip
  - Teil 10 Flammenmelder; Punktförmige Melder
  - Teil 11 Handfeuermelder
  - Teil 12 Rauchmelder – Linienförmiger Melder nach dem Durchlichtprinzip
  - Teil 13 Bewertung der Kompatibilität von Systembestandteilen
  - Teil 16 Sprachalarmzentralen
  - Teil 17 Kurzschlussisolatoren
  - Teil 18 Eingangs-/Ausgangsgeräte
  - Teil 20 Ansaugrauchmelder
  - Teil 21 Übertragungseinrichtungen für Brand- und Störungsmeldungen
  - Teil 23 Feueralarmeinrichtungen – Optische Signalgeber
  - Teil 24 Komponenten für Sprachalarmierungssysteme – Lautsprecher
  - Teil 25 Bestandteile, die Hochfrequenz-Verbindungen nutzen
  - Teil 27 Rauchmelder für die Überwachung von Lüftungsleitungen
- EN 58 Bitumen und bitumenhaltige Bindemittel – Probenahme bitumenhaltiger Bindemittel
- EN 59 Glasfaserverstärkte Kunststoffe; Bestimmung der Härte mit dem Barcol-Härteprüfgerät
- EN 60 Glasfaserverstärkte Kunststoffe; Bestimmung des Glühverlustes
- EN 61 Glasfaserverstärkte Kunststoffe; Zugversuch
- EN 62 Glasfaserverstärkte Kunststoffe; Normalklima für Vorbehandlung und Prüfung
- EN 63 Glasfaserverstärkte Kunststoffe; Biegeversuch, Dreipunkt-Verfahren
- EN 68 Handgeführte, motorgetriebene Schleifmaschinen, Mechanische Sicherheit
- EN 71 Sicherheit von Spielzeug
  - Teil 1 Mechanische und physikalische Eigenschaften
  - Teil 2 Entflammbarkeit
  - Teil 3 Migration bestimmter Elemente
  - Teil 4 Experimentierkästen für chemische und ähnliche Versuche
  - Teil 5 Chemisches Spielzeug (Sets) ausgenommen Experimentierkästen
  - Teil 6 Graphisches Symbol zur Kennzeichnung mit einem altersgruppenbezogenen Warnhinweis
  - Teil 7 Fingermalfarben; Anforderungen und Prüfverfahren
  - Teil 8 Schaukeln, Rutschen und ähnliches Aktivitätsspielzeug für den häuslichen Gebrauch (Innen- und Außenbereich)
  - Teil 9 Organisch-chemische Verbindungen – Anforderungen
  - Teil 10 Organisch-chemische Verbindungen – Probenvorbereitung und Extraktion
  - Teil 11 Organisch-chemische Verbindungen – Analysenverfahren
- EN 73 Holzschutzmittel; Beschleunigte Alterung von behandeltem Holz vor biologischen Prüfungen; Verdunstungsbeanspruchung
- EN 74 Kupplungen, Zentrierbolzen und Fußplatten für Arbeitsgerüste und Traggerüste
  - Teil 1 Rohrkupplungen – Anforderungen und Prüfverfahren
  - Teil 2 Spezialkupplungen – Anforderungen und Prüfverfahren
  - Teil 3 Ebene Fußplatten und Zentrierbolzen – Anforderungen und Prüfverfahren
- EN 76 Packmittel für Fertigpackungen von bestimmten Nahrungsmitteln; Volumen von Packmitteln aus Glas und aus Metall
- EN 80 Wandhängende Urinale – Anschlussmaße
- EN 81 Sicherheitsregeln für die Konstruktion und den Einbau von Aufzügen
- EN 84 Holzschutzmittel – Beschleunigte Alterung von behandeltem Holz vor biologischen Prüfungen – Auswaschbeanspruchung
- EN 88 Druckregler und zugehörige Sicherheitseinrichtungen für Gasgeräte
  - Teil 1 Druckregler für Eingangsdrücke bis einschließlich 50 kPa
  - Teil 2 Druckregler für Eingangsdrücke über 500 mbar bis einschließlich 5 bar
- EN 89 Gasbeheizte Vorrats-Wasserheizer für den sanitären Gebrauch
- EN 107 Prüfverfahren für Fenster; Mechanische Prüfungen
- EN 111 Wandhängende Handwaschbecken – Anschlussmaße, Oktober 2011 ersetzt durch EN 31
- EN 113 Holzschutzmittel – Prüfverfahren zur Bestimmung der vorbeugenden Wirksamkeit gegen holzzerstörende Basidiomyceten – Bestimmung der Grenze der Wirksamkeit
- EN 115 Sicherheit von Fahrtreppen und Fahrsteigen
  - Teil 1: Konstruktion und Einbau
  - Teil 2: Regeln für die Erhöhung der Sicherheit bestehender Fahrtreppen und Fahrsteige
- EN 116 Dieselkraftstoffe und Haushaltheizöle – Bestimmung des Temperaturgrenzwertes der Filtrierbarkeit
- EN 117 Holzschutzmittel – Bestimmung der Grenze der Wirksamkeit gegenüber Reticulitermes-Arten (Europäische Termiten) (Laboratoriumsverfahren)
- EN 118 Holzschutzmittel – Bestimmung der vorbeugenden Wirkung gegenüber Reticulitermes-Arten (Europäische Termiten) (Laboratoriumsverfahren)
- EN 120 Holzwerkstoffe; Bestimmung des Formaldehydgehaltes; Extraktionsverfahren genannt Perforatormethode
- EN 124 Aufsätze und Abdeckungen für Verkehrsflächen – Baugrundsätze, Prüfungen, Kennzeichnung, Güteüberwachung
- EN 125 Flammenüberwachungseinrichtungen für Gasgeräte – Thermoelektrische Zündsicherungen
- EN 126 Mehrfachstellgeräte für Gasgeräte
- EN 130 Prüfverfahren für Türen; Prüfung der Steifigkeit von Türblättern durch wiederholtes Verwinden
- EN 131 Leitern
  - Teil 1 Benennungen, Bauarten, Funktionsmaße
  - Teil 2 Anforderungen, Prüfung, Kennzeichnung
  - Teil 3 Benutzerinformation
  - Teil 4 Ein- oder Mehrgelenkleitern
- EN 132 Atemschutzgeräte – Definitionen von Begriffen und Piktogramme
- EN 133 Atemschutzgeräte – Einteilung
- EN 134 Atemschutzgeräte – Benennungen von Einzelteilen
- EN 135 Atemschutzgeräte – Liste gleichbedeutender Begriffe
- EN 136 Atemschutzgeräte – Vollmasken – Anforderungen, Prüfung, Kennzeichnung
- EN 137 Atemschutzgeräte – Behältergeräte mit Druckluft (Pressluftatmer) mit Vollmaske – Anforderungen, Prüfung, Kennzeichnung
- EN 138 Atemschutzgeräte – Frischluft-Schlauchgeräte in Verbindung mit Vollmaske, Halbmaske oder Mundstückgarnitur – Anforderungen, Prüfung, Kennzeichnung
- EN 140 Atemschutzgeräte – Halbmasken und Viertelmasken – Anforderungen, Prüfung, Kennzeichnung
- EN 142 Atemschutzgeräte – Mundstückgarnituren – Anforderungen, Prüfung, Kennzeichnung
- EN 143 Atemschutzgeräte – Partikelfilter – Anforderungen, Prüfung, Kennzeichnung
- EN 144 Atemschutzgeräte – Gasflaschenventile
  - Teil 1 Gewindeverbindung am Einschraubstutzen
  - Teil 2 Gewindeverbindung am Ausgangsstutzen
  - Teil 3 Gewindeverbindungen am Ausgangsstutzen für die Tauchgase Nitrox und Sauerstoff
- EN 145 Atemschutzgeräte – Regenerationsgeräte mit Drucksauerstoff oder Drucksauerstoff/-stickstoff – Anforderungen, Prüfung, Kennzeichnung
- EN 148 Atemschutzgeräte – Gewinde für Atemanschlüsse
  - Teil 1 Rundgewindeanschluss
  - Teil 2 Zentralgewindeanschluss
  - Teil 3 Gewindeanschluss M 45 × 3
- EN 149 Atemschutzgeräte – Filtrierende Halbmasken zum Schutz gegen Partikeln – Anforderungen, Prüfung, Kennzeichnung
- EN 152 Holzschutzmittel – Bestimmung der vorbeugenden Wirksamkeit einer Schutzbehandlung von verarbeitetem Holz gegen Bläuepilze – Laboratoriumsverfahren
- EN 153 Verfahren zur Messung der Aufnahme elektrischer Energie und damit zusammenhängender Eigenschaften für netzbetriebene Haushalt-Kühlgeräte, Tiefkühlgeräte, Gefriergeräte und deren Kombinationen
- EN 161 Automatische Absperrventile für Gasbrenner und Gasgeräte
- EN 166 Persönlicher Augenschutz
- EN 167 Persönlicher Augenschutz – Optische Prüfverfahren
- EN 168 Persönlicher Augenschutz – Nichtoptische Prüfverfahren
- EN 169 Persönlicher Augenschutz – Filter für das Schweißen und verwandte Techniken – Transmissionsanforderungen und empfohlene Anwendung
- EN 170 Persönlicher Augenschutz – Ultraviolettschutzfilter – Transmissionsanforderungen und empfohlene Anwendung
- EN 171 Persönlicher Augenschutz – Infrarotschutzfilter – Transmissionsanforderungen und empfohlene Verwendung
- EN 172 Persönlicher Augenschutz – Sonnenschutzfilter für den betrieblichen Gebrauch
- EN 174 Persönlicher Augenschutz – Skibrillen für alpinen Skilauf
- EN 175 Persönlicher Schutz – Geräte für Augen- und Gesichtsschutz beim Schweißen und bei verwandten Verfahren
- EN 179 Schlösser und Baubeschläge – Notausgangsverschlüsse mit Drücker oder Stoßplatte für Türen in Rettungswegen – Anforderungen und Prüfverfahren
- EN 196 Prüfverfahren für Zement
  - Teil 1 Bestimmung der Festigkeit
  - Teil 2 Chemische Analyse von Zement
  - Teil 3 Bestimmung der Erstarrungszeiten und der Raumbeständigkeit
  - Teil 5 Prüfung der Puzzolanität von Puzzolanzementen
  - Teil 6 Bestimmung der Mahlfeinheit
  - Teil 7 Verfahren für die Probenahme und Probenauswahl von Zement
  - Teil 8 Hydratationswärme – Lösungsverfahren
  - Teil 9 Hydratationswärme – Teiladiabatisches Verfahren
  - Teil 10 Bestimmung des Gehaltes an wasserlöslichem Chrom (VI) in Zement
- EN 197 Zement
  - Teil 1 Zusammensetzung, Anforderungen und Konformitätskriterien von Normalzement
  - Teil 2 Konformitätsbewertung
- EN 198 Sanitärausstattungsgegenstände – Badewannen hergestellt aus vernetzten gegossenen Acrylplatten – Anforderungen und Prüfverfahren
- EN 200 Sanitärarmaturen – Auslaufventile und Mischbatterien (PN 10) – Allgemeine technische Spezifikationen
- EN 201 Kunststoff- und Gummimaschinen – Spritzgießmaschinen – Sicherheitsanforderungen
- EN 204 Klassifizierung von thermoplastischen Holzklebstoffen für nichttragende Anwendungen
- EN 205 Klebstoffe – Holzklebstoffe für nichttragende Anwendungen – Bestimmung der Klebfestigkeit von Längsklebungen im Zugversuch
- EN 206 Beton
  - Teil 1 Festlegung, Eigenschaften, Herstellung und Konformität, Juli 2014 ersetzt durch EN 206
  - Teil 9 Ergänzende Regeln für selbstverdichtenden Beton (SVB), Juli 2014 ersetzt durch EN 206
- EN 207 Persönlicher Augenschutz – Filter und Augenschutzgeräte gegen Laserstrahlung (Laserschutzbrillen)
- EN 208 Persönlicher Augenschutz – Augenschutzgeräte für Justierarbeiten an Lasern und Laseraufbauten (Laser-Justierbrillen)
- EN 212 Holzschutzmittel – Allgemeine Anleitung für die Probenahme und Probenvorbereitung von Holzschutzmitteln und von behandeltem Holz für die Analyse
- EN 215 Thermostatische Heizkörperventile – Anforderungen und Prüfung
- EN 225 Ölzerstäubungsbrenner – Anschlussmaße für Ölbrenner-Pumpen und Ölbrenner-Motore
  - Teil 1 Ölbrenner-Pumpen
  - Teil 2 Ölbrenner-Motore
- EN 226 Ölzerstäubungsbrenner; Anschlussmaße zwischen Brenner und Wärmeerzeuger
- EN 228 Kraftstoffe für Kraftfahrzeuge – Unverbleite Ottokraftstoffe – Anforderungen und Prüfverfahren
- EN 230 Feuerungsautomaten für Ölbrenner, September 2012 ersetzt durch EN 298
- EN 232 Badewannen – Anschlussmaße
- EN 233 Wandbekleidungen in Rollen – Festlegungen für fertige Papier-, Vinyl- und Kunststoffwandbekleidungen
- EN 234 Wandbekleidungen in Rollen – Festlegungen für Wandbekleidungen für nachträgliche Behandlung
- EN 235 Wandbekleidungen – Begriffe und Symbole
- EN 237 Flüssige Mineralölerzeugnisse – Ottokraftstoff – Bestimmung von niedrigen Bleigehalten durch Atomabsorptionsspektrometrie
- EN 238 Flüssige Mineralölerzeugnisse – Ottokraftstoff – Bestimmung des Benzolgehaltes durch Infrarotspektrometrie
- EN 241 Flüssige Mineralölerzeugnisse – Bestimmung des Natriumgehaltes – Atomabsorptionsspektrometrie
- EN 246 Sanitärarmaturen – Allgemeine Anforderungen an Strahlregler
- EN 247 Wärmeaustauscher – Terminologie
- EN 248 Sanitärarmaturen – Allgemeine Anforderungen für elektrolytische Ni-Cr-Überzüge
- EN 249 Sanitärausstattungsgegenstände – Duschwannen, hergestellt aus vernetzten gegossenen Acrylplatten – Anforderungen und Prüfverfahren
- EN 250 Atemgeräte – Autonome Leichttauchgeräte mit Druckluft – Anforderungen, Prüfung, Kennzeichnung
- EN 251 Duschwannen; Anschlussmaße
- EN 252 Holzschutzmittel; Freiland-Prüfverfahren zur Bestimmung der relativen Schutzwirkung eines Holzschutzmittels im Erdkontakt
- EN 253 Fernwärmerohre – Werkmäßig gedämmte Verbundmantelrohrsysteme für direkt erdverlegte Fernwärmenetze – Verbund-Rohrsystem, bestehend aus Stahl-Mediumrohr, Polyurethan-Wärmedämmung und Außenmantel aus Polyethylen
- EN 257 Mechanische Temperaturregler für Gasgeräte
- EN 259 Wandbekleidungen in Rollen – Hoch beanspruchbare Wandbekleidungen
  - Teil 1 Anforderungen
  - Teil 2 Bestimmung der Stoßfestigkeit
- EN 263 Sanitärausstattungsgegenstände – Vernetzte gegossene Acrylplatten für Badewannen und Duschwannen für den Hausgebrauch
- EN 266 Wandbekleidungen in Rollen; Festlegungen für Textilwandbekleidungen
- EN 267 Automatische Brenner mit Gebläse für flüssige Brennstoffe
- EN 269 Atemschutzgeräte – Frischluft-Druckschlauchgeräte mit Motorgebläse in Verbindung mit Haube – Anforderungen, Prüfung, Kennzeichnung
- EN 274 Ablaufgarnituren für Sanitärausstattungsgegenstände
  - Teil 1 Anforderungen
  - Teil 2 Prüfverfahren
  - Teil 3 Güteüberwachung
- EN 275 Holzschutzmittel; Bestimmung der Schutzwirkung gegenüber marinen Organismen
- EN 277 Säcke für den Transport von Lebensmitteln für die Nahrungsmittelhilfe – Säcke aus Polypropylengeweben
- EN 280 Fahrbare Hubarbeitsbühnen – Berechnung – Standsicherheit – Bau – Sicherheit – Prüfungen
- EN 283 Wechselbehälter; Prüfung
- EN 284 Wechselbehälter – Nicht stapelbare Wechselbehälter der Klasse C – Maße und allgemeine Anforderungen
- EN 285 Sterilisation – Dampf-Sterilisatoren – Groß-Sterilisatoren
- EN 286 Einfache unbefeuerte Druckbehälter für Luft oder Stickstoff
  - Teil 1 Druckbehälter für allgemeine Zwecke
  - Teil 2 Druckbehälter für Druckluftbremsanlagen und Hilfseinrichtungen in Kraftfahrzeugen und deren Anhängefahrzeugen
  - Teil 3 Druckbehälter aus Stahl für Druckluftbremsanlagen und pneumatische Hilfseinrichtungen in Schienenfahrzeugen
  - Teil 4 Druckbehälter aus Aluminiumlegierungen für Druckluftbremsanlagen und pneumatische Hilfseinrichtungen in Schienenfahrzeugen
- EN 287 Prüfung von Schweißern – Schmelzschweißen
  - Teil 1 Stähle
  - Teil 6 Gusseisen
- EN 289 Kunststoff- und Gummimaschinen – Pressen – Sicherheitsanforderungen
- EN 293 Öldruckzerstäuberdüsen; Mindestanforderungen, Prüfungen
- EN 294 Sicherheitsabstände gegen das Erreichen von Gefahrenstellen mit den oberen Gliedmaßen, Juni 2008 ersetzt durch EN ISO 13857
- EN 295 Steinzeugrohrsysteme für Abwasserleitungen und -kanäle
  - Teil 1 Anforderungen an Rohre, Formstücke und Verbindungen
  - Teil 2 Bewertung der Konformität und Probenahme
  - Teil 3 Prüfverfahren
  - Teil 4 Anforderungen an Übergangs- und Anschlussbauteile und flexible Kupplungen
  - Teil 5 Anforderungen an gelochte Rohre und Formstücke
  - Teil 6 Anforderungen an Bauteile für Einsteig- und Inspektionsschächte
  - Teil 7 Anforderungen an Rohre und Verbindungen für Rohrvortrieb
- EN 297 Heizkessel für gasförmige Brennstoffe – Heizkessel der Art B mit atmosphärischen Brennern, mit einer Nennwärmebelastung kleiner als oder gleich 70 kW
- EN 298 Feuerungsautomaten für Brenner und Brennstoffgeräte für gasförmige oder flüssige Brennstoffe
- EN 299 Öldruckzerstäuberdüsen
- EN 300 Platten aus langen, flachen, ausgerichteten Spänen (OSB) – Definitionen, Klassifizierung und Anforderungen
- EN 301 Klebstoffe für tragende Holzbauteile – Phenoplaste und Aminoplaste – Klassifizierung und Leistungsanforderungen
- EN 302 Klebstoffe für tragende Holzbauteile – Prüfverfahren
  - Teil 1 Bestimmung der Längszugscherfestigkeit
  - Teil 2 Bestimmung der Delaminierungsbeständigkeit
  - Teil 3 Bestimmung des Einflusses von Säureschädigung der Holzfasern durch Temperatur- und Feuchtezyklen auf die Querzugfestigkeit
  - Teil 4 Bestimmung des Einflusses von Holzschwindung auf die Scherfestigkeit
  - Teil 5 Bestimmung der maximalen Wartezeit bei Referenzbedingungen
  - Teil 6 Bestimmung der Mindestpresszeit bei Referenzbedingungen
  - Teil 7 Bestimmung der Gebrauchsdauer bei Referenzbedingungen
- EN 303 Heizkessel
  - Teil 1 Heizkessel mit Gebläsebrenner; Begriffe, Allgemeine Anforderungen, Prüfung und Kennzeichnung
  - Teil 2 Heizkessel mit Gebläsebrenner; Spezielle Anforderungen an Heizkessel mit Ölzerstäubungsbrennern
  - Teil 3 Zentralheizkessel für gasförmige Brennstoffe – Zusammenbau aus Kessel und Gebläsebrenner
  - Teil 4 Heizkessel mit Gebläsebrenner; Spezielle Anforderungen an Heizkessel mit Ölgebläsebrenner mit einer Leistung bis 70 kW und einem maximalen Betriebsdruck von 3 bar; Begriffe, besondere Anforderungen, Prüfung und Kennzeichnung
  - Teil 5 Heizkessel für feste Brennstoffe, manuell und automatisch beschickte Feuerungen, Nennwärmeleistung bis 500 kW – Begriffe, Anforderungen, Prüfungen und Kennzeichnung
  - Teil 6 Heizkessel mit Gebläsebrenner; Spezielle Anforderungen an die trinkwasserseitige Funktion von Kombi-Kesseln mit Ölzerstäubungsbrennern mit einer Nennwärmeleistung kleiner als oder gleich 70 kW
  - Teil 7 Zentralheizkessel für gasförmige Brennstoffe mit einem Gebläsebrenner mit einer Nennwärmeleistung kleiner als oder gleich 1 000 kW
- EN 304 Heizkessel – Prüfregeln für Heizkessel mit Ölzerstäubungsbrennern
- EN 305 Wärmeaustauscher – Begriffe und allgemeine Festlegungen bei der Prüfung zur Leistungsbestimmung
- EN 306 Wärmeaustauscher – Messungen und Messgenauigkeit bei der Leistungsbestimmung
- EN 307 Wärmeaustauscher – Anleitung für die Anfertigung von Einbau- und Betriebsanleitungen und Wartungsanweisungen zum Erhalt der Leistung von Wärmeaustauschern jeglicher Bauart
- EN 308 Wärmeaustauscher – Prüfverfahren zur Bestimmung der Leistungskriterien von Luft/Luft- und Luft/Abgas-Wärmerückgewinnungsanlagen
- EN 309 Spanplatten – Definition und Klassifizierung
- EN 310 Holzwerkstoffe – Bestimmung des Biege-Elastizitätsmoduls und der Biegefestigkeit
- EN 311 Holzwerkstoffe – Abhebefestigkeit der Oberfläche – Prüfverfahren
- EN 312 Spanplatten – Anforderungen
- EN 313 Sperrholz – Klassifizierung und Terminologie
  - Teil 1 Klassifizierung
  - Teil 2 Terminologie
- EN 314 Sperrholz – Qualität der Verklebung
  - Teil 1 Prüfverfahren
  - Teil 2 Anforderungen
- EN 315 Sperrholz – Maßtoleranzen
- EN 316 Holzfaserplatten – Definition, Klassifizierung und Kurzzeichen
- EN 317 Spanplatten und Faserplatten; Bestimmung der Dickenquellung nach Wasserlagerung
- EN 318 Holzwerkstoffe – Bestimmung von Maßänderungen in Verbindung mit Änderungen der relativen Luftfeuchte
- EN 319 Spanplatten und Faserplatten – Bestimmung der Zugfestigkeit senkrecht zur Plattenebene
- EN 320 Spanplatten und Faserplatten – Bestimmung des achsenparallelen Schraubenausziehwiderstands
- EN 321 Holzwerkstoffe; Bestimmung der Feuchtebeständigkeit durch Zyklustest
- EN 322 Holzwerkstoffe; Bestimmung des Feuchtegehaltes
- EN 323 Holzwerkstoffe; Bestimmung der Rohdichte
- EN 324 Holzwerkstoffe; Bestimmung der Plattenmaße
  - Teil 1 Bestimmung der Dicke, Breite und Länge
  - Teil 2 Bestimmung der Rechtwinkligkeit und der Kantengeradheit
- EN 325 Holzwerkstoffe – Bestimmung der Maße der Prüfkörper
- EN 326 Holzwerkstoffe – Probenahme, Zuschnitt und Überwachung
  - Teil 1 Probenahme und Zuschnitt der Prüfkörper sowie Angabe der Prüfergebnisse
  - Teil 2 Erstprüfung des Produktes und werkseigene Produktionskontrolle
  - Teil 3 Abnahmeprüfung eines einzelnen Loses von Platten
- EN 327 Wärmeaustauscher – Ventilatorbelüftete Verflüssiger – Prüfverfahren zur Leistungsfeststellung
- EN 328 Wärmeaustauscher – Prüfverfahren zur Bestimmung der Leistungskriterien von Ventilatorluftkühlern
- EN 330 Holzschutzmittel; Freilandversuch zur Bestimmung der relativen Wirksamkeit eines Holzschutzmittels zur Anwendung unter einem Anstrich und ohne Erdkontakt: L-Verbindungs-Methode
- EN 331 Handbetätigte Kugelhähne und Kegelhähne mit geschlossenem Boden für die Gas-Hausinstallation
- EN 334 Gas-Druckregelgeräte für Eingangsdrücke bis 100 bar
- EN 335 Dauerhaftigkeit von Holz und Holzprodukten – Gebrauchsklassen: Definitionen, Anwendung bei Vollholz und Holzprodukten
- EN 336 Bauholz für tragende Zwecke – Maße, zulässige Abweichungen
- EN 338 Bauholz für tragende Zwecke – Festigkeitsklassen
- EN 340 Schutzkleidung – Allgemeine Anforderungen
- EN 341 Persönliche Absturzschutzausrüstung – Abseilgeräte zum Retten
- EN 342 Schutzkleidung – Kleidungssysteme und Kleidungsstücke zum Schutz gegen Kälte
- EN 343 Schutzkleidung – Schutz gegen Regen
- EN 344 Sicherheits-, Schutz- und Berufsschuhe für den gewerblichen Gebrauch
  - Teil 1 Anforderungen und Prüfverfahren, Oktober 2004 ersetzt durch EN ISO 20344 … EN ISO 20347
  - Teil 2 Zusätzliche Anforderungen und Prüfverfahren, Oktober 2004 ersetzt durch EN 15090, EN ISO 20344 und EN ISO 17249
- EN 345 Sicherheitsschuhe für den gewerblichen Gebrauch
  - Teil 1 Spezifikation, Oktober 2004 ersetzt durch EN ISO 20345
  - Teil 2 Zusätzliche Spezifikation, Oktober 2004 ersetzt durch EN 15090, EN ISO 20345 und EN ISO 17249
- EN 346 Schutzschuhe für den gewerblichen Gebrauch
  - Teil 1 Spezifikation, Oktober 2004 ersetzt durch EN ISO 20346
  - Teil 2 Zusätzliche Spezifikation, Oktober 2004 ersetzt durch EN ISO 20346
- EN 347 Berufsschuhe für den gewerblichen Gebrauch
  - Teil 1 Spezifikation, Oktober 2004 ersetzt durch EN ISO 20345
  - Teil 2 Zusätzliche Spezifikation, Oktober 2004 ersetzt durch EN ISO 20347
- EN 349 Sicherheit von Maschinen – Mindestabstände zur Vermeidung des Quetschens von Körperteilen
- EN 350 Dauerhaftigkeit von Holz und Holzprodukten – Natürliche Dauerhaftigkeit von Vollholz
  - Teil 1 Grundsätze für die Prüfung und Klassifikation der natürlichen Dauerhaftigkeit von Holz
  - Teil 2 Leitfaden für die natürliche Dauerhaftigkeit und Tränkbarkeit von ausgewählten Holzarten von besonderer Bedeutung in Europa
- EN 351 Dauerhaftigkeit von Holz und Holzprodukten – Mit Holzschutzmitteln behandeltes Vollholz
- EN 352 Gehörschützer
- EN 353 Persönliche Schutzausrüstung gegen Absturz
  - Teil 1 Steigschutzeinrichtungen einschließlich fester Führung
  - Teil 2 Mitlaufende Auffanggeräte einschließlich beweglicher Führung
- EN 354 Persönliche Schutzausrüstung gegen Absturz – Verbindungsmittel
- EN 355 Persönliche Schutzausrüstung gegen Absturz – Falldämpfer
- EN 356 Glas im Bauwesen – Sicherheitssonderverglasung – Prüfverfahren und Klasseneinteilung des Widerstandes gegen manuellen Angriff
- EN 357 Glas im Bauwesen – Brandschutzverglasungen aus durchsichtigen oder durchscheinenden Glasprodukten – Klassifizierung des Feuerwiderstandes
- EN 358 Persönliche Schutzausrüstung für Haltefunktionen und zur Verhinderung von Abstürzen – Haltegurte und Verbindungsmittel für Haltegurte
- EN 360 Persönliche Schutzausrüstung gegen Absturz – Höhensicherungsgeräte
- EN 361 Persönliche Schutzausrüstung gegen Absturz – Auffanggurte
- EN 362 Persönliche Schutzausrüstung gegen Absturz – Verbindungselemente
- EN 363 Persönliche Schutzausrüstung gegen Absturz – Persönliche Absturzsysteme
- EN 364 Persönliche Schutzausrüstung gegen Absturz – Prüfverfahren
- EN 365 Persönliche Schutzausrüstung gegen Absturz – Allgemeine Anforderungen an Gebrauchsanleitungen, Wartung, regelmäßige Überprüfung, IH, Kennzeichnung und Verpackung
- EN 367 Schutzkleidung; Schutz gegen Wärme und Flammen; Prüfverfahren: Bestimmung des Wärmedurchgangs bei Flammeneinwirkung
- EN 370 Holzschutzmittel; Bestimmung der auf Schlupfverhinderung beruhenden bekämpfenden Wirksamkeit gegenüber Anobium-punctatum (De Geer)
- EN 374 Schutzhandschuhe gegen Chemikalien und Mikroorganismen
  - Teil 1 Terminologie und Leistungsanforderungen
  - Teil 2 Bestimmung des Widerstandes gegen Penetration
  - Teil 3 Bestimmung des Widerstandes gegen Permeation von Chemikalien
- EN 377 Schmierstoffe für die Anwendung in Geräten und zugehörigen Stell-Geräten für Brenngase außer denjenigen, die für die Anwendung in industriellen Prozessen vorgesehen sind
- EN 378 Kälteanlagen und Wärmepumpen – Sicherheitstechnische und umweltrelevante Anforderungen
  - Teil 1 Grundlegende Anforderungen, Begriffe, Klassifikationen und Auswahlkriterien
  - Teil 2 Konstruktion, Herstellung, Prüfung, Kennzeichnung und Dokumentation
  - Teil 3 Aufstellungsort und Schutz von Personen
  - Teil 4 Betrieb, Instandhaltung, Instandsetzung und Rückgewinnung
- EN 379 Persönlicher Augenschutz – Automatische Schweißerschutzfilter
- EN 380 Holzbauwerke; Prüfverfahren; Allgemeine Grundsätze für die Prüfung unter statischen Belastungen
- EN 381 Schutzkleidung für die Benutzer von handgeführten Kettensägen
  - Teil 1 Prüfstand zur Prüfung des Widerstandes gegen Kettensägen-Schnitte
  - Teil 2 Prüfmethode für Beinschutz
  - Teil 3 Prüfverfahren für Schuhwerk
  - Teil 4 Prüfverfahren für Schutzhandschuhe für Kettensägen
  - Teil 5 Anforderungen an Beinschutz
  - Teil 7 Anforderungen an Schutzhandschuhe für Kettensägen
  - Teil 8 Prüfverfahren für Schutzgamaschen für Kettensägen
  - Teil 9 Anforderungen an Schutzgamaschen für Kettensägen
  - Teil 10 Prüfverfahren für Oberkörperschutzmittel
  - Teil 11 Anforderungen für Oberkörperschutzmittel
- EN 382 Faserplatten; Bestimmung der Oberflächenabsorption
  - Teil 1 Prüfverfahren für Faserplatten nach dem Trockenverfahren
  - Teil 2 Prüfmethode für harte Platten
- EN 383 Holzbauwerke – Prüfverfahren – Bestimmung der Lochleibungsfestigkeit und Bettungswerte für stiftförmige Verbindungsmittel
- EN 384 Bauholz für tragende Zwecke – Bestimmung charakteristischer Werte für mechanische Eigenschaften und Rohdichte
- EN 385 Keilzinkenverbindungen im Bauholz – Leistungsanforderungen und Mindestanforderungen an die Herstellung
- EN 386 Brettschichtholz – Leistungsanforderungen und Mindestanforderungen an die Herstellung
- EN 387 Brettschichtholz – Universal-Keilzinkenverbindungen – Leistungsanforderungen und Mindestanforderungen an die Herstellung
- EN 388 Schutzhandschuhe gegen mechanische Risiken
- EN 390 Brettschichtholz – Maße – Grenzabmaße
- EN 391 Brettschichtholz – Delaminierungsprüfung von Klebstofffugen
- EN 392 Brettschichtholz – Scherprüfung der Leimfugen
- EN 397 Industrieschutzhelme
- EN 402 Atemschutzgeräte – Lungenautomatische Behältergeräte mit Druckluft (Pressluftatmer) mit Vollmaske oder Mundstückgarnitur für Selbstrettung – Anforderungen, Prüfung, Kennzeichnung
- EN 403 Atemschutzgeräte für Selbstrettung – Filtergeräte mit Haube zur Selbstrettung bei Bränden – Anforderungen, Prüfung, Kennzeichnung
- EN 404 Atemschutzgeräte für Selbstrettung – Filterselbstretter mit Mundstückgarnitur zum Schutz gegen Kohlenmonoxid
- EN 405 Atemschutzgeräte – Filtrierende Halbmasken mit Ventilen zum Schutz gegen Gase oder Gase und Partikeln – Anforderungen, Prüfung, Kennzeichnung
- EN 407 Schutzhandschuhe gegen thermische Risiken (Hitze und/oder Feuer)
- EN 408 Holzbauwerke – Bauholz für tragende Zwecke und Brettschichtholz – Bestimmung einiger physikalischer und mechanischer Eigenschaften
- EN 409 Holzbauwerke – Prüfverfahren – Bestimmung des Fließmoments von stiftförmigen Verbindungsmitteln
- EN 410 Glas im Bauwesen – Bestimmung der lichttechnischen und strahlungstechnischen Kenngrößen von Verglasungen
- EN 413 Putz- und Mauerbinder
  - Teil 1 Zusammensetzung, Anforderungen und Konformitätskriterien
  - Teil 2 Prüfverfahren
- EN 415 Sicherheit von Verpackungsmaschinen
  - Teil 1 Terminologie und Klassifikation von Bezeichnungen für Verpackungsmaschinen und zugehörige Ausrüstungen
  - Teil 2 Verpackungsmaschinen für vorgefertigte formstabile Packmittel
  - Teil 3 Form-, Füll- und Verschließmaschinen
  - Teil 4 Palettierer und Depalettierer
  - Teil 5 Einschlagmaschinen
  - Teil 6 Paletteneinschlagmaschinen
  - Teil 7 Sammelpackmaschinen
  - Teil 8 Umreifungsmaschinen
  - Teil 9 Verfahren zur Geräuschmessung bei Verpackungsmaschinen, Verpackungslinien und Hilfseinrichtungen – Genauigkeitsklassen 2 und 3
- EN 416 Gasgeräte-Heizstrahler – Dunkelstrahler mit einem Brenner mit Gebläse für gewerbliche und industrielle Anwendung
  - Teil 1 Sicherheit
  - Teil 2 Rationelle Energienutzung
- EN 417 Metallische Einwegkartuschen für Flüssiggas mit oder ohne Entnahmeventil zum Betrieb von tragbaren Geräten – Herstellung, Inspektion, Prüfung und Kennzeichnung
- EN 418 Sicherheit von Maschinen, NOT-AUS-Einrichtung, funktionelle Aspekte, Gestaltungsleitsätze, März 2007 ersetzt durch EN ISO 13850
- EN 419 Hellstrahler mit einem Brenner ohne Gebläse für gewerbliche und industrielle Anwendung
  - Teil 1 Sicherheit
  - Teil 2 Rationelle Energienutzung
- EN 420 Schutzhandschuhe – Allgemeine Anforderungen und Prüfverfahren
- EN 421 Schutzhandschuhe gegen ionisierende Strahlung und radioaktive Kontamination
- EN 422 Kunststoff- und Gummimaschinen – Blasformmaschinen – Sicherheitsanforderungen
- EN 424 Elastische Bodenbeläge – Bestimmung des Verhaltens bei einer nachgeahmten Verschiebung eines Möbelfußes
- EN 425 Elastische Bodenbeläge und Laminatböden – Stuhlrollenversuch
- EN 432 Elastische Bodenbeläge – Bestimmung der Scherkraft
- EN 437 Prüfgase – Prüfdrücke – Gerätekategorien
- EN 438 Dekorative Hochdruck-Schichtpressstoffplatten (HPL) – Platten auf Basis härtbarer Harze (Schichtpressstoffe)
  - Teil 1 Einleitung und allgemeine Informationen
  - Teil 2 Bestimmung der Eigenschaften
  - Teil 3 Klassifizierung und Spezifikationen für Schichtpressstoffe mit einer Dicke kleiner als 2 mm, vorgesehen zum Verkleben auf ein Trägermaterial
  - Teil 4 Klassifizierung und Spezifikationen für Kompakt-Schichtpressstoffe mit einer Dicke von 2 mm und größer
  - Teil 5 Klassifizierung und Spezifikationen für Schichtpressstoffe für Fußböden mit einer Dicke kleiner 2 mm, vorgesehen zum Verkleben auf ein Trägermaterial
  - Teil 6 Klassifizierung und Spezifikationen für Kompakt-Schichtpressstoffe für die Anwendung im Freien mit einer Dicke von 2 mm und größer
  - Teil 7 Kompaktplatten und HPL-Mehrschicht-Verbundplatten für Wand- und Deckenbekleidungen für Innen- und Außenanwendung
  - Teil 8 Klassifizierung und Spezifikationen für Design-Schichtpressstoffe
  - Teil 9 Klassifizierung und Spezifikationen für Schichtpressstoffe mit alternativem Kernaufbau
- EN 442 Radiatoren und Konvektoren
  - Teil 1 Technische Spezifikationen und Anforderungen
  - Teil 2 Prüfverfahren und Leistungsangabe
  - Teil 3 Konformitätsbewertung
- EN 443 Feuerwehrhelme für die Brandbekämpfung in Gebäuden und anderen baulichen Anlagen
- EN 444 Zerstörungsfreie Prüfung; Grundlagen für die Durchstrahlungsprüfung von metallischen Werkstoffen mit Röntgen- und Gammastrahlen
- EN 445 Einpressmörtel für Spannglieder – Prüfverfahren
- EN 446 Einpressmörtel für Spannglieder – Einpressverfahren
- EN 447 Einpressmörtel für Spannglieder – Allgemeine Anforderungen
- EN 448 Fernwärmerohre – Werkmäßig gedämmte Verbundmantelrohrsysteme für direkt erdverlegte Fernwärmenetze – Verbundformstücke, bestehend aus Stahl-Mediumrohr, Polyurethan-Wärmedämmung und Außenmantel aus Polyethylen
- EN 449 Festlegungen für Flüssiggasgeräte – Abzuglose Haushaltsraumheizgeräte (einschließlich Heizgeräte mit diffusiver katalytischer Verbrennung)
- EN 450 Flugasche für Beton
  - Teil 1 Definition, Anforderungen und Konformitätskriterien
  - Teil 2 Konformitätsbewertung
- EN 451 Prüfverfahren für Flugasche
  - Teil 1 Bestimmung des freien Calciumoxidgehalts
  - Teil 2 Bestimmung der Feinheit durch Naßsiebung
- EN 452 Wechselbehälter – Wechselbehälter der Klasse A – Maße und allgemeine Anforderungen
- EN 453 Nahrungsmittelmaschinen – Teigknetmaschinen – Sicherheits- und Hygieneanforderungen
- EN 454 Nahrungsmittelmaschinen – Planetenrühr- und -knetmaschinen – Sicherheits- und Hygieneanforderungen
- EN 455 Medizinische Handschuhe zum einmaligen Gebrauch
  - Teil 1 Anforderungen und Prüfung auf Dichtheit
  - Teil 2 Anforderungen und Prüfung der physikalischen Eigenschaften
  - Teil 3 Anforderungen und Prüfung für die biologische Bewertung
  - Teil 4 Anforderungen und Prüfung zur Bestimmung der Mindesthaltbarkeit
- EN 457 Sicherheit von Maschinen; Akustische Gefahrensignale, Dezember 2005 ersetzt durch EN ISO 7731
- EN 458 Gehörschützer – Empfehlungen für Auswahl, Einsatz, Pflege und Instandhaltung
- EN 459 Baukalk
  - Teil 1 Begriffe, Anforderungen und Konformitätskriterien
  - Teil 2 Prüfverfahren
  - Teil 3 Konformitätsbewertung
- EN 460 Dauerhaftigkeit von Holz und Holzprodukten – Natürliche Dauerhaftigkeit von Vollholz – Leitfaden für die Anforderungen an die Dauerhaftigkeit von Holz für die Anwendung in den Gefährdungsklassen
- EN 461 Festlegungen für Flüssiggasgeräte – Abzuglose Gewerberaumheizgeräte bis 10 kW
- EN 462 Zerstörungsfreie Prüfung; Bildgüte von Durchstrahlungsaufnahmen
  - Teil 1 Bildgüteprüfkörper (Drahtsteg); Ermittlung der Bildgütezahl
  - Teil 2 Bildgüteprüfkörper (Stufe/Loch Typ); Ermittlung der Bildgütezahl
  - Teil 3 Bildgüteklassen für Eisenwerkstoffe
  - Teil 4 Experimentelle Ermittlung von Bildgütezahlen und Bildgütetabellen
  - Teil 5 Bildgüteprüfkörper (Doppel-Drahtsteg), Ermittlung der Bildunschärfe
- EN 464 Schutzkleidung – Schutz gegen flüssige und gasförmige Chemikalien einschließlich Flüssigkeitsaerosole und feste Partikel – Prüfverfahren: Bestimmung der Leckdichtigkeit von gasdichten Anzügen (Innendruckprüfverfahren)
- EN 469 Schutzkleidung für die Feuerwehr – Leistungsanforderungen für Schutzkleidung für die Brandbekämpfung
- EN 470 Schutzkleidung für Schweißen und verwandte Verfahren
  - Teil 1 Allgemeine Anforderungen, Januar 2008 ersetzt durch EN ISO 11611
- EN 471 Warnkleidung – Prüfverfahren und Anforderungen
- EN 472 Druckmessgeräte – Begriffe
- EN 474 Erdbaumaschinen – Sicherheit
  - Teil 1 Allgemeine Anforderungen
  - Teil 2 Anforderungen für Planiermaschinen
  - Teil 3 Anforderungen für Lader
  - Teil 4 Anforderungen für Baggerlader
  - Teil 5 Anforderungen für Hydraulikbagger
  - Teil 6 Anforderungen für Muldenfahrzeuge
  - Teil 7 Anforderungen für Scraper
  - Teil 8 Anforderungen für Grader
  - Teil 9 Anforderungen für Rohrverleger
  - Teil 10 Anforderungen für Grabenfräsen
  - Teil 11 Anforderungen für Erd- und Müllverdichter
  - Teil 12 Anforderungen für Seilbagger
- EN 476 Allgemeine Anforderungen an Bauteile für Abwasserleitungen und -kanäle
- EN 477 Profile aus weichmacherfreiem Polyvinylchlorid (PVC-U) zur Herstellung von Fenstern und Türen – Bestimmung der Stoßfestigkeit von Hauptprofilen mittels Fallbolzen
- EN 478 Profile aus weichmacherfreiem Polyvinylchlorid (PVC-U) zur Herstellung von Fenstern und Türen – Bestimmung des Verhaltens nach Lagerung bei 150 °C – Prüfverfahren
- EN 479 Profile aus weichmacherfreiem Polyvinylchlorid (PVC-U) zur Herstellung von Fenstern und Türen – Bestimmung des Wärmeschrumpfes
- EN 480 Zusatzmittel für Beton, Mörtel und Einpressmörtel – Prüfverfahren
  - Teil 1 Referenzbeton und Referenzmörtel für Prüfungen
  - Teil 2 Bestimmung der Erstarrungszeit
  - Teil 4 Bestimmung der Wasserabsonderung des Betons (Bluten)
  - Teil 5 Bestimmung der kapillaren Wasseraufnahme
  - Teil 6 Infrarot-Untersuchung
  - Teil 8 Bestimmung des Feststoffgehalts
  - Teil 10 Bestimmung des wasserlöslichen Chloridgehaltes
  - Teil 11 Bestimmung von Luftporenkennwerten in Festbeton
  - Teil 12 Bestimmung des Alkaligehalts von Zusatzstoffen
  - Teil 13 Referenz-Baumörtel für die Prüfung von Zusatzmitteln für Mauerwerksmörtel
  - Teil 14 Bestimmung des Korrosionsverhaltens von Stahl in Beton – Elektrochemische Prüfung bei gleichbleibendem Potenzial
  - Teil 15 Referenzbeton und Prüfverfahren zur Prüfung von viskositätsmodifizierenden Zusatzmitteln
- EN 481 Arbeitsplatzatmosphäre; Festlegung der Teilchengrößenverteilung zur Messung luftgetragener Partikel
- EN 482 Exposition am Arbeitsplatz – Allgemeine Anforderungen an die Leistungsfähigkeit von Verfahren zur Messung chemischer Arbeitsstoffe
- EN 483 Heizkessel für gasförmige Brennstoffe – Heizkessel des Typs C mit einer Nennwärmebelastung gleich oder kleiner als 70 kW
- EN 484 Festlegungen für Flüssiggasgeräte – Flüssiggasbetriebene Kochgeräte einschließlich solcher mit Grillteilen zur Verwendung im Freien
- EN 485 Aluminium und Aluminiumlegierungen – Bänder, Bleche und Platten
  - Teil 1 Technische Lieferbedingungen
  - Teil 2 Mechanische Eigenschaften
  - Teil 3 Grenzabmaße und Formtoleranzen für warmgewalzte Erzeugnisse
  - Teil 4 Grenzabmaße und Formtoleranzen für kaltgewalzte Erzeugnisse
- EN 486 Aluminium und Aluminiumlegierungen – Pressbarren – Spezifikationen
- EN 487 Aluminium und Aluminiumlegierungen – Walzbarren – Spezifikationen
- EN 488 Fernwärmerohre – Werkmäßig gedämmte Verbundmantelrohrsysteme für direkt erdverlegte Fernwärmenetze – Vorgedämmte Absperrarmaturen für Stahlmediumrohre mit Polyurethan-Wärmedämmung und Außenmantel aus Polyethylen
- EN 489 Fernwärmerohre – Werkmäßig gedämmte Verbundmantelrohrsysteme für direkt erdverlegte Fernwärmenetze – Rohrverbindungen für Stahlmediumrohre mit Polyurethan-Wärmedämmung und Außenmantel aus Polyethylen
- EN 490 Dach- und Formsteine aus Beton für Dächer und Wandbekleidungen – Produktanforderungen
- EN 491 Dach- und Formsteine aus Beton für Dächer und Wandbekleidungen – Prüfverfahren
- EN 492 Faserzement-Dachplatten und dazugehörige Formteile – Produktspezifikation und Prüfverfahren
- EN 494 Faserzement-Wellplatten und dazugehörige Formteile – Produktspezifikation und Prüfverfahren
- EN 495 Abdichtungsbahnen – Bestimmung des Verhaltens beim Falzen bei tiefen Temperaturen
  - Teil 5 Kunststoff- und Elastomerbahnen für Dachabdichtungen
- EN 497 Festlegungen für Flüssiggasgeräte – Flüssiggasbetriebene Mehrzweckkochgeräte zur Verwendung im Freien
- EN 498 Festlegungen für Flüssiggasgeräte – Grillgeräte zur Verwendung im Freien einschließlich Kontaktgrillgeräte
- EN 500 Bewegliche Straßenbaumaschinen – Sicherheit
  - Teil 1 Gemeinsame Anforderungen
  - Teil 2 Besondere Anforderungen an Straßenfräsen
  - Teil 3 Besondere Anforderungen an Bodenstabilisierungsmaschinen und Recyclingmaschinen
  - Teil 4 Besondere Anforderungen an Verdichtungsmaschinen
  - Teil 6 Besondere Anforderungen an Straßenfertiger
- EN 501 Dacheindeckungsprodukte aus Metallblech – Festlegung für vollflächig unterstützte Bedachungselemente aus Zinkblech
- EN 502 Dachdeckungsprodukte aus Metallblech – Spezifikation für vollflächig unterstützte Dachdeckungsprodukte aus nichtrostendem Stahlblech
- EN 504 Dachdeckungsprodukte aus Metallblech – Festlegungen für vollflächig unterstützte Bedachungselemente aus Kupferblech
- EN 505 Dachdeckungsprodukte aus Metallblech – Spezifikation für vollflächig unterstützte Dachdeckungsprodukte aus Stahlblech
- EN 506 Dachdeckungsprodukte aus Metallblech – Festlegungen für selbsttragende Bedachungselemente aus Kupfer- oder Zinkblech
- EN 507 Dachdeckungsprodukte aus Metallblech – Festlegungen für vollflächig unterstützte Bedachungselemente aus Aluminiumblech
- EN 508 Dachdeckungsprodukte aus Metallblech – Festlegungen für selbsttragende Bedachungselemente aus Stahlblech, Aluminiumblech oder nichtrostendem Stahlblech
  - Teil 1 Stahl
  - Teil 2 Aluminium
  - Teil 3 Nichtrostender Stahl
- EN 509 Dekorative Gasgeräte mit Brennstoffeffekt
- EN 510 Festlegungen für Schutzkleidungen für Bereiche, in denen ein Risiko des Verfangens in beweglichen Teilen besteht
- EN 511 Schutzhandschuhe gegen Kälte
- EN 512 Faserzementprodukte – Druckrohre und Verbindungen
- EN 513 Profile aus weichmacherfreiem Polyvinylchlorid (PVC-U) zur Herstellung von Fenstern und Türen – Bestimmung der Wetterechtheit und Wetterbeständigkeit durch künstliche Bewitterung
- EN 514 Profile aus weichmacherfreiem Polyvinylchlorid (PVC-U) zur Herstellung von Fenstern und Türen – Bestimmung der Festigkeit verschweißter Ecken und T-Verbindungen
- EN 515 Aluminium und Aluminiumlegierungen; Halbzeug; Bezeichnungen der Werkstoffzustände
- EN 516 Vorgefertigte Zubehörteile für Dacheindeckungen – Einrichtungen zum Betreten des Daches – Laufstege, Trittflächen und Einzeltritte
- EN 517 Vorgefertigte Zubehörteile für Dacheindeckungen – Sicherheitsdachhaken
- EN 520 Gipsplatten – Begriffe, Anforderungen und Prüfverfahren
- EN 521 Festlegungen für Flüssiggasgeräte – Tragbare, mit Dampfdruck betriebene Flüssiggasgeräte
- EN 523 Hüllrohre aus Bandstahl für Spannglieder – Begriffe, Anforderungen und Konformität
- EN 524 Hüllrohre aus Bandstahl für Spannglieder – Prüfverfahren
  - Teil 1 Ermittlung der Formen und Maße
  - Teil 2 Bestimmung des Biegeverhaltens
  - Teil 3 Hin- und Herbiegeversuch
  - Teil 4 Bestimmung der Querbelastbarkeit
  - Teil 5 Bestimmung der Zugfestigkeit
  - Teil 6 Bestimmung der Dichtheit (Bestimmung des Wasserverlustes)
- EN 525 Gasbefeuerte Warmlufterzeuger ohne Wärmetauscher mit erzwungener Konvektion zum Beheizen von Räumen für den nicht-häuslichen Gebrauch mit einer Nennwärmebelastung nicht über 300 kW
- EN 526 Fahrzeuge der Binnenschiffahrt; Landstege bis 8 m Länge; Anforderungen, Bauarten
- EN 527 Büromöbel – Büro-Arbeitstische
  - Teil 1 Maße
  - Teil 2 Anforderungen an die Sicherheit, Festigkeit und Dauerhaltbarkeit
- EN 528 Regalbediengeräte – Sicherheitsanforderungen
- EN 529 Atemschutzgeräte – Empfehlungen für Auswahl, Einsatz, Pflege und Instandhaltung – Leitfaden
- EN 530 Abriebfestigkeit von Material für Schutzkleidung – Prüfverfahren
- EN 534 Bitumen-Wellplatten – Produktfestlegungen und Prüfverfahren
- EN 536 Straßenbaumaschinen – Asphaltmischanlagen – Sicherheitsanforderungen
- EN 538 Tondachziegel für überlappende Verlegung – Prüfung der Biegetragfähigkeit
- EN 539 Dachziegel für überlappende Verlegung – Bestimmung der physikalischen Eigenschaften
  - Teil 1 Prüfung der Wasserundurchlässigkeit
  - Teil 2 Prüfung der Frostwiderstandsfähigkeit
- EN 541 Aluminium und Aluminiumlegierungen – Walzerzeugnisse für Dosen, Verschlüsse und Deckel – Spezifikationen
- EN 542 Klebstoffe – Bestimmung der Dichte
- EN 543 Klebstoffe – Bestimmung der Schüttdichte von Pulver- und Granulat-Klebstoffen
- EN 544 Bitumenschindeln mit mineralhaltiger Einlage und/oder Kunststoffeinlage – Produktspezifikation und Prüfverfahren
- EN 545 Rohre, Formstücke, Zubehörteile aus duktilem Gusseisen und ihre Verbindungen für Wasserleitungen – Anforderungen und Prüfverfahren
- EN 546 Aluminium und Aluminiumlegierungen – Folien
  - Teil 1 Technische Lieferbedingungen
  - Teil 2 Mechanische Eigenschaften
  - Teil 3 Grenzabmaße
  - Teil 4 Besondere Eigenschaftsanforderungen
- EN 547 Sicherheit von Maschinen – Körpermaße des Menschen
  - Teil 1 Grundlagen zur Bestimmung von Abmessungen für Ganzkörper-Zugänge an Maschinenarbeitsplätzen
  - Teil 2 Grundlagen für die Bemessung von Zugangsöffnungen
  - Teil 3 Körpermaßdaten
- EN 549 Elastomer-Werkstoffe für Dichtungen und Membranen in Gasgeräten und Gasanlagen
- EN 556 Sterilisation von Medizinprodukten – Anforderungen an Medizinprodukte, die als „STERIL“ gekennzeichnet werden
  - Teil 1 Anforderungen an Medizinprodukte, die in der Endpackung sterilisiert wurden
  - Teil 2 Anforderungen an aseptisch hergestellte Medizinprodukte
- EN 558 Industriearmaturen – Baulängen von Armaturen aus Metall zum Einbau in Rohrleitungen mit Flanschen – Nach PN und Class bezeichnete Armaturen
  - Teil 1 Technische Lieferbedingungen
  - Teil 2 Mechanische Eigenschaften
  - Teil 3 Grenzabmaße
  - Teil 4 Besondere Eigenschaftsanforderungen
- EN 560 Gasschweißgeräte – Schlauchanschlüsse für Geräte und Anlagen für Schweißen, Schneiden und verwandte Prozesse
- EN 561 Gasschweißgeräte – Schlauchkupplungen mit selbsttätiger Gassperre für Schweißen, Schneiden und verwandte Prozesse
- EN 564 Bergsteigerausrüstung – Reepschnur – Sicherheitstechnische Anforderungen und Prüfverfahren
- EN 565 Bergsteigerausrüstung – Band – Sicherheitstechnische Anforderungen und Prüfverfahren
- EN 566 Bergsteigerausrüstung – Schlingen – Sicherheitstechnische Anforderungen und Prüfverfahren
- EN 567 Bergsteigerausrüstung – Seilklemmen – Sicherheitstechnische Anforderungen und Prüfverfahren
- EN 568 Bergsteigerausrüstung – Verankerungsmittel im Eis – Sicherheitstechnische Anforderungen und Prüfverfahren
- EN 569 Bergsteigerausrüstung – Felshaken – Sicherheitstechnische Anforderungen und Prüfverfahren
- EN 570 Aluminium und Aluminiumlegierungen – Butzen zum Fließpressen aus Halbzeug hergestellt – Spezifikation
- EN 571 Zerstörungsfreie Prüfung – Eindringprüfung
  - Teil 1 Allgemeine Grundlagen
- EN 573 Aluminium und Aluminiumlegierungen – Chemische Zusammensetzung und Form von Halbzeug
  - Teil 1 Numerisches Bezeichnungssystem
  - Teil 2 Bezeichnungssystem mit chemischen Symbolen
  - Teil 3 Chemische Zusammensetzung und Erzeugnisformen
- EN 574 Sicherheit von Maschinen – Zweihandschaltungen – Funktionelle Aspekte – Gestaltungsleitsätze
- EN 575 Aluminium und Aluminiumlegierungen – Vorlegierungen, durch Erschmelzen hergestellt – Spezifikationen
- EN 576 Aluminium und Aluminiumlegierungen – Unlegiertes Aluminium in Masseln – Spezifikationen
- EN 577 Aluminium und Aluminiumlegierungen – Flüssigmetall – Spezifikationen
- EN 580 Kunststoff-Rohrleitungssysteme – Rohre aus weichmacherfreiem Polyvinylchlorid (PVC-U) – Prüfverfahren für die Beständigkeit gegen Dichlormethan bei einer festgelegten Temperatur (DCMT)
- EN 581 Außenmöbel – Sitzmöbel und Tische für den Camping-, Wohn- und Objektbereich
  - Teil 1 Allgemeine sicherheitstechnische Anforderungen
  - Teil 2 Mechanische sicherheitstechnische Anforderungen und Prüfverfahren für Sitzmöbel
  - Teil 3 Mechanische Sicherheitsanforderungen und Prüfverfahren für Tische
- EN 582 Thermisches Spritzen; Ermittlung der Haftzugfestigkeit
- EN 583 Zerstörungsfreie Prüfung – Ultraschallprüfung
  - Teil 1 Allgemeine Grundsätze
  - Teil 2 Empfindlichkeits- und Entfernungsjustierung
  - Teil 3 Durchschallungstechnik
  - Teil 4 Prüfung auf Inhomogenität senkrecht zur Oberfläche
  - Teil 5 Beschreibung und Größenbestimmung von Inhomogenitäten
  - Teil 6 Beugungslaufzeittechnik, eine Technik zum Auffinden und Ausmessen von Inhomogenitäten
- EN 586 Aluminium und Aluminiumlegierungen – Schmiedestücke
  - Teil 1 Technische Lieferbedingungen
  - Teil 2 Mechanische Eigenschaften und zusätzliche Eigenschaftsanforderungen
  - Teil 3 Grenzabmaße und Formtoleranzen
- EN 588 Faserzementrohre für Abwasserleitungen und -kanäle
  - Teil 1 Rohre, Rohrverbindungen und Formstücke für Freispiegelleitungen
  - Teil 2 Einsteig- und Kontrollschächte
- EN 589 Kraftstoffe für Kraftfahrzeuge – Flüssiggas – Anforderungen und Prüfverfahren
- EN 590 Kraftstoffe für Kraftfahrzeuge – Dieselkraftstoff – Anforderungen und Prüfverfahren
- EN 593 Industriearmaturen – Metallische Klappen
- EN 594 Holzbauwerke – Prüfverfahren – Wandscheiben-Tragfähigkeit und -Steifigkeit von Wandelementen in Holztafelbauart
- EN 595 Holzbauwerke – Prüfverfahren – Prüfung von Fachwerkträgern zur Bestimmung der Tragfähigkeit und des Verformungsverhaltens
- EN 596 Holzbauwerke – Prüfverfahren – Prüfung von Wänden in Holztafelbauart bei weichem Stoß
- EN 597 Möbel – Bewertung der Entzündbarkeit von Matratzen und gepolsterten Bettböden
  - Teil 1 Zündquelle: Glimmende Zigarette
  - Teil 2 Zündquelle: Eine einem brennenden Streichholz vergleichbare Gasflamme
- EN 598 Rohre, Formstücke, Zubehörteile aus duktilem Gusseisen und ihre Verbindungen für die Abwasser-Entsorgung – Anforderungen und Prüfverfahren
- EN 599 Dauerhaftigkeit von Holz und Holzprodukten – Wirksamkeit von Holzschutzmitteln wie sie durch biologische Prüfungen ermittelt wird
  - Teil 1 Spezifikation entsprechend der Gebrauchsklasse
  - Teil 2 Klassifikation und Kennzeichnung
- EN 601 Aluminium und Aluminiumlegierungen – Gussstücke – Chemische Zusammensetzung von Gussstücken, die in Kontakt mit Lebensmitteln kommen
- EN 602 Aluminium und Aluminiumlegierungen – Kneterzeugnisse – Chemische Zusammensetzung von Halbzeug für die Herstellung von Erzeugnissen, die in Kontakt mit Lebensmitteln kommen
- EN 603 Aluminium und Aluminiumlegierungen – Stranggepreßtes oder gewalztes Schmiedevormaterial
  - Teil 1 Technische Lieferbedingungen
  - Teil 2 Mechanische Eigenschaften
  - Teil 3 Grenzabmaße und Formtoleranzen
- EN 604 Aluminium und Aluminiumlegierungen – Gegossenes Schmiedevormaterial
  - Teil 1 Technische Lieferbedingungen
  - Teil 2 Grenzabmaße und Formtoleranzen
- EN 606 Strichcodierung – Etiketten für Transport und Handhabung von Stahlprodukten
- EN 607 Hängedachrinnen und Zubehörteile aus PVC-U – Begriffe, Anforderungen und Prüfung
- EN 609 Land- und Forstmaschinen – Sicherheit von Holzspaltmaschinen
  - Teil 1 Keilspaltmaschinen
  - Teil 2 Schraubenspaltmaschinen
- EN 610 Zinn und Zinnlegierungen – Zinn in Masseln
- EN 611 Zinn und Zinnlegierungen – Zinnlegierungen und Zinngerät
  - Teil 1 Zinnlegierungen
  - Teil 2 Zinngerät
- EN 613 Konvektions-Raumheizer für gasförmige Brennstoffe
- EN 614 Sicherheit von Maschinen – Ergonomische Gestaltungsgrundsätze
  - Teil 1 Begriffe und allgemeine Leitsätze
  - Teil 2 Wechselwirkungen zwischen der Gestaltung von Maschinen und den Arbeitsaufgaben
- EN 615 Brandschutz – Löschmittel – Anforderungen an Löschpulver (nicht für Löschpulver der Brandklasse D)
- EN 617 Stetigförderer und Systeme – Sicherheits- und EMV-Anforderungen an Einrichtungen für die Lagerung von Schüttgütern in Silos, Bunkern, Vorratsbehältern und Trichtern
- EN 618 Stetigförderer und Systeme – Sicherheits- und EMV-Anforderungen an mechanische Fördereinrichtungen für Schüttgut ausgenommen ortsfeste Gurtförderer
- EN 619 Stetigförderer und Systeme – Sicherheits- und EMV-Anforderungen an mechanische Fördereinrichtungen für Stückgut
- EN 620 Stetigförderer und Systeme – Sicherheits- und EMV-Anforderungen an ortsfeste Gurtförderer für Schüttgut
- EN 621 Gasbefeuerte Warmlufterzeuger mit erzwungener Konvektion zum Beheizen von Räumen für den nicht-häuslichen Gebrauch mit einer Nennwärmebelastung nicht über 300 kW, ohne Gebläse zur Beförderung der Verbrennungsluft und/oder der Abgase
- EN 622 Faserplatten – Anforderungen
  - Teil 1 Allgemeine Anforderungen
  - Teil 2 Anforderungen an harte Platten
  - Teil 3 Anforderungen an mittelharte Platten
  - Teil 4 Anforderungen an poröse Platten
  - Teil 5 Anforderungen an Platten nach dem Trockenverfahren (MDF)
- EN 623 Hochleistungskeramik – Monolithische Keramik; Allgemeine und strukturelle Eigenschaften
  - Teil 1 Prüfung auf Anwesenheit von Oberflächenfehlern durch Farbstoffeindringtests
  - Teil 2 Bestimmung von Dichte und Porosität
  - Teil 3 Bestimmung der Korngröße und der Korngrößenverteilung (Linienschnittverfahren)
  - Teil 4 Bestimmung der Oberflächenrauheit
  - Teil 5 Bestimmung des Volumenanteils von Phasen durch Auswertung von Mikrogefügeaufnahmen
- EN 624 Festlegungen für flüssiggasbetriebene Geräte – Raumluftunabhängige Flüssiggas-Raumheizgeräte zum Einbau in Fahrzeugen und Booten
- EN 625 Heizkessel für gasförmige Brennstoffe – Spezielle Anforderungen an die trinkwasserseitige Funktion von Kombi-Kesseln mit einer Nennwärmebelastung kleiner als oder gleich 70 kW
- EN 626 Sicherheit von Maschinen – Reduzierung des Gesundheitsrisikos durch Gefahrstoffe, die von Maschinen ausgehen
  - Teil 1 Grundsätze und Festlegungen für Maschinenhersteller
  - Teil 2 Methodik beim Aufstellen von Überprüfungsverfahren
- EN 627 Regeln für Datenerfassung und Fernüberwachung von Aufzügen, Fahrtreppen und Fahrsteigen
- EN 629 Ortsbewegliche Gasflaschen – 25E kegeliges Gewinde zum Anschluss von Ventilen an Gasflaschen
  - Teil 1 Spezifikation, Dezember 2010 ersetzt durch EN ISO 11363-1
- EN 631 Werkstoffe und Gegenstände in Kontakt mit Lebensmitteln; Speisenbehälter
  - Teil 1 Maße der Behälter
  - Teil 2 Maße des Zubehörs und der Auflagen
- EN 633 Zementgebundene Spanplatten; Definition und Klassifizierung
- EN 634 Zementgebundene Spanplatten – Anforderungen
  - Teil 1 Allgemeine Anforderungen
  - Teil 2 Anforderungen an Portlandzement (PZ) gebundene Spanplatten zur Verwendung im Trocken-, Feucht- und Außenbereich
- EN 635 Sperrholz – Klassifizierung nach dem Aussehen der Oberfläche
  - Teil 1 Allgemeines
  - Teil 2 Laubholz
  - Teil 3 Nadelholz
  - Teil 5 Messverfahren und Angabe der Merkmale und Fehler
- EN 636 Sperrholz – Anforderungen
- EN 637 Kunststoff-Rohrleitungssysteme – Teile aus glasfaserverstärkten Kunststoffen – Ermittlung der Gehalte von Bestandteilen mit Hilfe des gravimetrischen Verfahrens
- EN 639 Allgemeine Anforderungen für Druckrohre aus Beton, einschließlich Rohrverbindungen und Formstücke
- EN 640 Stahlbetondruckrohre und Betondruckrohre mit verteilter Bewehrung (ohne Blechmantel), einschließlich Rohrverbindungen und Formstücke
- EN 641 Stahlbetondruckrohre mit Blechmantel, einschließlich Rohrverbindungen und Formstücke
- EN 642 Spannbetondruckrohre, mit und ohne Blechmantel, einschließlich Rohrverbindungen, Formstücke und besondere Anforderungen an Spannstahl für Rohre
- EN 643 Papier und Pappe – Europäische Liste der Standardsorten für Altpapier und Pappe
- EN 645 Papier und Pappe vorgesehen für den Kontakt mit Lebensmitteln; Herstellung eines Kaltwasserextraktes
- EN 646 Papier und Pappe vorgesehen für den Kontakt mit Lebensmitteln – Bestimmung der Farbechtheit von gefärbtem Papier und Pappe
- EN 647 Papier und Pappe vorgesehen für den Kontakt mit Lebensmitteln; Herstellung eines Heißwasserextraktes
- EN 648 Papier und Pappe vorgesehen für den Kontakt mit Lebensmitteln – Bestimmung der Farbechtheit von optisch aufgehelltem Papier und Pappe
- EN 649 Elastische Bodenbeläge – Homogene und heterogene Polyvinylchlorid-Bodenbeläge – Spezifikation
- EN 650 Elastische Bodenbeläge – Bodenbeläge aus Polyvinylchlorid mit einem Rücken aus Jute oder Polyestervlies oder auf Polyestervlies mit einem Rücken aus Polyvinylchlorid – Spezifikation
- EN 651 Elastische Bodenbeläge – Polyvinylchlorid-Bodenbeläge mit einer Schaumstoffschicht – Spezifikation
- EN 652 Elastische Bodenbeläge – Polyvinylchlorid-Bodenbeläge mit einem Rücken auf Korkbasis – Spezifikation
- EN 655 Elastische Bodenbeläge – Platten auf einem Rücken aus Presskork mit einer Polyvinylchlorid-Nutzschicht – Spezifikation
- EN 656 Heizkessel für gasförmige Brennstoffe – Heizkessel des Typs B mit einer Nennwärmebelastung größer als 70 kW aber gleich oder kleiner als 300 kW
- EN 657 Thermisches Spritzen – Begriffe, Einteilung
- EN 658 Bergsteigerausrüstung – Verankerungsmittel im Eis – Sicherheitstechnische Anforderungen und Prüfverfahren
- EN 659 Feuerwehrschutzhandschuhe
- EN 660 Elastische Bodenbeläge – Ermittlung des Verschleißverhaltens
  - Teil 1 Stuttgarter Prüfung
  - Teil 2 Frick-Taber-Prüfung
- EN 661 Elastische Bodenbeläge – Bestimmung der Wasserausbreitung
- EN 662 Elastische Bodenbeläge – Bestimmung der Schüsselung bei Feuchteeinwirkung
- EN 663 Elastische Bodenbeläge – Bestimmung der Dekortiefe
- EN 664 Elastische Bodenbeläge – Bestimmung des Verlustes an flüchtigen Bestandteilen
- EN 665 Elastische Bodenbeläge – Bestimmung der Weichmacherabgabe
- EN 666 Elastische Bodenbeläge – Bestimmung der Gelierung
- EN 669 Elastische Bodenbeläge – Bestimmung der Maßänderung von Linoleum-Platten durch Veränderung der Luftfeuchte
- EN 671 Ortsfeste Löschanlagen – Wandhydranten
  - Teil 1 Schlauchhaspeln mit formstabilem Schlauch
  - Teil 2 Wandhydranten mit Flachschlauch
  - Teil 3 Instandhaltung von Schlauchhaspeln mit formstabilem Schlauch und Wandhydranten mit Flachschlauch
- EN 672 Elastische Bodenbeläge – Bestimmung der Rohdichte von Preßkork
- EN 673 Glas im Bauwesen – Bestimmung des Wärmedurchgangskoeffizienten (U-Wert) – Berechnungsverfahren
- EN 674 Glas im Bauwesen – Bestimmung des Wärmedurchgangskoeffizienten (U-Wert) – Verfahren mit dem Plattengerät
- EN 675 Glas im Bauwesen – Bestimmung des Wärmedurchgangskoeffizienten (U-Wert) – Wärmestrommesser-Verfahren
- EN 676 Automatische Brenner mit Gebläse für gasförmige Brennstoffe
- EN 677 Heizungskessel für gasförmige Brennstoffe – Besondere Anforderungen an Brennwertkessel mit einer Nennwärmebelastung kleiner oder gleich 70 kW
- EN 678 Bestimmung der Trockenrohdichte von dampfgehärtetem Porenbeton
- EN 679 Bestimmung der Druckfestigkeit von dampfgehärtetem Porenbeton
- EN 680 Bestimmung des Schwindens von dampfgehärtetem Porenbeton
- EN 681 Elastomer-Dichtungen – Werkstoff-Anforderungen für Rohrleitungs-Dichtungen für Anwendungen in der Wasserversorgung und Entwässerung
  - Teil 1 Vulkanisierter Gummi
  - Teil 2 Thermoplastische Elastomere
  - Teil 3 Zellige Werkstoffe aus vulkanisiertem Kautschuk
  - Teil 4 Dichtelemente aus gegossenem Polyurethan
- EN 682 Elastomer-Dichtungen – Werkstoff-Anforderungen für Dichtungen in Versorgungsleitungen und Bauteilen für Gas und flüssige Kohlenwasserstoffe
- EN 683 Aluminium und Aluminiumlegierungen – Vormaterial für Wärmeaustauscher (Finstock)
  - Teil 1 Technische Lieferbedingungen
  - Teil 2 Mechanische Eigenschaften
  - Teil 3 Grenzabmaße und Formtoleranzen
- EN 684 Elastische Bodenbeläge – Bestimmung der Nahtfestigkeit
- EN 686 Elastische Bodenbeläge – Spezifikation für Linoleum mit und ohne Muster mit Schaumrücken
- EN 687 Elastische Bodenbeläge – Spezifikation für Linoleum mit und ohne Muster mit Korkmentrücken
- EN 688 Elastische Bodenbeläge – Spezifikation für Korklinoleum
- EN 689 Arbeitsplatzatmosphäre – Anleitung zur Ermittlung der inhalativen Exposition gegenüber chemischen Stoffen zum Vergleich mit Grenzwerten und Messstrategie
- EN 690 Landmaschinen – Stalldungstreuer – Sicherheit
- EN 691 Sicherheit von Holzbearbeitungsmaschinen
  - Teil 1 Gemeinsame Anforderungen
- EN 692 Werkzeugmaschinen – Mechanische Pressen – Sicherheit
- EN 693 Werkzeugmaschinen – Sicherheit – Hydraulische Pressen
- EN 694 Feuerlöschschläuche – Formstabile Schläuche für Wandhydranten
- EN 695 Küchenspülen – Anschlussmaße
- EN 702 Schutzkleidung – Schutz gegen Hitze und Flammen – Prüfverfahren: Bestimmung des Kontaktwärmedurchgangs durch Schutzkleidungen oder deren Materialien
- EN 703 Landmaschinen – Maschinen zum Laden, Mischen und/oder Zerkleinern und Verteilen von Silage – Sicherheit
- EN 705 Kunststoff-Rohrleitungssysteme – Rohre und Formstücke aus glasfaserverstärkten duroplastischen Kunststoffen (GFK) – Verfahren zur Regressionsanalyse und deren Anwendung
- EN 706 Landmaschinen – Reblaubschneidegeräte – Sicherheit
- EN 707 Landmaschinen – Flüssigmisttankwagen – Sicherheit
- EN 709 Maschinen für die Land- und Forstwirtschaft – Einachstraktoren mit angebauter Fräse, Motorhacken, Triebradhacken – Sicherheit
- EN 710 Sicherheit von Maschinen – Sicherheitsanforderungen an Gießereimaschinen und -anlagen der Form- und Kernherstellung und dazugehörige Einrichtungen
- EN 711 Fahrzeuge der Binnenschiffahrt – Geländer für Decks – Anforderungen, Bauarten
- EN 712 Thermoplastische Rohrleitungssysteme; Zugfeste mechanische Verbindungen zwischen Druckrohren und Formstücken; Prüfverfahren für den Widerstand gegen Herausziehen unter konstanter Belastung
- EN 713 Kunststoff-Rohrleitungssysteme; Mechanische Verbindungen zwischen Formstücken und Druckrohren aus Polyolefinen; Prüfverfahren für die Dichtheit unter Innendruck und Biegung
- EN 714 Rohrleitungssysteme aus Thermoplasten – Nicht zugfeste Verbindungen mit elastomeren Dichtringen zwischen Druckrohren und Formstücken – Prüfverfahren für die Dichtheit unter hydrostatischem Innendruck ohne Axialbeanspruchung
- EN 715 Rohrleitungssysteme aus Thermoplasten; Zugfeste Verbindungen zwischen Druckrohren und Formstücken mit kleinen Durchmessern; Prüfverfahren für die Dichtheit unter Innendruck mittels Wasser und unter Axialbeanspruchung
- EN 716 Möbel – Kinderbetten und Reisekinderbetten für den Wohnbereich
  - Teil 1 Sicherheitstechnische Anforderungen
  - Teil 2 Prüfverfahren
- EN 717 Holzwerkstoffe – Bestimmung der Formaldehydabgabe
  - Teil 1 Formaldehydabgabe nach der Prüfkammer-Methode
  - Teil 2 Formaldehydabgabe nach der Gasanalyse-Methode
  - Teil 3 Formaldehydabgabe nach der Flaschen-Methode
- EN 718 Elastische Bodenbeläge – Bestimmung der flächenbezogenen Masse von Verstärkung oder Rücken von Bodenbelägen aus Polyvinylchlorid
- EN 720 Ortsbewegliche Gasflaschen – Gase und Gasgemische
  - Teil 1 Eigenschaften von Einzel-Gasen
- EN 721 Bewohnbare Freizeitfahrzeuge – Anforderungen an die Sicherheitslüftung
- EN 722 Bewohnbare Freizeitfahrzeuge – Mit flüssigem Brennstoff betriebene Heizungssysteme
  - Teil 1 Caravans und Mobilheime
- EN 723 Kupfer und Kupferlegierungen – Verfahren zur Bestimmung des Kohlenstoffgehaltes auf der Innenoberfläche von Kupferrohren oder Fittings durch Verbrennen
- EN 725 Hochleistungskeramik – Prüfverfahren für keramische Pulver
  - Teil 1 Bestimmung von Verunreinigungen in Aluminiumoxidpulver
  - Teil 2 Bestimmung von Verunreinigungen in Bariumtitanatpulvern
  - Teil 3 Bestimmung des Sauerstoffgehaltes in Nichtoxid-Pulvern mittels Trägergasheißextraktion
  - Teil 4 Bestimmung des Sauerstoffgehaltes in Aluminiumnitridpulvern mittels Röntgenfluoreszenzanalyse (RFA)
  - Teil 5 Bestimmung der Teilchengrößenverteilung
  - Teil 8 Bestimmung der geklopften Schüttdichte
  - Teil 9 Bestimmung der Schüttdichte
  - Teil 10 Bestimmung der Verdichtungseigenschaften
  - Teil 11 Bestimmung des Verdichtungsverhaltens bei natürlichem Sinterbrand
  - Teil 12 Chemische Analyse von Zirconiumoxid
- EN 726 Identifikationskartensysteme – Anforderungen an Chipkarten und Endgeräte für Telekommunikationszwecke
  - Teil 1 Systemüberblick
  - Teil 2 Sicherheitsgrundgerüst
  - Teil 3 Applikationsunabhängige Anforderungen an die Karte
  - Teil 4 Applikationsunabhängige, kartenrelevante Anforderungen an Endgeräte
  - Teil 5 Bezahlungsmethoden
  - Teil 6 Leistungsmerkmale
  - Teil 7 Sicherheitsmodul
- EN 727 Kunststoff-Rohrleitungs- und Schutzrohrsysteme – Rohre und Formstücke aus Thermoplasten – Bestimmung der Vicat-Erweichungstemperatur (VST)
- EN 728 Kunststoff-Rohrleitungs- und Schutzrohrsysteme – Rohre und Formstücke aus Polyolefinen – Bestimmung der Oxidations-Induktionszeit
- EN 730 Gasschweißgeräte – Sicherheitseinrichtungen
  - Teil 1 Mit integrierter Flammensperre
  - Teil 2 Ohne integrierte Flammensperre
- EN 732 Festlegungen für Flüssiggasgeräte – Absorber-Kühlschränke
- EN 733 Kreiselpumpen mit axialem Eintritt PN 10 mit Lagerträger – Nennleistung, Hauptmaße, Bezeichnungssystem
- EN 734 Seitenkanalpumpen PN 40 – Nennleistung, Hauptmaße, Bezeichnungssystem
- EN 735 Anschlussmaße für Kreiselpumpen – Toleranzen
- EN 736 Armaturen – Terminologie
  - Teil 1 Definition der Grundbauarten
  - Teil 2 Definition der Armaturenteile
  - Teil 3 Definition von Begriffen
- EN 741 Stetigförderer und Systeme – Sicherheitsanforderungen an Systeme und ihre Komponenten zur pneumatischen Förderung von Schüttgut
- EN 744 Kunststoff-Rohrleitungs- und Schutzrohrsysteme – Rohre aus Thermoplasten – Prüfverfahren für die Widerstandsfähigkeit gegen äußere Schlagbeanspruchung im Umfangsverfahren
- EN 746 Industrielle Thermoprozeßanlagen
  - Teil 1 Allgemeine Sicherheitsanforderungen an industrielle Thermoprozeßanlagen
  - Teil 2 Sicherheitsanforderungen an Feuerungen und Brennstofführungssysteme
  - Teil 3 Sicherheitsanforderungen für die Erzeugung und Anwendung von Schutz- und Reaktionsgasen
  - Teil 4 Besondere Sicherheitsanforderungen an Feuerverzinkungsanlagen
  - Teil 5 Besondere Sicherheitsanforderungen an Salzbad-Wärmebehandlungseinrichtungen und -anlagen
  - Teil 6 Besondere Sicherheitsanforderungen an Anlagen der Flüssigphasenbehandlung (Entwurf)
  - Teil 7 Besondere Sicherheitsanforderungen an Vakuum-Thermoprozeßanlagen (Entwurf)
  - Teil 8 Besondere Sicherheitsanforderungen an Abschreckanlagen
- EN 747 Möbel – Etagenbetten und Hochbetten
  - Teil 1 Anforderungen an die Sicherheit, Festigkeit und Dauerhaltbarkeit
  - Teil 2 Prüfverfahren
- EN 748 Spielfeldgeräte – Fußballtore – Funktionelle und sicherheitstechnische Anforderungen, Prüfverfahren
- EN 749 Spielfeldgeräte – Handballtore – Funktionelle und sicherheitstechnische Anforderungen, Prüfverfahren
- EN 750 Spielfeldgeräte – Hockeytore – Funktionelle und sicherheitstechnische Anforderungen, Prüfverfahren
- EN 751 Dichtmittel für metallene Gewindeverbindungen in Kontakt mit Gasen der 1., 2. und 3. Familie und Heißwasser
  - Teil 1 Anaerobe Dichtmittel
  - Teil 2 Nichtaushärtende Dichtmittel
  - Teil 3 Ungesinterte PTFE-Bänder
- EN 752 Entwässerungssysteme außerhalb von Gebäuden
- EN 754 Aluminium und Aluminiumlegierungen – Gezogene Stangen und Rohre
  - Teil 1 Technische Lieferbedingungen
  - Teil 2 Mechanische Eigenschaften
  - Teil 3 Rundstangen, Grenzabmaße und Formtoleranzen
  - Teil 4 Vierkantstangen, Grenzabmaße und Formtoleranzen
  - Teil 5 Rechteckstangen, Grenzabmaße und Formtoleranzen
  - Teil 6 Sechskantstangen, Grenzabmaße und Formtoleranzen
  - Teil 7 Nahtlose Rohre, Grenzabmaße und Formtoleranzen
  - Teil 8 Mit Kammerwerkzeug stranggepresste Rohre, Grenzabmaße und Formtoleranzen
- EN 755 Aluminium und Aluminiumlegierungen – Stranggepresste Stangen, Rohre und Profile
  - Teil 1 Technische Lieferbedingungen
  - Teil 2 Mechanische Eigenschaften
  - Teil 3 Rundstangen, Grenzabmaße und Formtoleranzen
  - Teil 4 Vierkantstangen, Grenzabmaße und Formtoleranzen
  - Teil 5 Rechteckstangen, Grenzabmaße und Formtoleranzen
  - Teil 6 Sechskantstangen, Grenzabmaße und Formtoleranzen
  - Teil 7 Nahtlose Rohre, Grenzabmaße und Formtoleranzen
  - Teil 8 Mit Kammerwerkzeug stranggepresste Rohre, Grenzabmaße und Formtoleranzen
  - Teil 9 Profile, Grenzabmaße und Formtoleranzen
- EN 761 Kunststoff-Rohrleitungssysteme – Rohre aus glasfaserverstärkten duroplastischen Kunststoffen (GFK) – Bestimmung des Kriechfaktors im trockenen Zustand
- EN 764 Druckgeräte
  - Teil 1 Vokabular
  - Teil 2 Größen, Symbole und Einheiten
  - Teil 3 Definition der beteiligten Parteien
  - Teil 4 Erstellung von technischen Lieferbedingungen für metallische Werkstoffe
  - Teil 5 Prüfbescheinigungen für metallische Werkstoffe und Übereinstimmung mit der Werkstoffspezifikation
  - Teil 7 Sicherheitseinrichtungen für unbefeuerte Druckgeräte
- EN 765 Säcke für den Transport von Lebensmitteln für die Nahrungsmittelhilfe – Säcke aus anderen Polyolefingeweben als ausschließlich aus Polypropylen
- EN 766 Säcke für den Transport von Lebensmitteln für die Nahrungsmittelhilfe – Säcke aus Jutegeweben
- EN 767 Säcke für den Transport von Lebensmitteln für die Nahrungsmittelhilfe – Säcke aus Jute/Polyolefin-Mischgewebe
- EN 768 Säcke für den Transport von Lebensmitteln für die Nahrungsmittelhilfe – Säcke aus Baumwollgewebe mit Innensack
- EN 769 Säcke für den Transport von Lebensmitteln für die Nahrungsmittelhilfe – Säcke aus Baumwoll/Polyolefin-Mischgewebe
- EN 770 Säcke für den Transport von Lebensmitteln für die Nahrungsmittelhilfe – Papiersäcke
- EN 771 Festlegungen für Mauersteine
  - Teil 1 Mauerziegel
  - Teil 2 Kalksandsteine
  - Teil 3 Mauersteine aus Beton (mit dichten und porigen Zuschlägen)
  - Teil 4 Porenbetonsteine
  - Teil 5 Betonwerksteine
  - Teil 6 Natursteine
- EN 772 Prüfverfahren für Mauersteine
  - Teil 1 Bestimmung der Druckfestigkeit
  - Teil 2 Bestimmung des prozentualen Lochanteils in Mauersteinen (mittels Papiereindruck)
  - Teil 3 Bestimmung des Nettovolumens und des prozentualen Lochanteils von Mauerziegeln mittels hydrostatischer Wägung (Unterwasserwägung)
  - Teil 4 Bestimmung der Dichte und der Rohdichte sowie der Gesamtporosität und der offenen Porosität von Mauersteinen aus Naturstein
  - Teil 5 Bestimmung des Gehaltes an aktiven löslichen Salzen von Mauerziegeln
  - Teil 6 Bestimmung der Biegezugfestigkeit von Mauersteinen aus Beton
  - Teil 7 Bestimmung der Wasseraufnahme von Mauerziegeln für Feuchteisolierschichten durch Lagerung in siedendem Wasser
  - Teil 9 Bestimmung des Loch- und Nettovolumens sowie des prozentualen Lochanteils von Mauerziegeln und Kalksandsteinen mittels Sandfüllung
  - Teil 10 Bestimmung des Feuchtegehaltes von Kalksandsteinen und Mauersteinen aus Porenbeton
  - Teil 11 Bestimmung der kapillaren Wasseraufnahme von Mauersteinen aus Beton, Porenbetonsteinen, Betonwerksteinen und Natursteinen sowie der anfänglichen Wasseraufnahme von Mauerziegeln
  - Teil 13 Bestimmung der Netto- und Brutto-Trockenrohdichte von Mauersteinen (außer Natursteinen)
  - Teil 14 Bestimmung der feuchtebedingten Formänderung von Mauersteinen aus Beton und Betonwerksteinen
  - Teil 15 Bestimmung der Wasserdampfdurchlässigkeit von Porenbetonsteinen
  - Teil 16 Bestimmung der Maße
  - Teil 18 Bestimmung des Frostwiderstandes von Kalksandsteinen
  - Teil 19 Bestimmung der Feuchtedehnung von horizontal gelochten großen Mauerziegeln
  - Teil 20 Bestimmung der Ebenheit von Mauersteinen
  - Teil 21 Bestimmung der Kaltwasseraufnahme von Mauerziegeln und Kalksandsteinen
- EN 774 Gartengeräte – Tragbare motorbetriebene Heckenscheren – Sicherheit, Januar 2010 ersetzt durch EN ISO 10517
- EN 777 Dunkelstrahlersysteme mit mehreren Brennern mit Gebläse für gewerbliche und industrielle Anwendung
  - Teil 1 System D – Sicherheit
  - Teil 2 System E – Sicherheit
  - Teil 3 System F – Sicherheit
  - Teil 4 System H – Sicherheit
- EN 778 Gasbefeuerte Warmlufterzeuger mit erzwungener Konvektion zum Beheizen von Räumen für den häuslichen Gebrauch mit einer Nennwärmebelastung nicht über 70 kW, ohne Gebläse zur Beförderung der Verbrennungsluft und/oder der Abgase
- EN 779 Partikel-Luftfilter für die allgemeine Raumlufttechnik – Bestimmung der Filterleistung
- EN 786 Gartengeräte – Elektrisch betriebene handgeführte und handgehaltene Rasentrimmer und Rasenkantentrimmer – Mechanische Sicherheit
- EN 787 Säcke für den Transport von Lebensmitteln für die Nahrungsmittelhilfe – Beutel aus Polyethylenfolie
- EN 788 Säcke für den Transport von Lebensmitteln für die Nahrungsmittelhilfe – Schlauchbeutel-Packung aus Verbundfolie
- EN 789 Holzbauwerke – Prüfverfahren – Bestimmung der mechanischen Eigenschaften von Holzwerkstoffen
- EN 790 Fahrzeuge der Binnenschifffahrt – Treppen mit Steigungswinkeln von 45° bis 60° – Anforderungen, Bauarten
- EN 791 Bohrgeräte – Sicherheit
- EN 792 Handgehaltene nicht-elektrisch betriebene Maschinen – Sicherheitsanforderungen
  - Teil 13 Eintreibgeräte
- EN 794 Lungenbeatmungsgeräte
  - Teil 3 Besondere Anforderungen an Notfall- und Transportbeatmungsgeräte
- EN 795 Persönliche Absturzschutzausrüstung – Anschlageinrichtungen
- EN 802 Kunststoff-Rohrleitungs- und Schutzrohrsysteme – Spritzguss-Formstücke aus Thermoplasten für Druckrohrleitungen – Prüfverfahren für die maximale Verformung durch Quetschen
- EN 803 Kunststoff-Rohrleitungssysteme – Spritzguss-Formstücke aus Thermoplasten für Steckmuffenverbindungen für Druckrohrleitungen – Prüfverfahren für die Widerstandsfähigkeit gegen Kurzzeit-Innendruck ohne Axialbeanspruchung
- EN 804 Kunststoff-Rohrleitungssysteme – Spritzguss-Formstücke mit Klebmuffenverbindungen für Druckrohrleitungen – Prüfverfahren für die Widerstandsfähigkeit gegen hydrostatischen Kurzzeit-Innendruck
- EN 805 Wasserversorgung – Anforderungen an Wasserversorgungssysteme und deren Bauteile außerhalb von Gebäuden
- EN 806 Technische Regeln für Trinkwasser-Installationen (TRWI)
  - Teil 1 Allgemeines
  - Teil 2 Planung
  - Teil 3 Berechnung der Rohrinnendurchmesser – Vereinfachtes Verfahren
  - Teil 4 Installation
  - Teil 5 Betrieb und Wartung
- EN 809 Pumpen und Pumpenaggregate für Flüssigkeiten – Allgemeine sicherheitstechnische Anforderungen
- EN 818 Kurzgliedrige Rundstahlketten für Hebezwecke – Sicherheit
  - Teil 1 Allgemeine Abnahmebedingungen
  - Teil 2 Mitteltolerierte Rundstahlketten für Anschlagketten – Güteklasse 8
  - Teil 3 Mitteltolerierte Rundstahlketten für Anschlagketten – Güteklasse 4
  - Teil 4 Anschlagketten – Güteklasse 8
  - Teil 5 Anschlagketten – Güteklasse 4
  - Teil 6 Anschlagketten – Festlegungen zu Informationen über Gebrauch und Instandhaltung, die vom Hersteller zur Verfügung zu stellen sind
  - Teil 7 Feintolerierte Hebezeugketten, Güteklasse T (Ausführung T, DAT und DT)
- EN 821 Hochleistungskeramik – Monolithische Keramik – Thermophysikalische Eigenschaften
  - Teil 1 Bestimmung der thermischen Längenänderung
  - Teil 2 Messung der Temperaturleitfähigkeit mit dem Laserflash (oder Wärmepuls-)Verfahren
  - Teil 3 Bestimmung der spezifischen Wärmekapazität
- EN 822 Wärmedämmstoffe für das Bauwesen – Bestimmung der Länge und Breite
- EN 823 Wärmedämmstoffe für das Bauwesen – Bestimmung der Dicke
- EN 824 Wärmedämmstoffe für das Bauwesen – Bestimmung der Rechtwinkligkeit
- EN 825 Wärmedämmstoffe für das Bauwesen – Bestimmung der Ebenheit
- EN 826 Wärmedämmstoffe für das Bauwesen – Bestimmung des Verhaltens bei Druckbeanspruchung
- EN 827 Klebstoffe – Bestimmung des Feststoffgehaltes nach Vereinbarung und bis zur Massekonstanz
- EN 828 Klebstoffe – Benetzbarkeit – Bestimmung durch Messung des Kontaktwinkels und der freien Oberflächenenergie fester Oberflächen
- EN 832 Wärmetechnisches Verhalten von Gebäuden – Berechnung des Heizenergiebedarfs – Wohngebäude, Juni 2003 ersetzt durch EN 832, EN ISO 13790, EN ISO 13790
- EN 834 Heizkostenverteiler für die Verbrauchswerterfassung von Raumheizflächen – Geräte mit elektrischer Energieversorgung
- EN 835 Heizkostenverteiler für die Verbrauchswerterfassung von Raumheizflächen – Geräte ohne elektrische Energieversorgung nach dem Verdunstungsprinzip
- EN 836 Gartengeräte – Motorgetriebene Rasenmäher – Sicherheit
- EN 837 Druckmessgeräte
  - Teil 1 Druckmessgeräte mit Rohrfedern; Maße, Messtechnik, Anforderungen und Prüfung
  - Teil 2 Auswahl- und Einbauempfehlungen für Druckmessgeräte
  - Teil 3 Druckmessgeräte mit Platten- und Kapselfedern; Maße, Messtechnik, Anforderungen und Prüfung
- EN 838 Exposition am Arbeitsplatz – Messung von Gasen und Dämpfen mit Diffusionssammlern – Anforderungen und Prüfverfahren
- EN 840 Fahrbare Abfall- und Wertstoffbehälter
  - Teil 1 Behälter mit 2 Rädern und einem Nennvolumen bis 400 l für Kammschüttungen – Maße und Formgebung
  - Teil 2 Behälter mit 4 Rädern und einem Nennvolumen bis 1 300 l mit Flachdeckel(n), für Schüttungen mit Zapfenaufnahme und/oder für Kammschüttungen – Maße und Formgebung
  - Teil 3 Behälter mit 4 Rädern und einem Nennvolumen bis 1 300 l mit Schiebedeckel(n), für Schüttungen mit Zapfenaufnahme und/oder für Kammschüttungen – Maße und Formgebung
  - Teil 4 Behälter mit 4 Rädern und einem Nennvolumen bis 1 700 l mit Flachdeckel(n), für breite Schüttungen mit Zapfenaufnahme oder BG-Schüttungen und/oder für breite Kammschüttungen – Maße und Formgebung
  - Teil 5 Anforderungen an die Ausführung und Prüfverfahren
  - Teil 6 Sicherheits- und Gesundheitsschutzanforderungen
- EN 841 Strichcodierung – Symbologiespezifikationen, Beschreibung von Formaten
- EN 842 Sicherheit von Maschinen – Optische Gefahrensignale – Allgemeine Anforderungen, Gestaltung und Prüfung
- EN 843 Hochleistungskeramik – Mechanische Eigenschaften monolithischer Keramik bei Raumtemperatur
  - Teil 1 Bestimmung der Biegefestigkeit
  - Teil 2 Bestimmung des Elastizitätsmoduls, Schubmoduls und der Poissonzahl
  - Teil 3 Bestimmung der Parameter des unterkritischen Risswachstums aus Biegefestigkeitsprüfungen mit konstanter Spannungsrate
  - Teil 4 Härteprüfung nach Vickers, Knoop und Rockwell
  - Teil 5 Statistische Auswertung
  - Teil 6 Leitlinie für die fraktographische Untersuchung
  - Teil 7 C-Ring-Prüfungen
  - Teil 8 Leitlinien zur Durchführung von Überlast-Prüfungen
- EN 844 Rund und Schnittholz – Terminologie
  - Teil 1 Gemeinsame allgemeine Begriffe über Rundholz und Schnittholz
  - Teil 2 Allgemeine Begriffe über Rundholz
  - Teil 3 Allgemeine Begriffe über Schnittholz
  - Teil 4 Begriffe zum Feuchtegehalt
  - Teil 5 Begriffe zu Maßen von Rundholz
  - Teil 6 Begriffe zu Maßen von Schnittholz
  - Teil 7 Begriffe zum anatomischen Aufbau von Holz
  - Teil 8 Begriffe zu Merkmalen von Rundholz
  - Teil 9 Begriffe zu Merkmalen von Schnittholz
  - Teil 10 Begriffe zu Verfärbung und Pilzbefall
  - Teil 11 Begriffe zum Insektenbefall
  - Teil 12 Zusätzliche Begriffe und allgemeiner Index
- EN 845 Festlegungen für Ergänzungsbauteile für Mauerwerk
  - Teil 1 Maueranker, Zugbänder, Auflager und Konsolen
  - Teil 2 Stürze
  - Teil 3 Lagerfugenbewehrung aus Stahl
- EN 846 Prüfverfahren für Ergänzungsbauteile für Mauerwerk
  - Teil 2 Bestimmung der Verbundfestigkeit vorgefertigter Lagerfugenbewehrung
  - Teil 3 Bestimmung der Schubtragfähigkeit der Schweißstellen in vorgefertigter Lagerfugenbewehrung
  - Teil 4 Bestimmung der Festigkeit und der Last-Verformungs-Eigenschaften von Bändern
  - Teil 5 Bestimmung der Zug- und Drucktragfähigkeit sowie der Steifigkeit von Mauerankern (Steinpaar-Prüfung)
  - Teil 6 Bestimmung der Zug- und Drucktragfähigkeit sowie der Steifigkeit von Mauerankern (Einseitige Prüfung)
  - Teil 7 Bestimmung der Schubtragfähigkeit und der Steifigkeit von Mauerverbindern (Steinpaar-Prüfung in Mörtelfugen)
  - Teil 8 Bestimmung der Tragfähigkeit und der Last-Verformungseigenschaften von Balkenauflagern
  - Teil 9 Bestimmung der Biege- und Schubwiderstandsfähigkeit von Stürzen
  - Teil 10 Bestimmung der Tragfähigkeit und der Last-Verformungseigenschaften von Konsolen
  - Teil 11 Bestimmung der Maße und der Überhöhung von Stürzen
  - Teil 13 Bestimmung der Schlagfestigkeit, des Abriebwiderstands und der Korrosionsbeständigkeit von organischen Beschichtungen
  - Teil 14 Bestimmung der Anfangsscherfestigkeit des Verbunds zwischen dem vorgefertigten Teil eines teilweise vorgefertigten, bauseits ergänzten Sturzes und dem über dem Sturz befindlichen Mauerwerk
- EN 847 Maschinen-Werkzeuge für Holzbearbeitung – Sicherheitstechnische Anforderungen
  - Teil 1 Fräs- und Hobelwerkzeuge, Kreissägeblätter
  - Teil 2 Anforderungen für den Schaft von Fräswerkzeugen
  - Teil 3 Spannzeuge
- EN 848 Sicherheit von Holzbearbeitungsmaschinen – Fräsmaschinen für einseitige Bearbeitung mit drehendem Werkzeug
  - Teil 1 Einspindelige senkrechte Tischfräsmaschinen
  - Teil 2 Einspindelige Oberfräsmaschinen mit Handvorschub/mechanischem Vorschub
  - Teil 3 NC-Bohr- und Fräsmaschinen
- EN 851 Aluminium und Aluminiumlegierungen – Ronden und Rondenvormaterial zur Herstellung von Küchengeschirr – Spezifikationen
- EN 853 Gummischläuche und -schlauchleitungen – Hydraulikschläuche mit Drahtgeflechteinlage – Spezifikation
- EN 854 Gummischläuche und -schlauchleitungen – Hydraulikschläuche mit Textileinlage – Spezifikation
- EN 855 Kunststoffschläuche und -schlauchleitungen – Kunststoff-Hydraulikschläuche mit Textileinlage – Spezifikation
- EN 856 Gummischläuche und -schlauchleitungen – Hydraulikschläuche mit Drahtspiraleinlage – Spezifikation
- EN 857 Gummischläuche und -schlauchleitungen – Kompakthydraulikschläuche mit Drahtgeflechteinlage – Spezifikation
- EN 858 Abscheideranlagen für Leichtflüssigkeiten (z. B. Öl und Benzin)
  - Teil 1 Bau-, Funktions- und Prüfgrundsätze, Kennzeichnung und Güteüberwachung
  - Teil 2 Wahl der Nenngröße, Einbau, Betrieb und Wartung
- EN 859 Sicherheit von Holzbearbeitungsmaschinen – Abrichthobelmaschinen mit Handvorschub
- EN 860 Sicherheit von Holzbearbeitungsmaschinen – Dickenhobelmaschinen für einseitige Bearbeitung
- EN 861 Sicherheit von Holzbearbeitungsmaschinen – Kombinierte Abricht- und Dickenhobelmaschinen
- EN 862 Verpackung – Kindergesicherte Verpackung – Anforderungen und Prüfverfahren für nichtwiederverschließbare Verpackungen für nichtpharmazeutische Produkte
- EN 863 Schutzkleidung – Mechanische Eigenschaften – Prüfverfahren: Widerstand gegen Durchstoßen
- EN 867 Nichtbiologische Systeme für den Gebrauch in Sterilisatoren
  - Teil 5 Festlegungen von Indikatorsystemen und Prüfkörpern für die Leistungsprüfung von Klein-Sterilisatoren vom Typ B und vom Typ S
- EN 868 Verpackungen für in der Endverpackung zu sterilisierende Medizinprodukte
  - Teil 2 Sterilisierverpackung – Anforderungen und Prüfverfahren
  - Teil 3 Papier zur Herstellung von Papierbeuteln (festgelegt in EN 868-4) und zur Herstellung von Klarsichtbeuteln und -schläuchen (festgelegt in EN 868-5) – Anforderungen und Prüfverfahren
  - Teil 4 Papierbeutel – Anforderungen und Prüfverfahren
  - Teil 5 Siegelfähige Klarsichtbeutel und -schläuche aus porösen Materialien und Kunststoff-Verbundfolie – Anforderungen und Prüfverfahren
  - Teil 6 Papier für Niedertemperatur-Sterilisationsverfahren – Anforderungen und Prüfverfahren
  - Teil 7 Klebemittelbeschichtetes Papier für Niedertemperatur-Sterilisationsverfahren – Anforderungen und Prüfverfahren
  - Teil 8 Wiederverwendbare Sterilisierbehälter für Dampf-Sterilisatoren nach EN 285 – Anforderungen und Prüfverfahren
  - Teil 9 Unbeschichtete Faservliesmaterialien aus Polyolefinen – Anforderungen und Prüfverfahren
  - Teil 10 Klebemittelbeschichtete Faservliesmaterialien aus Polyolefinen – Anforderungen und Prüfverfahren
- EN 869 Sicherheit von Maschinen – Sicherheitsanforderungen an Metall-Druckgießanlagen
- EN 872 Wasserbeschaffenheit – Bestimmung suspendierter Stoffe – Verfahren durch Abtrennung mittels Glasfaserfilter
- EN 877 Rohre und Formstücke aus Gusseisen, deren Verbindungen und Zubehör zur Entwässerung von Gebäuden – Anforderungen, Prüfverfahren und Qualitätssicherung
- EN 878 Produkte zur Aufbereitung von Wasser für den menschlichen Gebrauch – Aluminiumsulfat
- EN 881 Produkte zur Aufbereitung von Wasser für den menschlichen Gebrauch – Aluminiumchlorid (monomer), Aluminiumhydroxidchlorid (monomer) und Aluminiumhydroxidchloridsulfat (monomer)
- EN 882 Produkte zur Aufbereitung von Wasser für den menschlichen Gebrauch – Natriumaluminat
- EN 883 Produkte zur Aufbereitung von Wasser für den menschlichen Gebrauch – Polyaluminiumchloridhydroxid und Polyaluminiumchloridhydroxidsulfat
- EN 885 Produkte zur Aufbereitung von Wasser für den menschlichen Gebrauch – Polyaluminiumhydroxidchloridsilikat
- EN 886 Produkte zur Aufbereitung von Wasser für den menschlichen Gebrauch – Polyaluminiumhydroxidsilikatsulfat
- EN 887 Produkte zur Aufbereitung von Wasser für den menschlichen Gebrauch – Aluminium-Eisen(III)-sulfat
- EN 888 Produkte zur Aufbereitung von Wasser für den menschlichen Gebrauch – Eisen(III)chlorid
- EN 889 Produkte zur Aufbereitung von Wasser für den menschlichen Gebrauch – Eisen(II)sulfat
- EN 890 Produkte zur Aufbereitung von Wasser für den menschlichen Gebrauch – Eisen(III)sulfat-Lösung
- EN 891 Produkte zur Aufbereitung von Wasser für den menschlichen Gebrauch – Eisen(III)chloridsulfat
- EN 892 Bergsteigerausrüstung – Dynamische Bergseile – Sicherheitstechnische Anforderungen und Prüfverfahren
- EN 893 Bergsteigerausrüstung – Steigeisen – Sicherheitstechnische Anforderungen und Prüfverfahren
- EN 894 Sicherheit von Maschinen – Ergonomische Anforderungen an die Gestaltung von Anzeigen und Stellteilen
  - Teil 1 Allgemeine Leitsätze für Benutzer-Interaktion mit Anzeigen und Stellteilen
  - Teil 2 Anzeigen
  - Teil 3 Stellteile
  - Teil 4 Lage und Anordnung von Anzeigen und Stellteilen
- EN 896 Produkte zur Aufbereitung von Wasser für den menschlichen Gebrauch – Natriumhydroxid
- EN 897 Produkte zur Aufbereitung von Wasser für den menschlichen Gebrauch – Natriumcarbonat
- EN 898 Produkte zur Aufbereitung von Wasser für den menschlichen Gebrauch – Natriumhydrogencarbonat
- EN 899 Produkte zur Aufbereitung von Wasser für den menschlichen Gebrauch – Schwefelsäure
- EN 900 Produkte zur Aufbereitung von Wasser für den menschlichen Gebrauch – Calciumhypochlorit
- EN 901 Produkte zur Aufbereitung von Wasser für den menschlichen Gebrauch – Natriumhypochlorit
- EN 902 Produkte zur Aufbereitung von Wasser für den menschlichen Gebrauch – Wasserstoffperoxid
- EN 903 Wasserbeschaffenheit; Bestimmung von anionischen oberflächenaktiven Stoffen durch Messung des Methylenblau-Index MBAS (ISO 7875-1:1984, modifiziert)
- EN 908 Land- und Forstmaschinen – Beregnungsmaschinen mit Schlauchtrommel – Sicherheit
- EN 909 Land- und Forstwirtschaftliche Maschinen – Kreis- und Linearberegnungsmaschinen – Sicherheit
- EN 911 Kunststoff-Rohrleitungssysteme – Verbindungen mit elastomeren Dichtringen und mechanische Verbindungen für Druckrohrleitungen aus Thermoplasten – Prüfverfahren für die Dichtheit unter äußerem hydrostatischen Druck
- EN 912 Holzverbindungsmittel – Spezifikationen für Dübel besonderer Bauart für Holz
- EN 913 Turngeräte – Allgemeine sicherheitstechnische Anforderungen und Prüfverfahren
- EN 914 Turngeräte – Barren und kombinierte Stufenbarren/Barren – Anforderungen und Prüfverfahren einschließlich Sicherheit
- EN 915 Turngeräte – Stufenbarren – Anforderungen und Prüfverfahren einschließlich Sicherheit
- EN 916 Turngeräte – Sprungkästen – Anforderungen und Prüfverfahren einschließlich Sicherheit
- EN 917 Kunststoff-Rohrleitungssysteme – Armaturen aus Thermoplasten – Prüfverfahren für die Widerstandsfähigkeit gegen Innendruck und die Dichtheit
- EN 920 Papier und Pappe, vorgesehen für den Kontakt mit Lebensmitteln – Bestimmung des Trockengehaltes in einem wässrigen Extrakt
- EN 923 Klebstoffe – Benennungen und Definitionen
- EN 924 Klebstoffe – Lösemittelhaltige und lösemittelfreie Klebstoffe – Bestimmung des Flammpunktes
- EN 926 Ausrüstung für das Gleitschirmfliegen – Gleitschirme
  - Teil 1 Anforderungen und Prüfverfahren an die Baufestigkeit
  - Teil 2 Anforderungen und Prüfverfahren zur Klassifizierung der sicherheitsrelevanten Flugeigenschaften
- EN 927 Beschichtungsstoffe – Beschichtungsstoffe und Beschichtungssysteme für Holz im Außenbereich
  - Teil 1 Einteilung und Auswahl
  - Teil 2 Leistungsanforderungen
  - Teil 3 Freibewitterung
  - Teil 5 Beurteilung der Wasserdurchlässigkeit
  - Teil 6 Künstliche Bewitterung von Holzbeschichtungen mit fluoreszierenden UV-Lampen und Wasser
- EN 929 Fahrzeuge der Binnenschiffahrt; Schubverbände; Masthalterung für losnehmbare Signalmaste
- EN 930 Maschinen zur Herstellung von Schuhen, Leder- und Kunstlederwaren – Aufrau-, Ausglas-, Polier- und Kantenbearbeitungsmaschinen – Sicherheitsanforderungen
- EN 931 Maschinen zur Herstellung von Schuhen – Zwickmaschinen – Sicherheitsanforderungen
- EN 932 Prüfverfahren für allgemeine Eigenschaften von Gesteinskörnungen
  - Teil 1 Probenahmeverfahren
  - Teil 2 Verfahren zum Einengen von Laboratoriumsproben
  - Teil 3 Durchführung und Terminologie einer vereinfachten petrographischen Beschreibung
  - Teil 5 Allgemeine Prüfeinrichtungen und Kalibrierung
  - Teil 6 Definitionen für die Wiederholpräzision und Vergleichspräzision
- EN 933 Prüfverfahren für geometrische Eigenschaften von Gesteinskörnungen
  - Teil 1 Bestimmung der Korngrößenverteilung – Siebverfahren
  - Teil 2 Bestimmung der Korngrößenverteilung; Analysensiebe, Nennmaße der Sieböffnungen
  - Teil 3 Bestimmung der Kornform – Plattigkeitskennzahl
  - Teil 4 Bestimmung der Kornform – Kornformkennzahl
  - Teil 5 Bestimmung des Anteils an gebrochenen Körnern in groben Gesteinskörnungen
  - Teil 6 Fließkoeffizient von Gesteinskörnungen
  - Teil 7 Bestimmung des Muschelschalengehaltes; Prozentsatz von Muschelschalen in groben Gesteinskörnungen
  - Teil 8 Beurteilung von Feinanteilen – Sandäquivalent-Verfahren
  - Teil 9 Beurteilung von Feinanteilen – Methylenblau-Verfahren
  - Teil 10 Beurteilung von Feinanteilen – Kornverteilung von Füller (Luftstrahlsiebung)
  - Teil 11 Einteilung der Bestandteile in grober recyclierter Gesteinskörnung
- EN 934 Zusatzmittel für Beton, Mörtel und Einpressmörtel
  - Teil 1 Gemeinsame Anforderungen
  - Teil 2 Betonzusatzmittel – Definitionen, Anforderungen, Konformität, Kennzeichnung und Beschriftung
  - Teil 3 Zusatzmittel für Mauermörtel – Definitionen, Anforderungen, Konformität, Kennzeichnung und Beschriftung
  - Teil 4 Zusatzmittel für Einpressmörtel für Spannglieder – Definitionen, Anforderungen, Konformität, Kennzeichnung und Beschriftung
  - Teil 5 Zusatzmittel für Spritzbeton – Begriffe, Anforderungen, Konformität, Kennzeichnung und Beschriftung
  - Teil 6 Probenahme, Konformitätskontrolle und Bewertung der Konformität
- EN 935 Produkte zur Aufbereitung von Wasser für den menschlichen Gebrauch – Aluminium-Eisen(III)chlorid (Monomer) und Aluminium-Eisen(III)hydroxidchlorid (Monomer)
- EN 936 Produkte zur Aufbereitung von Wasser für den menschlichen Gebrauch – Kohlenstoffdioxid
- EN 937 Produkte zur Aufbereitung von Wasser für den menschlichen Gebrauch – Chlor
- EN 938 Produkte zur Aufbereitung von Wasser für den menschlichen Gebrauch – Natriumchlorit
- EN 939 Produkte zur Aufbereitung von Wasser für den menschlichen Gebrauch – Salzsäure
- EN 940 Sicherheit von Holzbearbeitungsmaschinen – Kombinierte Holzbearbeitungsmaschinen
- EN 941 Aluminium und Aluminiumlegierungen – Ronden und Rondenvormaterial für allgemeine Anwendungen – Spezifikationen
- EN 942 Holz in Tischlerarbeiten – Allgemeine Anforderungen
- EN 943 Schutzkleidung gegen flüssige und gasförmige Chemikalien, einschließlich Flüssigkeitsaerosole und feste Partikel
  - Teil 1 Leistungsanforderungen für Typ 1 (gasdichte) Chemikalienschutzkleidung
  - Teil 2 Leistungsanforderungen für gasdichte (Typ 1) Chemikalienschutzanzüge für Notfallteams (ET)
- EN 947 Drehflügeltüren – Ermittlung der Widerstandsfähigkeit gegen vertikale Belastung
- EN 948 Drehflügeltüren – Ermittlung der Widerstandsfähigkeit gegen statische Verwindung
- EN 949 Fenster, Türen, Dreh- und Rolläden, Vorhangfassaden – Ermittlung der Widerstandsfähigkeit von Türen gegen Aufprall eines weichen und schweren Stoßkörpers
- EN 950 Türblätter – Ermittlung der Widerstandsfähigkeit gegen harten Stoß
- EN 951 Türblätter – Messverfahren zur Ermittlung von Höhe, Breite, Dicke und Rechtwinkligkeit
- EN 952 Türblätter – Allgemeine und lokale Ebenheit – Messverfahren
- EN 953 Sicherheit von Maschinen – Trennende Schutzeinrichtungen – Allgemeine Anforderungen an Gestaltung und Bau von feststehenden und beweglichen trennenden Schutzeinrichtungen
- EN 957 Stationäre Trainingsgeräte
  - Teil 1 Allgemeine sicherheitstechnische Anforderungen und Prüfverfahren
  - Teil 2 Kraft-Trainingsgeräte, zusätzliche besondere sicherheitstechnische Anforderungen und Prüfverfahren
  - Teil 4 Kraft-Trainingsbänke, zusätzliche besondere sicherheitstechnische Anforderungen und Prüfverfahren
  - Teil 5 Stationäre Trainingsfahrräder und Kurbel-Trainingsgeräte für den Oberkörper, zusätzliche besondere sicherheitstechnische Anforderungen und Prüfverfahren
  - Teil 6 Laufbänder, zusätzliche besondere sicherheitstechnische Anforderungen und Prüfverfahren
  - Teil 7 Rudergeräte, zusätzliche besondere sicherheitstechnische Anforderungen und Prüfverfahren
  - Teil 8 Stepper, Treppensteiggeräte und Climber – Zusätzliche besondere sicherheitstechnische Anforderungen und Prüfverfahren
  - Teil 9 Ellipsen-Trainer, zusätzliche besondere sicherheitstechnische Anforderungen und Prüfverfahren
  - Teil 10 Trainingsfahrräder mit starrem Antrieb oder ohne Freilauf, zusätzliche besondere sicherheitstechnische Anforderungen und Prüfverfahren
- EN 958 Bergsteigerausrüstung – Fangstoßdämpfer für die Verwendung auf Klettersteigen – Sicherheitstechnische Anforderungen und Prüfverfahren
- EN 959 Bergsteigerausrüstung – Bohrhaken – Sicherheitstechnische Anforderungen und Prüfverfahren
- EN 960 Prüfköpfe zur Prüfung von Schutzhelmen
- EN 966 Luftsporthelme
- EN 969 Rohre, Formstücke, Zubehörteile aus duktilem Gusseisen und ihre Verbindungen für Gasleitungen – Anforderungen und Prüfverfahren
- EN 972 Gerberei-Maschinen – Walzenmaschinen – Sicherheitsanforderungen
- EN 973 Produkte zur Aufbereitung von Wasser für den menschlichen Gebrauch – Natriumchlorid zum Regenerieren von Ionenaustauschern
- EN 974 Produkte zur Aufbereitung von Wasser für den menschlichen Gebrauch – Phosphorsäure
- EN 975 Schnittholz – Sortierung nach dem Aussehen von Laubholz
  - Teil 1 Eiche und Buche
  - Teil 2 Pappel
- EN 976 Unterirdische Tanks aus textilglasverstärkten Kunststoffen (GFK) – Liegende zylindrische Tanks für die drucklose Lagerung von flüssigen Kraftstoffen auf Erdölbasis
  - Teil 1 Anforderungen und Prüfverfahren für einwandige Tanks
  - Teil 2 Transport, Handhabung, Zwischenlagerung und Einbau einwandiger Tanks
- EN 977 Unterirdische Tanks aus textilglasverstärkten Kunststoffen (GFK) – Prüfanordnung zur einseitigen Belastung mit Fluiden
- EN 978 Unterirdische Tanks aus textilglasverstärkten Kunststoffen (GFK) – Bestimmung des Faktors a und des Faktors ß
- EN 981 Sicherheit von Maschinen – System akustischer und optischer Gefahrensignale und Informationssignale
- EN 984 Textile Bodenbeläge – Bestimmung des Nutzschichtgewichts genadelter Bodenbeläge
- EN 985 Textile Bodenbeläge – Stuhlrollenprüfung
- EN 986 Textile Bodenbeläge – Fliesen – Bestimmung der Maßänderung infolge der Wirkungen wechselnder Feuchte- und Temperaturbedingungen und vertikale Flächenverformung
- EN 988 Zink und Zinklegierungen – Anforderungen an gewalzte Flacherzeugnisse für das Bauwesen
- EN 989 Bestimmung des Verbundverhaltens zwischen Bewehrungsstab und dampfgehärtetem Porenbeton mit Hilfe der Ausdrückprüfung
- EN 990 Prüfverfahren zur Überprüfung des Korrosionsschutzes der Bewehrung in dampfgehärtetem Porenbeton und in haufwerksporigem Leichtbeton
- EN 991 Bestimmung der Maße vorgefertigter bewehrter Bauteile aus dampfgehärtetem Porenbeton oder haufwerksporigem Leichtbeton
- EN 992 Bestimmung der Trockenrohdichte von haufwerksporigem Leichtbeton
- EN 993 Prüfverfahren für dichte geformte feuerfeste Erzeugnisse
  - Teil 1 Bestimmung der Rohdichte, offenen Porosität und Gesamtporosität
  - Teil 2 Bestimmung der Dichte
  - Teil 3 Prüfungen für kohlenstoffhaltige Erzeugnisse
  - Teil 4 Bestimmung der Gasdurchlässigkeit
  - Teil 5 Bestimmung der Kaltdruckfestigkeit
  - Teil 6 Bestimmung der Biegefestigkeit bei Raumtemperatur
  - Teil 7 Bestimmung der Biegefestigkeit bei erhöhten Temperaturen
  - Teil 9 Bestimmung des Druckfließverhaltens
  - Teil 10 Bestimmung der bleibenden Längenänderung nach Temperatureinwirkung
  - Teil 11 Bestimmung der Temperaturwechselbeständigkeit
  - Teil 12 Bestimmung des Kegelfallpunktes (Feuerfestigkeit)
  - Teil 13 Festlegungen für Referenz-Brennkegel für den Laboratoriumsgebrauch
  - Teil 15 Bestimmung der Wärmeleitfähigkeit nach dem Heißdraht-(Parallel-)Verfahren
  - Teil 16 Bestimmung der Beständigkeit gegen Schwefelsäure
  - Teil 17 Bestimmung der Rohdichte an körnigem Gut nach dem Quecksilber-Verdrängungsverfahren unter Vakuum
  - Teil 18 Bestimmung der Rohdichte an körnigem Gut nach dem Wasserverdrängungsverfahren unter Vakuum
  - Teil 19 Bestimmung der Wärmeausdehnung nach einem Differentialverfahren
- EN 995 Textile Bodenbeläge – Bestimmung der Verformbarkeit von Rückenbeschichtungen („Kalter Fluß“)
- EN 996 Rammausrüstung – Sicherheitsanforderungen
- EN 997 Klosettbecken mit angeformtem Geruchsverschluss
- EN 998 Festlegungen für Mörtel im Mauerwerk
  - Teil 1 Putzmörtel
  - Teil 2 Mauermörtel

## EN 1000–1989, CEN Normen
- EN 1001 Dauerhaftigkeit von Holz und Holzprodukten – Terminologie
  - Teil 1 Liste äquivalenter Fachausdrücke
  - Teil 2 Vokabular
- EN 1004 Fahrbare Arbeitsbühnen aus vorgefertigten Bauteilen – Werkstoffe, Maße, Lastannahmen und sicherheitstechnische Anforderungen
- EN 1005 Sicherheit von Maschinen – Menschliche körperliche Leistung
  - Teil 1 Begriffe
  - Teil 2 Manuelle Handhabung von Gegenständen in Verbindung mit Maschinen und Maschinenteilen
  - Teil 3 Empfohlene Kraftgrenzen bei Maschinenbetätigung
  - Teil 4 Bewertung von Körperhaltungen und Bewegungen bei der Arbeit an Maschinen
  - Teil 5 Risikobewertung für kurzzyklische Tätigkeiten bei hohen Handhabungsfrequenzen
- EN 1006 Hochleistungskeramik – Monolithische Keramik – Leitlinie zur Auswahl von Proben für die Beurteilung von Eigenschaften
- EN 1007 Hochleistungskeramik – Keramische Verbundwerkstoffe; Verfahren zur Prüfung der Faserverstärkungen
  - Teil 1 Bestimmung des Schlichtegehaltes
  - Teil 2 Bestimmung der Feinheit
  - Teil 3 Bestimmung des Faserdurchmessers und -querschnitts
  - Teil 4 Bestimmung der Zugeigenschaften von Fasern bei Raumtemperatur
  - Teil 5 Bestimmung der Verteilung von Zugfestigkeit und Zugdehnung von Fasern im Faserbündel bei Raumtemperatur
  - Teil 6 Bestimmung der Zugeigenschaften von Fasern bei hoher Temperatur
  - Teil 7 Bestimmung der Verteilung von Zugfestigkeit und Zugdehnung von Fasern im Faserbündel bei hoher Temperatur
- EN 1008 Zugabewasser für Beton – Festlegung für die Probenahme, Prüfung und Beurteilung der Eignung von Wasser, einschließlich bei der Betonherstellung anfallendem Wasser, als Zugabewasser für Beton
- EN 1010 Sicherheit von Maschinen – Sicherheitsanforderungen an Konstruktion und Bau von Druck- und Papierverarbeitungsmaschinen
  - Teil 1 Gemeinsame Anforderungen
  - Teil 2 Druck- und Lackiermaschinen einschließlich Maschinen der Druckvorstufe
  - Teil 3 Schneidemaschinen
  - Teil 4 Buchbinderei-, Papierverarbeitungs- und Papierveredelungsmaschinen
  - Teil 5 Wellpappenerzeugungs-, Flach- und Wellpappenverarbeitungsmaschinen
- EN 1011 Schweißen – Empfehlungen zum Schweißen metallischer Werkstoffe
  - Teil 1 Allgemeine Anleitungen für das Lichtbogenschweißen
  - Teil 2 Lichtbogenschweißen von ferritischen Stählen
  - Teil 3 Lichtbogenschweißen von nichtrostenden Stählen
  - Teil 4 Lichtbogenschweißen von Aluminium und Aluminiumlegierungen
  - Teil 5 Schweißen von plattierten Stählen
  - Teil 6 Laserstrahlschweißen
  - Teil 7 Elektronenstrahlschweißen
  - Teil 8 Schweißen von Gusseisen
- EN 1012 Kompressoren und Vakuumpumpen – Sicherheitsanforderungen
  - Teil 1 Kompressoren
  - Teil 2 Vakuumpumpen
- EN 1013 Lichtdurchlässige, einschalige, profilierte Platten aus Kunststoff für Innen- und Außenanwendungen an Dächern, Wänden und Decken – Anforderungen und Prüfverfahren
- EN 1014 Holzschutzmittel – Kreosot (Teerimprägnieröl) und damit imprägniertes Holz – Probenahme und Analyse
  - Teil 1 Verfahren zur Probenahme von Kreosot
  - Teil 2 Verfahren zur Probenahme von Kreosot aus imprägniertem Holz für die nachfolgende Analyse
  - Teil 3 Bestimmung des Gehaltes an Benzo[a]pyren im Kreosot
  - Teil 4 Bestimmung des Gehaltes an wasserextrahierbaren Phenolen im Kreosot
- EN 1015 Prüfverfahren für Mörtel für Mauerwerk
  - Teil 1 Bestimmung der Korngrößenverteilung (durch Siebanalyse)
  - Teil 2 Probenahme von Mörteln und Herstellung von Prüfmörteln
  - Teil 3 Bestimmung der Konsistenz von Frischmörtel (mit Ausbreittisch)
  - Teil 4 Bestimmung der Konsistenz von Frischmörtel (mit Eindringgerät)
  - Teil 6 Bestimmung der Rohdichte von Frischmörtel
  - Teil 7 Bestimmung des Luftgehaltes von Frischmörtel
  - Teil 9 Bestimmung der Verarbeitbarkeitszeit und der Korrigierbarkeitszeit von Frischmörtel
  - Teil 10 Bestimmung der Trockenrohdichte von Festmörtel
  - Teil 11 Bestimmung der Biegezug- und Druckfestigkeit von Festmörtel
  - Teil 12 Bestimmung der Haftfestigkeit von erhärteten Putzmörteln
  - Teil 17 Bestimmung des Gehalts an wasserlöslichem Chlorid von Frischmörtel
  - Teil 18 Bestimmung der kapillaren Wasseraufnahme von erhärtetem Mörtel (Festmörtel)
  - Teil 19 Bestimmung der Wasserdampfdurchlässigkeit von Festmörteln aus Putzmörteln
  - Teil 21 Bestimmung der Verträglichkeit von Einlagenputzmörteln mit Untergründen
- EN 1017 Produkte zur Aufbereitung von Wasser für den menschlichen Gebrauch – Halbgebrannter Dolomit
- EN 1018 Produkte zur Aufbereitung von Wasser für den menschlichen Gebrauch – Calciumcarbonat
- EN 1019 Produkte zur Aufbereitung von Wasser für den menschlichen Gebrauch – Schwefeldioxid
- EN 1020 Gasbefeuerte Warmlufterzeuger mit verstärkter Konvektion für den nicht-häuslichen Gebrauch mit einer Nennwärmebelastung nicht über 300 kW, mit Gebläse zur Beförderung der Verbrennungsluft und/oder der Abgase
- EN 1021 Möbel – Bewertung der Entzündbarkeit von Polstermöbeln
  - Teil 1 Glimmende Zigarette als Zündquelle
  - Teil 2 Eine einem Streichholz vergleichbare Gasflamme als Zündquelle
- EN 1022 Wohnmöbel – Sitzmöbel – Bestimmung der Standsicherheit
- EN 1023 Büromöbel – Raumgliederungselemente
  - Teil 1 Maße
  - Teil 2 Mechanische Sicherheitsanforderungen
  - Teil 3 Prüfung
- EN 1024 Tondachziegel für überlappende Verlegung – Bestimmung der geometrischen Kennwerte
- EN 1026 Fenster und Türen – Luftdurchlässigkeit – Prüfverfahren
- EN 1027 Fenster und Türen – Schlagregendichtheit – Prüfverfahren
- EN 1028 Feuerlöschpumpen – Feuerlöschkreiselpumpen mit Entlüftungseinrichtung
  - Teil 1 Klassifizierung – Allgemeine und Sicherheitsanforderungen
  - Teil 2 Feststellung der Übereinstimmung mit den allgemeinen und Sicherheitsanforderungen
- EN 1032 Mechanische Schwingungen – Prüfverfahren für bewegliche Maschinen zum Zwecke der Bestimmung des Schwingungsemissionswertes
- EN 1034 Sicherheit von Maschinen – Sicherheitstechnische Anforderungen an Konstruktion und Bau von Maschinen der Papierherstellung und Ausrüstung
  - Teil 1 Gemeinsame Anforderungen
  - Teil 2 Entrindungstrommeln
  - Teil 3 Umroller und Rollenschneider
  - Teil 4 Stofflöser und deren Beschickungseinrichtungen
  - Teil 5 Querschneider
  - Teil 6 Kalander
  - Teil 7 Bütten
  - Teil 8 Mahlanlagen
  - Teil 13 Maschinen zur Entdrahtung von Ballen und Units
  - Teil 14 Rollenspaltmaschinen
  - Teil 16 Papier- und Kartonmaschinen
  - Teil 17 Tissuemaschinen
  - Teil 21 Streichmaschinen
  - Teil 22 Holzschleifer
  - Teil 26 Rollenpackmaschinen
  - Teil 27 Rollentransportsysteme
- EN 1035 Gerberei-Maschinen – Maschinen mit beweglichen Platten – Sicherheitsanforderungen
- EN 1036 Glas im Bauwesen – Spiegel aus silberbeschichtetem Floatglas für den Innenbereich
  - Teil 1 Begriffe, Anforderungen und Prüfverfahren
  - Teil 2 Konformitätsbewertung – Produktnorm
- EN 1037 Sicherheit von Maschinen – Vermeidung von unerwartetem Anlauf
- EN 1038 Identifikationskartensysteme – Telekommunikationsanwendungen – Telefone mit Bezahlfunktion mittels Chipkarten
- EN 1040 Chemische Desinfektionsmittel und Antiseptika – Quantitativer Suspensionsversuch zur Bestimmung der bakteriziden Wirkung (Basistest) chemischer Desinfektionsmittel und Antiseptika – Prüfverfahren und Anforderungen (Phase 1)
- EN 1041 Bereitstellung von Informationen durch den Hersteller von Medizinprodukten
- EN 1045 Hartlöten – Flußmittel zum Hartlöten – Einteilung und technische Lieferbedingungen
- EN 1047 Wertbehältnisse – Klassifizierung und Methoden zur Prüfung des Widerstandes gegen Brand
  - Teil 1 Datensicherungsschränke und Disketteneinsätze
  - Teil 2 Datensicherungsräume und Datensicherungscontainer
- EN 1048 Wärmeaustauscher – Luftgekühlte Flüssigkeitskühler „Trockenkühltürme“ – Prüfverfahren zur Leistungsfeststellung
- EN 1049 Textilien; Gewebe; Konstruktion-Untersuchungsverfahren
  - Teil 2 Bestimmung der Anzahl der Fäden je Längeneinheit
- EN 1050 Sicherheit von Maschinen, Leitsätze zur Risikobeurteilung, Dezember 2007 ersetzt durch EN ISO 14121-1
- EN 1052 Prüfverfahren für Mauerwerk
  - Teil 1 Bestimmung der Druckfestigkeit
  - Teil 2 Bestimmung der Biegezugfestigkeit
  - Teil 3 Bestimmung der Anfangsscherfestigkeit (Haftscherfestigkeit)
  - Teil 4 Bestimmung der Scherfestigkeit bei einer Feuchtesperrschicht
  - Teil 5 Bestimmung der Biegehaftzugfestigkeit
  - Teil 10 Ergänzende Bestimmungen
- EN 1053 Kunststoff-Rohrleitungssysteme – Rohrleitungssysteme aus Thermoplasten für drucklose Anwendungen – Prüfverfahren auf Wasserdichtheit
- EN 1054 Kunststoff-Rohrleitungssysteme – Rohrleitungssysteme aus Thermoplasten für Abwasserleitungen zum Ableiten von häuslichem Abwasser – Prüfverfahren für die Dichtheit gegen Gas von Verbindungen
- EN 1055 Kunststoff-Rohrleitungssysteme – Rohrleitungssysteme aus Thermoplasten für Abwasserleitungen innerhalb von Gebäuden – Prüfverfahren für die Temperaturbeanspruchbarkeit
- EN 1057 Kupfer und Kupferlegierungen – Nahtlose Rundrohre aus Kupfer für Wasser- und Gasleitungen für Sanitärinstallationen und Heizungsanlagen
- EN 1058 Holzwerkstoffe – Bestimmung der charakteristischen 5-%-Quantilwerte und der charakteristischen Mittelwerte
- EN 1060 Nichtinvasive Blutdruckmessgeräte
  - Teil 3 Ergänzende Anforderungen für elektromechanische Blutdruckmesssysteme
  - Teil 4 Prüfverfahren zur Bestimmung der Messgenauigkeit von automatischen nichtinvasiven Blutdruckmessgeräten
- EN 1062 Beschichtungsstoffe – Beschichtungsstoffe und Beschichtungssysteme für mineralische Substrate und Beton im Außenbereich
  - Teil 1 Einteilung
  - Teil 3 Bestimmung der Wasserdurchlässigkeit
  - Teil 6 Bestimmung der Kohlenstoffdioxid-Diffusionsstromdichte (Permeabilität)
  - Teil 7 Bestimmung der rissüberbrückenden Eigenschaften
  - Teil 11 Verfahren für die Konditionierung vor der Prüfung
- EN 1063 Glas im Bauwesen – Sicherheitssonderverglasung – Prüfverfahren und Klasseneinteilung für den Widerstand gegen Beschuß
- EN 1064 Medizinische Informatik – Standardkommunikationsprotokoll – Computergestützte Elektrokardiographie
- EN 1065 Baustützen aus Stahl mit Ausziehvorrichtung – Produktfestlegung, Bemessung und Nachweis durch Berechnung und Versuche
- EN 1067 Klebstoffe – Untersuchung und Vorbereitung von Proben zur Prüfung
- EN 1068 Medizinische Informatik – Registrierung von Kodierungsschemata
- EN 1069 Wasserrutschen
  - Teil 1 Sicherheitstechnische Anforderungen und Prüfverfahren
  - Teil 2 Hinweise
- EN 1071 Hochleistungskeramik – Verfahren zur Prüfung keramischer Schichten
  - Teil 1 Bestimmung der Schichtdicke mit einem Kontaktprofilometer
  - Teil 2 Bestimmung der Schichtdicke mit dem Kalottenschleifverfahren
  - Teil 3 Bestimmung der Haftung und Formen des mechanischen Versagens mit dem Ritztest
  - Teil 4 Bestimmung der chemischen Zusammensetzung durch Elektronenstrahl-Mikrobereichsanalyse (ESMA)
  - Teil 6 Bestimmung der Beständigkeit gegen Abriebverschleiß von Schichten mittels Mikroabriebprüfung
  - Teil 9 Bestimmung der Bruchdehnung
  - Teil 10 Bestimmung der Schichtdicke mittels Querschliff
  - Teil 12 Schwingungs-Verschleißprüfung
  - Teil 13 Bestimmung der Verschleißrate mittels Stift-Scheibe-Prüfung
- EN 1073 Schutzkleidung gegen radioaktive Kontamination
  - Teil 1 Anforderungen und Prüfverfahren für belüftete Schutzkleidung gegen radioaktive Kontamination durch feste Partikel
  - Teil 2 Anforderungen und Prüfverfahren für unbelüftete Schutzkleidung gegen radioaktive Kontamination durch feste Partikel
- EN 1074 Armaturen für die Wasserversorgung – Anforderungen an die Gebrauchstauglichkeit und deren Prüfung
  - Teil 1 Allgemeine Anforderungen
  - Teil 2 Absperrarmaturen
  - Teil 3 Rückflußverhinderer
  - Teil 4 Be- und Entlüftungsventile mit Schwimmkörper
  - Teil 5 Regelarmaturen
  - Teil 6 Hydranten
- EN 1075 Holzbauwerke – Prüfverfahren – Verbindungen mit Nagelplatten
- EN 1076 Exposition am Arbeitsplatz – Messung von Gasen und Dämpfen mit pumpenbetriebenen Probenahmeeinrichtungen – Anforderungen und Prüfverfahren
- EN 1077 Helme für alpine Skiläufer und für Snowboarder
- EN 1078 Helme für Radfahrer und für Benutzer von Skateboards und Rollschuhen
- EN 1080 Stoßschutzhelme für Kleinkinder
- EN 1081 Elastische Bodenbeläge – Bestimmung des elektrischen Widerstandes
- EN 1082 Schutzkleidung – Handschuhe und Armschützer zum Schutz gegen Schnitt- und Stichverletzungen durch Handmesser
  - Teil 1 Metallringgeflechthandschuhe und Armschützer
  - Teil 2 Handschuhe und Armschützer aus Werkstoffen ohne Metallringgeflecht
  - Teil 3 Fallschnittprüfung für Stoff, Leder und andere Werkstoffe
- EN 1083 Kraftbetriebene Bürstwerkzeuge
  - Teil 1 Definitionen und Nomenklatur
  - Teil 2 Sicherheitstechnische Anforderungen
- EN 1085 Abwasserbehandlung – Wörterbuch
- EN 1086 Säcke für den Transport von Lebensmitteln für die Nahrungsmittelhilfe – Empfehlungen für die Auswahl des Sacktyps und der Innensäcke in Bezug auf das zu verpackende Produkt
- EN 1087 Spanplatten – Bestimmung der Feuchtebeständigkeit
  - Teil 1 Kochprüfung
- EN 1088 Sicherheit von Maschinen – Verriegelungseinrichtungen in Verbindung mit trennenden Schutzeinrichtungen – Leitsätze für Gestaltung und Auswahl
- EN 1089 Ortsbewegliche Gasflaschen – Gasflaschen-Kennzeichnung (ausgenommen Flüssiggas (LPG))
  - Teil 3 Farbcodierung
- EN 1090 Ausführung von Stahltragwerken und Aluminiumtragwerken
  - Teil 1 Konformitätsnachweisverfahren für tragende Bauteile
  - Teil 2 Technische Regeln für die Ausführung von Stahltragwerken
  - Teil 3 Technische Regeln für die Ausführung von Aluminiumtragwerken
- EN 1091 Unterdruckentwässerungssysteme außerhalb von Gebäuden
- EN 1092 Flansche und ihre Verbindungen – Runde Flansche für Rohre, Armaturen, Formstücke und Zubehörteile, nach PN bezeichnet
  - Teil 1 Stahlflansche
  - Teil 2 Gusseisenflansche
  - Teil 3 Flansche aus Kupferlegierungen
  - Teil 4 Flansche aus Aluminiumlegierungen
- EN 1093 Sicherheit von Maschinen – Bewertung der Emission von luftgetragenen Gefahrstoffen
  - Teil 1 Auswahl der Prüfverfahren
  - Teil 2 Tracergasverfahren zur Messung der Emissionsrate eines bestimmten luftverunreinigenden Stoffes
  - Teil 3 Prüfstandverfahren zur Messung der Emissionsrate eines bestimmten luftverunreinigenden Stoffes
  - Teil 4 Erfassungsgrad eines Absaugsystems – Tracerverfahren
  - Teil 6 Masseabscheidegrad, diffuser Auslass
  - Teil 7 Masseabscheidegrad, definierter Auslass
  - Teil 8 Konzentrationsparameter des luftverunreinigenden Stoffes, Prüfstandverfahren
  - Teil 9 Konzentrationsparameter des luftverunreinigenden Stoffes, Prüfraumverfahren
  - Teil 11 Reinigungsindex
- EN 1094 Feuerfeste Erzeugnisse für Wärmedämmzwecke
  - Teil 1 Terminologie, Klassifizierung und Prüfverfahren für Erzeugnisse aus Hochtemperaturwolle zur Wärmedämmung
  - Teil 2 Klassifizierung geformter Erzeugnisse
  - Teil 4 Bestimmung der Rohdichte und Gesamtporosität geformter Erzeugnisse
  - Teil 6 Bestimmung der bleibenden Längenänderung geformter Erzeugnisse nach Temperatureinwirkung
- EN 1096 Glas im Bauwesen – Beschichtetes Glas
  - Teil 1 Definitionen und Klasseneinteilung
  - Teil 2 Anforderungen an und Prüfverfahren für Beschichtungen der Klassen A, B und S
  - Teil 3 Anforderungen an und Prüfverfahren für Beschichtungen der Klassen C und D
  - Teil 4 Konformitätsbewertung/Produktnorm
- EN 1097 Prüfverfahren für mechanische und physikalische Eigenschaften von Gesteinskörnungen
  - Teil 1 Bestimmung des Widerstandes gegen Verschleiß (Micro-Deval)
  - Teil 2 Verfahren zur Bestimmung des Widerstandes gegen Zertrümmerung
  - Teil 3 Bestimmung von Schüttdichte und Hohlraumgehalt
  - Teil 4 Bestimmung des Hohlraumgehaltes an trocken verdichtetem Füller
  - Teil 5 Bestimmung des Wassergehaltes durch Ofentrocknung
  - Teil 6 Bestimmung der Rohdichte und der Wasseraufnahme
  - Teil 7 Bestimmung der Rohdichte von Füller – Pyknometer-Verfahren
  - Teil 8 Bestimmung des Polierwertes
  - Teil 9 Bestimmung des Widerstandes gegen Verschleiß durch Spikereifen – Nordische Prüfung
  - Teil 10 Bestimmung der Wassersaughöhe
- EN 1101 Textilien – Brennverhalten von Vorhängen und Gardinen – Detailliertes Verfahren zur Bestimmung der Entzündbarkeit von vertikal angeordneten Proben (kleine Flame)
- EN 1102 Textilien – Brennverhalten von Vorhängen und Gardinen – Detailliertes Verfahren zur Bestimmung der Flammenausbreitungseigenschaften vertikal angeordneter Proben
- EN 1103 Textilien – Bekleidungstextilien – Detailliertes Verfahren zur Bestimmung des Brennverhaltens
- EN 1104 Papier und Pappe vorgesehen für den Kontakt mit Lebensmitteln – Bestimmung des Übergangs antimikrobieller Bestandteile
- EN 1106 Handbetätigte Einstellgeräte für Gasgeräte
- EN 1107 Abdichtungsbahnen – Bestimmung der Maßhaltigkeit
  - Teil 1 Bitumenbahnen für Dachabdichtungen
  - Teil 2 Kunststoff- und Elastomerbahnen für Dachabdichtungen
- EN 1108 Abdichtungsbahnen – Bitumenbahnen für Dachabdichtungen – Bestimmung der Formstabilität bei zyklischer Temperaturänderung
- EN 1109 Abdichtungsbahnen – Bitumenbahnen für Dachabdichtungen – Bestimmung des Kaltbiegeverhaltens
- EN 1110 Abdichtungsbahnen – Bitumenbahnen für Dachabdichtungen – Bestimmung der Wärmestandfestigkeit bei erhöhter Temperatur
- EN 1111 Sanitärarmaturen – Thermostatische Mischer (PN 10) – Allgemeine technische Spezifikation
- EN 1112 Sanitärarmaturen – Brausen für Sanitärarmaturen für Wasserversorgungssysteme vom Typ 1 und Typ 2 – Allgemeine technische Spezifikation
- EN 1113 Sanitärarmaturen – Brauseschläuche für Sanitärarmaturen für Wasserversorgungssysteme vom Typ 1 und Typ 2 – Allgemeine technische Spezifikation
- EN 1114 Kunststoff- und Gummimaschinen – Extruder und Extrusionsanlagen
  - Teil 1 Sicherheitsanforderungen für Extruder
  - Teil 3 Sicherheitsanforderungen für Abzüge
- EN 1116 Küchenmöbel – Koordinationsmaße für Küchenmöbel und Küchengeräte
- EN 1117 Wärmeaustauscher – Flüssigkeitsgekühlte Kältemittelverflüssiger – Prüfverfahren zur Leistungsfeststellung
- EN 1118 Wärmeaustauscher – Kältemittelgekühlte Flüssigkeitskühler – Prüfverfahren zur Leistungsfeststellung
- EN 1119 Kunststoff-Rohrleitungssysteme – Verbindungen für Rohre und Formstücke aus glasfaserverstärkten duroplastischen Kunststoffen (GFK) – Prüfverfahren zur Dichtheit und Widerstandsfähigkeit gegen Beschädigung von nicht druckbeständigen flexiblen Verbindungen mit elastomeren Dichtungselementen
- EN 1120 Kunststoff-Rohrleitungssysteme – Rohre und Formstücke aus glasfaserverstärkten duroplastischen Kunststoffen (GFK) – Ermittlung der Widerstandsfähigkeit gegen Chemikalieneinwirkung von der Innenseite eines Abschnittes im verformten Zustand
- EN 1121 Türen – Verhalten zwischen zwei unterschiedlichen Klimaten – Prüfverfahren
- EN 1122 Kunststoffe – Bestimmung von Cadmium – Nassaufschlussverfahren
- EN 1123 Rohre und Formstücke aus längsnahtgeschweißtem, feuerverzinktem Stahlrohr mit Steckmuffe für Abwasserleitungen
  - Teil 1 Anforderungen, Prüfungen, Güteüberwachung
  - Teil 2 Maße
  - Teil 3 Maße und spezielle Anforderungen für Unterdruckentwässerungssysteme sowie für Entwässerungssysteme im Schiffbau
- EN 1124 Rohre und Formstücke aus längsnahtgeschweißtem, nichtrostendem Stahlrohr mit Steckmuffe für Abwasserleitungen
  - Teil 1 Anforderungen, Prüfungen, Güteüberwachung
  - Teil 2 System S – Maße
  - Teil 3 System X – Maße
  - Teil 4 Bauteile für Unterdruckentwässerungssysteme und Entwässerungssysteme auf Schiffen
- EN 1125 Schlösser und Baubeschläge, Paniktürverschlüsse mit horizontaler Betätigungsstange für Türen in Rettungswegen, Anforderungen und Prüfverfahren
- EN 1127 Explosionsfähige Atmosphären – Explosionsschutz
  - Teil 1 Grundlagen und Methodik
  - Teil 2 Grundlagen und Methodik in Bergwerken
- EN 1128 Zementgebundene Spanplatten – Bestimmung des Stoßwiderstandes mit einem harten Körper
- EN 1129 Möbel – Klappbetten – Sicherheitstechnische Anforderungen und Prüfverfahren
  - Teil 1 Sicherheitstechnische Anforderungen
  - Teil 2 Prüfverfahren
- EN 1130 Möbel – Krippen und Wiegen für den Wohnbereich
  - Teil 1 Sicherheitstechnische Anforderungen
  - Teil 2 Prüfverfahren
- EN 1131 Frucht- und Gemüsesäfte – Bestimmung der relativen Dichte
- EN 1132 Frucht- und Gemüsesäfte – Bestimmung des pH-Wertes
- EN 1133 Frucht- und Gemüsesäfte – Bestimmung der Formolzahl
- EN 1134 Frucht- und Gemüsesäfte – Bestimmung des Gehaltes an Natrium, Kalium, Calcium und Magnesium; Atomabsorptionsspektrometrisches Verfahren (AAS)
- EN 1135 Frucht- und Gemüsesäfte – Bestimmung des Aschegehaltes
- EN 1136 Frucht- und Gemüsesäfte – Bestimmung des Phosphorgehaltes; Spektralphotometrisches Verfahren
- EN 1137 Frucht- und Gemüsesäfte – Enzymatische Bestimmung des Gehaltes an Citronensäure (Citrat); Spektralphotometrische Bestimmung von NADH
- EN 1138 Frucht- und Gemüsesäfte – Enzymatische Bestimmung des Gehaltes an L-Äpfelsäure (L-Malat); Spektralphotometrische Bestimmung von NADH
- EN 1139 Frucht- und Gemüsesäfte – Enzymatische Bestimmung des Gehaltes an D-Isocitronensäure; Spektralphotometrische Bestimmung von NADPH
- EN 1140 Frucht- und Gemüsesäfte – Enzymatische Bestimmung der Gehalte an D-Glucose und D-Fructose; Spektralphotometrische Bestimmung von NADPH
- EN 1141 Frucht- und Gemüsesäfte – Spektralphotometrische Bestimmung des Prolingehaltes
- EN 1142 Frucht- und Gemüsesäfte – Bestimmung des Sulfatgehaltes
- EN 1143 Wertbehältnisse – Anforderungen, Klassifizierung und Methoden zur Prüfung des Widerstandes gegen Einbruchdiebstahl
  - Teil 1 Wertschutzschränke, Wertschutzschränke für Geldautomaten, Wertschutzraumtüren und Wertschutzräume
  - Teil 2 Deposit-Systeme
- EN 1146 Atemschutzgeräte – Behältergeräte mit Druckluft mit Haube für Selbstrettung – Anforderungen, Prüfung, Kennzeichnung
- EN 1147 Tragbare Leitern für die Verwendung bei der Feuerwehr
- EN 1148 Wärmeaustauscher – Wasser/Wasser-Wärmeaustauscher für Fernheizung – Prüfverfahren zur Feststellung der Leistungsdaten
- EN 1149 Schutzkleidung – Elektrostatische Eigenschaften
  - Teil 1 Prüfverfahren für die Messung des Oberflächenwiderstandes
  - Teil 2 Prüfverfahren für die Messung des elektrischen Widerstandes durch ein Material (Durchgangswiderstand)
  - Teil 3 Prüfverfahren für die Messung des Ladungsabbaus
  - Teil 5 Leistungsanforderungen an Material und Konstruktionsanforderungen
- EN 1150 Schutzkleidung – Warnkleidung für den nicht professionellen Gebrauch – Prüfverfahren und Anforderungen
- EN 1151 Pumpen – Kreiselpumpen – Umwälzpumpen mit elektrischer Leistungsaufnahme bis 200 W für Heizungsanlagen und Brauchwassererwärmungsanlagen für den Hausgebrauch
  - Teil 2 Geräuschprüfvorschrift (vibro-akustisch) zur Messung von Körperschall und Flüssigkeitsschall
- EN 1154 Schlösser und Baubeschläge – Türschließmittel mit kontrolliertem Schließablauf – Anforderungen und Prüfverfahren
- EN 1155 Schlösser und Baubeschläge – Elektrisch betriebene Feststellvorrichtungen für Drehflügeltüren – Anforderungen und Prüfverfahren
- EN 1158 Schlösser und Baubeschläge – Schließfolgeregler – Anforderungen und Prüfverfahren
- EN 1159 Hochleistungskeramik – Keramische Verbundwerkstoffe – Thermophysikalische Eigenschaften
  - Teil 1 Bestimmung der thermischen Ausdehnung
  - Teil 2 Bestimmung der Temperaturleitfähigkeit
  - Teil 3 Bestimmung der spezifischen Wärmekapazität
- EN 1160 Anlagen und Ausrüstung für Flüssigerdgas – Allgemeine Eigenschaften von Flüssigerdgas
- EN 1161 Federn und Daunen – Prüfverfahren – Bestimmung des Feuchtegehaltes
- EN 1162 Federn und Daunen – Prüfverfahren – Bestimmung der Sauerstoffzahl
- EN 1163 Federn und Daunen – Prüfverfahren – Bestimmung des Öl- und Fettgehaltes
- EN 1164 Federn und Daunen – Prüfverfahren – Bestimmung der Trübung eines wässrigen Extraktes
- EN 1165 Federn und Daunen – Prüfverfahren – Bestimmung von wasserlöslichen Chloriden
- EN 1167 Federn und Daunen – Prüfverfahren zur Größenmessung von mit Federn und/oder Daunen gefüllten Zudecken
- EN 1168 Betonfertigteile – Hohlplatten
- EN 1169 Vorgefertigte Betonerzeugnisse – Allgemeine Regeln für die werkseigene Produktionskontrolle von Glasfaserbeton
- EN 1170 Vorgefertigte Betonerzeugnisse – Prüfverfahren für Glasfaserbeton
  - Teil 1 Bestimmung der Konsistenz der Matrix; Setzversuch
  - Teil 2 Bestimmung des Fasergehaltes in frischem GFB; Auswaschverfahren
  - Teil 3 Bestimmung des Fasergehaltes in frischem GFB beim Spritzverfahren
  - Teil 4 Bestimmung der Biegezugfestigkeit; Einfache Biegezugprüfung
  - Teil 5 Bestimmung der Biegezugfestigkeit; Vollständige Biegezugprüfung
  - Teil 6 Bestimmung der Wasseraufnahme mittels Tauchverfahren und der Trockenrohdichte
  - Teil 7 Bestimmung der feuchtigkeitsabhängigen Längenänderungen
  - Teil 8 Prüfung der Dauerhaftigkeit im Klimazyklus-Test
- EN 1171 Industriearmaturen – Schieber aus Gusseisen
- EN 1172 Kupfer und Kupferlegierungen – Bleche und Bänder für das Bauwesen
- EN 1173 Kupfer und Kupferlegierungen – Zustandsbezeichnungen
- EN 1175; VDE 0117 Sicherheit von Flurförderzeugen – Elektrische Anforderungen
  - Teil 1 Allgemeine Anforderungen für Flurförderzeuge mit batterieelektrischem Antrieb
  - Teil 2 Allgemeine Anforderungen für Flurförderzeuge mit Verbrennungsmotoren
  - Teil 3 Besondere Anforderungen für elektrische Kraftübertragungssysteme von Flurförderzeugen mit Verbrennungsmotoren
- EN 1176 Spielplatzgeräte und Spielplatzböden
  - Teil 1 Allgemeine sicherheitstechnische Anforderungen und Prüfverfahren
  - Teil 2 Zusätzliche besondere sicherheitstechnische Anforderungen und Prüfverfahren für Schaukeln
  - Teil 3 Zusätzliche besondere sicherheitstechnische Anforderungen und Prüfverfahren für Rutschen
  - Teil 4 Zusätzliche besondere sicherheitstechnische Anforderungen und Prüfverfahren für Seilbahnen
  - Teil 5 Zusätzliche besondere sicherheitstechnische Anforderungen und Prüfverfahren für Karussells
  - Teil 6 Zusätzliche besondere sicherheitstechnische Anforderungen und Prüfverfahren für Wippgeräte
  - Teil 7 Anleitung für Installation, Inspektion, Wartung und Betrieb
  - Teil 10 Zusätzliche besondere sicherheitstechnische Anforderungen und Prüfverfahren für vollständig umschlossene Spielgeräte
  - Teil 11 Zusätzliche besondere sicherheitstechnische Anforderungen und Prüfverfahren für Raumnetze
- EN 1177 Stoßdämpfende Spielplatzböden – Bestimmung der kritischen Fallhöhe
- EN 1179 Zink und Zinklegierungen – Primärzink
- EN 1183 Werkstoffe und Gegenstände in Kontakt mit Lebensmitteln – Prüfverfahren für Temperaturschock und Temperaturwechselbeständigkeit
- EN 1184 Werkstoffe und Gegenstände in Kontakt mit Lebensmitteln – Prüfverfahren für die Transparenz von keramischen Gegenständen
- EN 1185 Stärken und Stärkederivate – Bestimmung des Schwefeldioxidgehaltes – Acidimetrisches Verfahren
- EN 1186 Werkstoffe und Gegenstände in Kontakt mit Lebensmitteln – Kunststoffe
  - Teil 1 Leitfaden für die Auswahl der Prüfbedingungen und Prüfverfahren für die Gesamtmigration
  - Teil 2 Prüfverfahren für die Gesamtmigration in Olivenöl durch völliges Eintauchen
  - Teil 3 Prüfverfahren für die Gesamtmigration in wässrige Prüflebensmittel durch völliges Eintauchen
  - Teil 4 Prüfverfahren für die Gesamtmigration in Olivenöl mittels Zelle
  - Teil 5 Prüfverfahren für die Gesamtmigration in wässrige Prüflebensmittel mittels Zelle
  - Teil 6 Prüfverfahren für die Gesamtmigration in Olivenöl unter Verwendung eines Beutels
  - Teil 7 Prüfverfahren für die Gesamtmigration in wässrige Prüflebensmittel unter Verwendung eines Beutels
  - Teil 8 Prüfverfahren für die Gesamtmigration in Olivenöl unter Füllen des Gegenstandes
  - Teil 9 Prüfverfahren für die Gesamtmigration in wässrige Prüflebensmittel durch Füllen des Gegenstandes
  - Teil 10 Prüfverfahren für die Gesamtmigration in Olivenöl (Modifiziertes Verfahren für die Anwendung bei unvollständiger Extraktion von Olivenöl)
  - Teil 11 Prüfverfahren für die Gesamtmigration in Mischungen aus 14C-markierten synthetischen Triglyceriden
  - Teil 12 Prüfverfahren für die Gesamtmigration bei tiefen Temperaturen
  - Teil 13 Prüfverfahren für die Gesamtmigration bei hohen Temperaturen
  - Teil 14 Prüfverfahren für „Ersatzprüfungen“ für die Gesamtmigration aus Kunststoffen, die für den Kontakt mit fettigen Lebensmitteln bestimmt sind, unter Verwendung der Prüfmedien Iso-Octan und 95 %igem Ethanol
  - Teil 15 Alternative Prüfverfahren zur Bestimmung der Migration in fettige Prüflebensmittel durch Schnellextraktion in Iso-Octan und/oder 95 %iges Ethanol
- EN 1191 Fenster und Türen – Dauerfunktionsprüfung – Prüfverfahren
- EN 1192 Türen – Klassifizierung der Festigkeitsanforderungen
- EN 1194 Holzbauwerke – Brettschichtholz – Festigkeitsklassen und Bestimmung charakteristischer Werte
- EN 1195 Holzbauwerke – Prüfverfahren – Tragverhalten tragender Fußbodenbeläge
- EN 1196 Gasbefeuerte Warmlufterzeuger für den häuslichen und den nicht-häuslichen Gebrauch – Zusätzliche Anforderungen an kondensierende Warmlufterzeuger
- EN 1197 Produkte zur Aufbereitung von Wasser für den menschlichen Gebrauch – Monozinkphosphat-Lösung
- EN 1198 Produkte zur Aufbereitung von Wasser für den menschlichen Gebrauch – Mononatriumdihydrogenphosphat
- EN 1199 Produkte zur Aufbereitung von Wasser für den menschlichen Gebrauch – Dinatriummonohydrogenphosphat
- EN 1200 Produkte zur Aufbereitung von Wasser für den menschlichen Gebrauch – Trinatriumphosphat
- EN 1244 Klebstoffe – Bestimmung der Farbe und/oder Farbänderung von Klebaufstrichen unter Lichteinwirkung
- EN 1270 Spielfeldgeräte – Basketballgeräte – Funktionelle und sicherheitstechnische Anforderungen, Prüfverfahren
- EN 1315 Dimensions-Sortierung
  - Teil 1: Laub-Rundholz
  - Teil 2: Nadel-Rundholz
- EN 1316 Laub-Rundholz-Qualitätssortierung
  - Teil 2 Pappel
- EN 1335 Büromöbel – Büro-Arbeitsstuhl
  - Teil 1 Maße, Bestimmung der Maße
  - Teil 2 Sicherheitsanforderungen
  - Teil 3 Sicherheitsprüfungen
- EN 1337 Lager im Bauwesen
  - Teil 4 Rollenlager
- EN 1338 Pflastersteine aus Beton – Anforderungen und Prüfverfahren
- EN 1340 Bordsteine aus Beton – Anforderungen und Prüfverfahren
- EN 1341 Platten aus Naturstein für Außenbereiche – Anforderungen
- EN 1342 Pflastersteine aus Naturstein für Außenbereiche – Anforderungen und Prüfverfahren
- EN 1343 Bordsteine aus Naturstein für Außenbereiche – Anforderungen und Prüfverfahren
- EN 1348 Mörtel und Klebstoffe für Fliesen und Platten – Bestimmung der Haftfestigkeit zementhaltiger Mörtel für innen und außen
- EN 1400 Artikel für Säuglinge und Kleinkinder – Schnuller für Säuglinge und Kleinkinder – Sicherheitstechnische Anforderungen und Prüfverfahren
- EN 1504 Produkte und Systeme für den Schutz und die Instandsetzung von Betontragwerken - Definitionen, Anforderungen, Güteüberwachung und Beurteilung der Konformität
  - Teil 1 Definitionen
  - Teil 2 Oberflächenschutzsysteme für Beton
  - Teil 3 Statisch und nicht statisch relevante Instandsetzung
  - Teil 4 Kleber für Bauzwecke
  - Teil 5 Injektion von Betonbauteilen
  - Teil 6 Verankerung von Bewehrungsstäben
  - Teil 7 Korrosionsschutz der Bewehrung
  - Teil 8 Qualitätskontrolle und Bewertung und Überprüfung der Leistungsbeständigkeit (AVCP)
  - Teil 9 Allgemeine Grundsätze für die Anwendung von Produkten und Systemen
  - Teil 10 Anwendung von Stoffen und Systemen auf der Baustelle
- EN 1505 Lüftung von Gebäuden – Luftleitungen und Formstücke aus Blech mit Rechteckquerschnitt – Maße
- EN 1506 Lüftung von Gebäuden – Luftleitungen und Formstücke aus Blech mit rundem Querschnitt – Maße
- EN 1507 Lüftung von Gebäuden – Rechteckige Luftleitungen aus Blech – Anforderungen an Festigkeit und Dichtheit
- EN 1530 Türblätter – Allgemeine und lokale Ebenheit – Toleranzklassen
- EN 1533 Holzfußböden - Bestimmung der Biegefestigkeit unter statischer Beanspruchung - Prüfmethoden
- EN 1534 Holzfußböden - Bestimmung des Eindruckwiderstands - Prüfmethode
- EN 1536 Ausführung von Arbeiten im Spezialtiefbau - Bohrpfähle
- EN 1537 Ausführung von Arbeiten im Spezialtiefbau - Verpressanker
- EN 1538 Ausführung von Arbeiten im Spezialtiefbau - Schlitzwände
- EN 1562 Temperguss
- EN 1610 Verlegung und Prüfung von Abwasserleitungen und -kanälen
- EN 1627 Fenster, Türen Abschlüsse – Einbruchhemmung – Anforderungen und Klassifikation
- EN 1643 Ventilüberwachungssysteme für automatische Absperrventile für Gasbrenner und Gasgeräte
- EN 1717 Schutz des Trinkwassers vor Verunreinigung in Trinkwasserinstallationen und allgemeine Anforderungen an Sicherheitseinrichtungen
- EN 1777 Hubrettungsfahrzeuge für Feuerwehren und Rettungsdienste, Hubarbeitsbühnen (HABn) – Sicherheitstechnische Anforderungen und Prüfung
- EN 1789 Rettungsdienstfahrzeuge und deren Ausrüstung – Krankenkraftwagen
- EN 1822 Schwebstofffilter (EPA, HEPA und ULPA)
  - Teil 1 Klassifikation, Leistungsprüfung, Kennzeichnung
  - Teil 2 Aerosolerzeugung, Messgeräte, Partikelzählstatistik
  - Teil 3 Prüfung des planen Filtermediums
  - Teil 4 Leckprüfung des Filterelementes (Scan-Verfahren)
  - Teil 5 Abscheidegradprüfung des Filterelements
- EN 1837 Sicherheit von Maschinen – Maschinenintegrierte Beleuchtung
- EN 1838 Angewandte Lichttechnik – Notbeleuchtung
- EN 1839 Bestimmung der Explosionsgrenzen von Gasen und Dämpfen
- EN 1841 Klebstoffe – Prüfverfahren für Klebstoffe für Boden- und Wandbeläge – Bestimmung der Maßänderung eines Linoleumbodenbelages im Kontakt mit einem Klebstoff
- EN 1846 Feuerwehrfahrzeuge mit Drehleiter oder Hubarbeitsbühne (Hubrettungsfahrzeuge)
- EN 1854 Druckwächter für Gasbrenner und Gasgeräte
- EN 1860 Geräte, feste Brennstoffe und Anzündhilfen zum Grillen
  - Teil 1 Grillgeräte für feste Brennstoffe; Anforderungen und Prüfverfahren
  - Teil 2 Grill-Holzkohle und Grill-Holzkohlebriketts – Anforderungen und Prüfverfahren
  - Teil 3 Anzündhilfen für Grill-Holzkohle und Grillholzkohlebriketts; Anforderungen und Prüfverfahren
  - Teil 4 Grillgeräte für Einmalanwendung (Einweggrills) bei der Verwendung fester Brennstoffe, Anforderungen und Prüfverfahren
- EN 1925 Bestimmung des Wasseraufnahmekoeffizienten infolge Kapillarwirkung
- EN 1926 Bestimmung der Druckfestigkeit
- EN 1974 Nahrungsmittelmaschinen – Aufschnittschneidemaschinen – Sicherheits- und Hygieneanforderungen

## EN 1990–1999, Eurocodes
- EN 1990 (Eurocode 0) Grundlagen der Tragwerksplanung
- EN 1991 (Eurocode 1) Einwirkungen auf Tragwerke
  - Teil 1 Allgemeine Einwirkungen
    - Teil 1-1 Wichten, Eigengewicht und Nutzlasten im Hochbau
    - Teil 1-2 Brandeinwirkungen auf Tragwerke
    - Teil 1-3 Schneelasten
    - Teil 1-4 Windlasten
    - Teil 1-5 Temperatureinwirkungen
    - Teil 1-6 Einwirkungen während der Bauausführung
    - Teil 1-7 Außergewöhnliche Einwirkungen

  - Teil 2 Verkehrslasten auf Brücken
  - Teil 3 Einwirkungen infolge von Kranen und Maschinen
  - Teil 4 Einwirkungen auf Silos und Flüssigkeitsbehälter
- EN 1992 (Eurocode 2) Bemessung und Konstruktion von Stahlbeton- und Spannbetontragwerken
  - Teil 1 Allgemeine Regeln
    - Teil 1-1 Allgemeine Bemessungsregeln und Regeln für den Hochbau
    - Teil 1-2 Tragwerksbemessung für den Brandfall

  - Teil 2 Betonbrücken – Bemessungs- und Konstruktionsregeln
  - Teil 3 Silos und Behälterbauwerke aus Beton
- EN 1993 (Eurocode 3) Bemessung und Konstruktion von Stahlbauten
  - Teil 1 Allgemeine Regeln
    - Teil 1-1 Allgemeine Bemessungsregeln und Regeln für den Hochbau
    - Teil 1-2 Tragwerksbemessung für den Brandfall
    - Teil 1-3 Ergänzende Regeln für kaltgeformte dünnwandige Bauteile und Bleche
    - Teil 1-4 Ergänzende Regeln zur Anwendung von nichtrostenden Stählen
    - Teil 1-5 Plattenförmige Bauteile
    - Teil 1-6 Festigkeit und Stabilität von Schalen
    - Teil 1-7 Plattenförmige Bauteile mit Querbelastung
    - Teil 1-8 Bemessung von Anschlüssen
    - Teil 1-9 Ermüdung
    - Teil 1-10 Stahlsortenauswahl im Hinblick auf Bruchzähigkeit und Eigenschaften in Dickenrichtung
    - Teil 1-11 Bemessung und Konstruktion von Tragwerken mit Zuggliedern aus Stahl
    - Teil 1-12 Zusätzliche Regeln zur Erweiterung von EN 1993 auf Stahlgüten bis S700

  - Teil 2 Stahlbrücken
  - Teil 3 Türme, Maste und Schornsteine
    - Teil 3-1 Türme und Maste
    - Teil 3-2 Schornsteine

  - Teil 4 Silos, Tankbauwerke und Rohrleitungen
    - Teil 4-1 Silos
    - Teil 4-2 Tankbauwerke
    - Teil 4-3 Rohrleitungen

  - Teil 5 Pfähle und Spundwände
  - Teil 6 Kranbahnen
- EN 1994 (Eurocode 4) Bemessung und Konstruktion von Verbundtragwerken aus Stahl und Beton
  - Teil 1 Allgemeine Regeln
    - Teil 1-1 Allgemeine Bemessungsregeln und Anwendungsregeln für den Hochbau
    - Teil 1-2 Tragwerksbemessung für den Brandfall

  - Teil 2 Allgemeine Bemessungsregeln und Anwendungsregeln für Brücken
- EN 1995 (Eurocode 5) Bemessung und Konstruktion von Holzbauten
  - Teil 1 Allgemeine Regeln
    - Teil 1-1 Allgemeine Regeln und Regeln für den Hochbau
    - Teil 1-2 Tragwerksbemessung für den Brandfall

  - Teil 2 Brücken
- EN 1996 (Eurocode 6) Bemessung und Konstruktion von Mauerwerksbauten
  - Teil 1 Allgemeine Regeln
    - Teil 1-1 Allgemeine Regeln für bewehrtes und unbewehrtes Mauerwerk
    - Teil 1-2 Tragwerksbemessung für den Brandfall

  - Teil 2 Planung, Auswahl der Baustoffe und Ausführung von Mauerwerk
  - Teil 3 Vereinfachte Berechnungsmethoden für unbewehrte Mauerwerksbauten
- EN 1997 (Eurocode 7) Berechnung und Bemessung in der Geotechnik
  - Teil 1 Allgemeine Regeln
  - Teil 2 Erkundung und Untersuchung des Baugrunds
- EN 1998 (Eurocode 8) Auslegung von Bauwerken gegen Erdbeben
  - Teil 1 Grundlagen, Erdbebeneinwirkungen und Regeln für Hochbauten
  - Teil 2 Brücken
  - Teil 3 Beurteilung und Ertüchtigung von Gebäuden
  - Teil 4 Silos, Tankbauwerke und Rohrleitungen
  - Teil 5 Gründungen, Stützbauwerke und geotechnische Aspekte
  - Teil 7 fehlt noch
  - Teil 6 Türme, Maste und Schornsteine
  - Teil 1 Allgemeine Regeln
- EN 1999 (Eurocode 9) Berechnung und Bemessung von Aluminiumkonstruktionen
  - Teil 1 Allgemeine Regeln
    - Teil 1-1 Allgemeine Bemessungsregeln
    - Teil 1-2 Tragwerksbemessung für den Brandfall
    - Teil 1-3 Ermüdungsbeanspruchte Tragwerke
    - Teil 1-4 Kaltgeformte Profiltafeln
    - Teil 1-5 Schalentragwerke

  - Teil 2 Ermüdungsanfällige Tragwerke

## EN 2000–9999, Luft- und Raumfahrt
- EN 2367 Luft- und Raumfahrt; Splinte aus Stahl EN 2573
- EN 3475 Luft- und Raumfahrt – Elektrische Leitungen für Luftfahrt, Verwendung – Prüfverfahren
  - Teil 100 Allgemeines
  - Teil 201 Sichtprüfung
  - Teil 202 Masse
  - Teil 203 Maße
  - Teil 301 Leiterwiderstand
  - Teil 302 Spannungsfestigkeit
  - Teil 303 Isolationswiderstand
  - Teil 304 Oberflächenwiderstand
  - Teil 305 Überlastbarkeit
  - Teil 306 Kontinuität des Leiters
  - Teil 307 Corona-Aussetzspannung
  - Teil 401 Beschleunigte Alterung
  - Teil 402 Schrumpfen und Aufblättern
  - Teil 403 Verblocken und Aufblättern
  - Teil 404 Thermischer Schock
  - Teil 405 Biegen bei Raumtemperatur
  - Teil 406 Wickeln bei Kälte
  - Teil 407 Entflammbarkeit
  - Teil 408 Feuerbeständigkeit
  - Teil 409 Alterung in einem geschlossenen, luftdichten Raum
  - Teil 410 Thermische Gebrauchsdauer
  - Teil 411 Beständigkeit gegen Flüssigkeiten
  - Teil 413 Wickelprüfung
  - Teil 414 DSC Verfahren
  - Teil 415 Schneller Temperaturwechsel
  - Teil 416 Thermische Beständigkeit
  - Teil 418 Thermische Gebrauchsdauer für Leiter
  - Teil 501 Kerbfestigkeit
  - Teil 502 Weiterreißfestigkeit
  - Teil 503 Abriebfestigkeit
  - Teil 504 Torsion
  - Teil 505 Zugfestigkeit der Einzeldrähte und Leiterseile
  - Teil 506 Gleichmäßigkeit des Überzugs
  - Teil 507 Haftfestigkeit des Überzugs
  - Teil 508 Schichtdicke des Überzugs
  - Teil 509 Lötbarkeit
  - Teil 510 Zugfestigkeit und Reißdehnung von extrudierten Isolierungen, Schutzhüllen und Mäntel
  - Teil 511 Abrieb Leitung gegen Leitung
  - Teil 512 Wechselbiegefestigkeit
  - Teil 513 Verformungsbeständigkeit
  - Teil 601 Rauchdichte
  - Teil 602 Giftigkeit
  - Teil 603 Lichtbogenfestigkeit, feucht
  - Teil 604 Lichtbogenfestigkeit, trocken
  - Teil 605 Verhalten nach Kurzschluss, feucht
  - Teil 701 Abisolierbarkeit und Haftfestigkeit der Isolierung auf dem Leiter
  - Teil 702 Zurückschiebbarkeit des Geflechtes
  - Teil 703 Haltbarkeit der Herstellerkennzeichnung
  - Teil 704 Biegsamkeit
  - Teil 705 Kontrastmessung
  - Teil 706 UV-Laser-Markierung
  - Teil 801 Betriebskapazität
  - Teil 802 Kapazitätsdifferenz
  - Teil 803 Kapazitätsabweichung
  - Teil 804 Ausbreitungsgeschwindigkeit
  - Teil 805 Wellenwiderstand
  - Teil 806 Dämpfung
  - Teil 807 Kupplungswiderstand
  - Teil 808 Nebensprechen
- EN 3476 Luft- und Raumfahrt – Stahl FE-PL1501 (30CrMo12) – Lufterschmolzen – Weichgeglüht – Schmiedevormaterial – a oder D = 300 mm
- EN 3479 Luft- und Raumfahrt – Stahl FE-PM1802 (X5CrNiCu15-5) – Mit selbstverzehrender Elektrode umgeschmolzen – Lösungsgeglüht und ausgehärtet – Platten – 6 mm < a = 20 mm – 1070 MPa = Rm = 1220 MPa
- EN 3480 Luft- und Raumfahrt – Stahl FE-PA3601 (X6CrNiTi18-10) – Lufterschmolzen – Weichgeglüht – Platten – 6 mm < a = 50 mm – 500 MPa = Rm = 700 MPa
- EN 4108 Luft- und Raumfahrt – Ringschlüsseleinsätze, offen, verzahnt mit Innenvierkant
- EN 4219 Luft- und Raumfahrt – Sechskant-Hutmuttern, selbstsichernd mit Plastikhaube mit normaler Schlüsselweite aus korrosionsbeständigem Stahl
- EN 9101 Qualitätsmanagementsysteme – Audit-Anforderungen für Organisationen der Luftfahrt, Raumfahrt und Verteidigung
- EN 9104 Luft- und Raumfahrt – Qualitätsmanagementsysteme
  - Teil 1 Anforderungen an Zertifizierungsverfahren für Qualitätsmanagementsysteme der Luftfahrt, Raumfahrt und Verteidigung
  - Teil 2 Anforderungen an Überwachung/Kontrolle von Zertifizierungsverfahren für Qualitätsmanagementsysteme der Luft- und Raumfahrt
- EN 9200 Luft- und Raumfahrt – Programm-Management – Richtlinie für eine Projektmanagement-Spezifikation

## EN 10000–10999, Metalle, Eisen und Stahl
- EN 10001 Begriffsbestimmung und Einteilung von Roheisen
- EN 10002 Zugversuch für metallische Werkstoffe, Dezember 2009 ersetzt durch EN ISO 6892
- EN 10021 Allgemeine technische Lieferbedingungen für Stahlerzeugnisse
- EN 10024 I-Profile mit geneigten inneren Flanschflächen
- EN 10025 Warmgewalzte Erzeugnisse aus Baustählen
  - Teil 1 Allgemeine technische Lieferbedingungen
  - Teil 2 Technische Lieferbedingungen für unlegierte Baustähle
  - Teil 3 Technische Lieferbedingungen für normalgeglühte/normalisierend gewalzte schweißgeeignete Feinkornbaustähle
  - Teil 4 Technische Lieferbedingungen für thermomechanisch gewalzte schweißgeeignete Feinkornbaustähle
  - Teil 5 Technische Lieferbedingungen für wetterfeste Baustähle
  - Teil 6 Technische Lieferbedingungen für Flacherzeugnisse aus Stählen mit höherer Streckgrenze im vergüteten Zustand
- EN 10027 Bezeichnungssysteme für Stähle
  - Teil 1 Kurznamen
  - Teil 2 Nummernsystem
- EN 10029 Warmgewalztes Stahlblech von 3 mm Dicke an; Grenzabmaße, Formtoleranzen
- EN 10045 Metallische Werkstoffe; Kerbschlagbiegeversuch nach Charpy.
- EN 10048 Warmgewalzter Bandstahl - Grenzabmaße und Formtoleranzen
- EN 10055 Warmgewalzter gleichschenkliger T-Stahl mit gerundeten Kanten und Übergängen
- EN 10056 Gleichschenklige und ungleichschenklige Winkel aus Stahl
  - Teil 1 Maße
  - Teil 2 Grenzabmaße und Formtoleranzen
- EN 10058 Warmgewalzte Flachstäbe aus Stahl für allgemeine Verwendung – Maße, Formtoleranzen und Grenzabmaße
- EN 10059 Warmgewalzte Vierkantstäbe aus Stahl für allgemeine Verwendung – Maße, Formtoleranzen und Grenzabmaße
- EN 10060 Warmgewalzte Rundstäbe aus Stahl – Maße, Formtoleranzen und Grenzabmaße
- EN 10061 Warmgewalzte Sechskantstäbe aus Stahl – Maße, Formtoleranzen und Grenzabmaße
- EN 10079 Begriffsbestimmungen für Stahlerzeugnisse
- EN 10083 Vergütungsstähle
  - Teil 1 Allgemeine technische Lieferbedingungen
  - Teil 2 Technische Lieferbedingungen für unlegierte Stähle
  - Teil 3 Technische Lieferbedingungen für leguierte Stähle
- EN 10088 Nichtrostende Stähle
  - Teil 1 Verzeichnis der nichtrostenden Stähle
  - Teil 2 Technische Lieferbedingungen für Blech und Band aus korrosionsbeständigen Stählen für allgemeine Verwendung
  - Teil 3 Technische Lieferbedingungen für Halbzeug, Stäbe, Walzdraht, gezogenen Draht, Profile und Blankstahlerzeugnisse aus korrosionsbeständigen Stählen für allgemeine Verwendung
  - Teil 4 Technische Lieferbedingungen für Blech und Band aus korrosionsbeständigen Stählen für das Bauwesen
  - Teil 5 Technische Lieferbedingungen für Stäbe, Walzdraht, gezogenen Draht, Profile und Blankstahlerzeugnisse aus korrosionsbeständigen Stählen für das Bauwesen
- EN 10090 Ventilstähle und -legierungen für Verbrennungskraftmaschinen
- EN 10095 Hitzebeständige Stähle und Nickellegierungen
- EN 10106 Kaltgewalztes nicht kornorientiertes Elektroblech und -band im schlussgeglühten Zustand
- EN 10108 Runder Walzdraht aus Stahl für kaltgeformte Muttern und Schrauben
- EN 10111 Kontinuierlich warmgewalztes Band und Blech aus weichen Stählen zum Kaltumformen – Technische Lieferbedingungen
- EN 10131 Kaltgewalzte Flacherzeugnisse ohne Überzug und mit elektrolytischem Zink- oder Zink-Nickel-Überzug aus weichen Stählen sowie aus Stählen mit höherer Streckgrenze zum Kaltumformen – Grenzabmaße und Formtoleranzen
- EN 10142 Kontinuierlich feuerverzinktes Band und Blech aus weichen Stählen zum Kaltumformen – Technische Lieferbedingungen, September 2004 ersetzt durch EN 10327
- EN 10143 Kontinuierlich schmelztauchveredeltes Blech und Band aus Stahl – Grenzabmaße und Formtoleranzen
- EN 10152 Elektrolytisch verzinkte kaltgewalzte Flacherzeugnisse aus Stahl zum Kaltumformen – Technische Lieferbedingungen
- EN 10162 Kaltprofile aus Stahl – Technische Lieferbedingungen – Grenzabmaße und Formtoleranzen
- EN 10163 Lieferbedingungen für die Oberflächenbeschaffenheit von warmgewalzten Stahlerzeugnissen (Blech, Breitflachstahl und Profile)
- EN 10169 Kontinuierlich organisch beschichtete (bandbeschichtete) Flacherzeugnisse aus Stahl
  - Teil 1 Allgemeines (Definitionen, Werkstoffe, Grenzabweichungen, Prüfverfahren)
  - Teil 2 Erzeugnisse für den Bauaußeneinsatz
  - Teil 3 Erzeugnisse für den Bauinneneinsatz
- EN 10204 Metallische Erzeugnisse, Arten von Prüfbescheinigungen
- EN 10218 Stahldraht und Drahterzeugnisse
  - Teil 1 Prüfverfahren
  - Teil 2 Drahtmaße und Toleranzen
- EN 10220 Nahtlose und geschweißte Stahlrohre, Allgemeine Tabellen für Maße und längenbezogene Masse
- EN 10226 Rohrgewinde für im Gewinde dichtende Verbindungen
  - Teil 1 Kegelige Außengewinde und zylindrische Innengewinde – Maße, Toleranzen und Bezeichnung
  - Teil 2 Kegelige Außengewinde und kegelige Innengewinde – Maße, Toleranzen und Bezeichnung
  - Teil 3 Prüfung mit Grenzlehren
- EN 10241 Stahlfittings mit Gewinde
- EN 10242 Tempergussfittings
- EN 10255 Rohre aus unlegiertem Stahl mit Eignung zum Schweißen und Gewindeschneiden
- EN 10270 Stahldraht für Federn
  - Teil 1 Patentiert-gezogener unlegierter Federstahldraht
  - Teil 2 Ölschlussvergüteter Federstahldraht
  - Teil 3 Nichtrostender Federstahldraht
- EN 10278 Maße und Grenzabmaße von Blankstahlerzeugnissen
- EN 10279 Warmgewalzter U-Profilstahl – Grenzabmaße, Formtoleranzen und Grenzabweichungen der Masse
- EN 10283 Korrosionsbeständiger Stahlguss
- EN 10291 Metallische Werkstoffe – Einachsiger Zeitstandversuch unter Zugbeanspruchung – Prüfverfahren
- EN 10292 Kontinuierlich schmelztauchveredeltes Band und Blech aus Stählen mit hoher Streckgrenze zum Kaltumformen – Technische Lieferbedingungen
- EN 10305 Präzisionsstahlrohre – Technische Lieferbedingungen
  - Teil 1 Nahtlose kaltgezogene Rohre
  - Teil 2 Geschweißte kaltgezogene Rohre
  - Teil 3 Geschweißte maßgewalzte Rohre
  - Teil 4 Nahtlose kaltgezogene Rohre für Hydraulik- und Pneumatik-Druckleitungen
  - Teil 5 Geschweißte maßumgeformte Rohre mit quadratischem und rechteckigem Querschnitt
  - Teil 6 Geschweißte kaltgezogene Rohre für Hydraulik- und Pneumatik-Druckleitungen
- EN 10326 Kontinuierlich schmelztauchveredeltes Band und Blech aus Baustählen – Technische Lieferbedingungen
- EN 10327 Kontinuierlich schmelztauchveredeltes Band und Blech aus weichen Stählen zum Kaltumformen – Technische Lieferbedingungen
- EN 10346 Kontinuierlich schmelztauchveredeltes und elektrolytisch veredeltes Band und Blech aus Mehrphasenstählen zum Kaltumformen, Technische Lieferbedingungen

## EN 11000–19999, CEN Normen
- EN 12004 Mörtel und Klebstoffe für Fliesen und Platten – Anforderungen, Konformitätsbewertung, Klassifizierung und Bezeichnung
- EN 12056 Schwerkraftentwässerungsanlagen innerhalb von Gebäuden
  - Teil 1 Allgemeine Ausführungsanforderungen
  - Teil 2 Schmutzwasseranlagen, Planung und Berechnung
  - Teil 3 Dachentwässerung, Planung und Berechnung
  - Teil 4 Abwasserhebeanlagen, Planung und Berechnung
  - Teil 5 Installation und Prüfung, Anleitung für Betrieb, Wartung und Gebrauch
- EN 12057 Natursteinprodukte – Fliesen – Anforderungen
- EN 12058 Natursteinprodukte – Bodenplatten und Stufenbeläge – Anforderungen
- EN 12067 Gas-Luft-Verbundregeleinrichtungen für Gasbrenner und Gasgeräte
  - Teil 1 Pneumatische Ausführung, Juni 2011 ersetzt durch EN 88-1
  - Teil 2 Elektronische Ausführung
- EN 12077 Sicherheit von Kranen – Gesundheits- und Sicherheitsanforderungen
  - Teil 2 Begrenzungs- und Anzeigeeinrichtungen
- EN 12080 Bahnanwendungen — Radsatzlager — Wälzlager
- EN 12097 Lüftung von Gebäuden – Luftleitungen – Anforderungen an Luftleitungsbauteile zur Wartung von Luftleitungssystemen
- EN 12193 Licht und Beleuchtung – Sportstättenbeleuchtung
- EN 12198 Sicherheit von Maschinen – Bewertung und Verminderung des Risikos der von Maschinen emittierten Strahlung
  - Teil 1 Allgemeine Leitsätze
  - Teil 2 Messverfahren für die Strahlenemission
  - Teil 3 Verminderung der Strahlung durch Abschwächung oder Abschirmung
- EN 12208 Fenster und Türen – Schlagregendichtheit – Klassifizierung
- EN 12220 Lüftung von Gebäuden – Luftleitungen – Maße von runden Flanschen für allgemeine Lüftungszwecke
- EN 12237 Lüftung von Gebäuden – Luftleitungen – Festigkeit und Dichtheit von Luftleitungen mit rundem Querschnitt aus Blech
- EN 12255 Kläranlagen
  - Teil I: Allgemeine Baugrundsätze
  - Teil 2: Unwettermanagementsysteme
  - Teil 3: Abwasservorreinigung
  - Teil 4: Vorklärung
  - Teil 5: Abwasserbehandlung in Teichen
  - Teil 6: Belebungsverfahren
  - Teil 7: Biofilmreaktoren
  - Teil 8: Schlammbehandlung und -lagerung
  - Teil 9: Geruchsminderung und Belüftung
  - Teil 10: Sicherheitstechnische Baugrundsätze
  - Teil II: Erforderliche allgemeine Angaben
  - Teil 12: Steuerung und Automatisierung
  - Teil 13: Chemische Behandlung — Abwasserbehandlung durch Fällung/Flockung
  - Teil 14: Desinfektion
  - Teil 15: Messung der Sauerstoffzufuhr in Reinwasser in Belüftungsbecken von Belebungsanlagen
  - Teil 16: Abwasserfiltration
- EN 12266 Industriearmaturen – Prüfung von Armaturen aus Metall
  - Teil 1 Druckprüfungen, Prüfverfahren und Annahmekriterien – Verbindliche Anforderungen
  - Teil 2 Prüfungen, Prüfverfahren und Annahmekriterien; Ergänzende Anforderungen
- EN 12373 Aluminium und Aluminiumlegierungen – Anodisieren
  - Teil 1 Methode zur Spezifizierung dekorativer und schützender anodisch erzeugter Oxidschichten auf Aluminium
  - Teil 2 Bestimmung der Masse je Flächeneinheit (flächenbezogene Masse) von anodisch erzeugten Oxidschichten – Gravimetrisches Verfahren
  - Teil 3 Bestimmung der Dicke von anodisch erzeugten Oxidschichten; Zerstörungsfreie Messung mit Lichtschnittmikroskop
  - Teil 4 Abschätzung der Anfärbbarkeit von anodisch erzeugten Oxidschichten nach dem Verdichten durch Farbtropfentest mit vorheriger Säurebehandlung
  - Teil 5 Prüfung der Qualität von verdichteten, anodisch erzeugten Oxidschichten durch Bestimmung des Scheinleitwertes
  - Teil 6 Prüfung der Qualität von verdichteten, anodisch erzeugten Oxidschichten durch Bestimmung des Masseverlustes nach Eintauchen in Chromphosphorsäure-Lösung ohne vorherige Säurebehandlung
  - Teil 7 Prüfung der Qualität von verdichteten, anodisch erzeugten Oxidschichten durch Bestimmung des Masseverlustes nach Eintauchen in Chromphosphorsäure-Lösung mit vorheriger Säurebehandlung
  - Teil 8 Vergleichsbestimmung der Beständigkeit von gefärbten, anodisch erzeugten Oxidschichten gegen ultraviolettes Licht und Wärme
  - Teil 9 Messung der Abriebfestigkeit und der Abriebzahl von anodisch erzeugten Oxidschichten durch Abriebprüfung mit einem Schleifscheiben-Prüfgerät
  - Teil 10 Messung der mittleren spezifischen Abriebfestigkeit von anodisch erzeugten Oxidschichten durch Abriebprüfung mit einem Schleifmittelstrahl-Prüfgerät
  - Teil 11 Messung des gerichteten Reflexionsgrades und des Spiegelglanzes von anodisch erzeugten Oxidschichten bei Winkeln von 20°, 45°, 60° oder 85°
  - Teil 12 Messung der Reflexionseigenschaften von Aluminiumoberflächen mit Hilfe Ulbrichtscher Kugeln
  - Teil 13 Messung der Reflexeigenschaften von Aluminiumoberflächen mit vereinfachten oder Präzisions-Goniophotometer
  - Teil 14 Visuelle Bestimmung der Abbildungsschärfe von anodisch erzeugten Oxidschichten; Messgittermethode
  - Teil 15 Prüfung der Beständigkeit von anodisch erzeugten Oxidschichten gegen Rissbildung bei Verformung
  - Teil 16 Prüfung der Kontinuität dünner anodisch erzeugter Oxidschichten; Kupfersulfatversuch
  - Teil 17 Bestimmung der elektrischen Durchschlagspannung
  - Teil 18 Bewertungssystem für Lochkorrosion; Richtreihenmethode
  - Teil 19 Bewertungssystem für Lochkorrosion; Rasterzählmethode
- EN 12390 Prüfung von Festbeton
  - Teil 1 Form, Maße und andere Anforderungen für Probekörper und Formen
  - Teil 2 Herstellung und Lagerung von Probekörpern für Festigkeitsprüfungen
  - Teil 3 Druckfestigkeit von Probekörpern
  - Teil 4 Bestimmung der Druckfestigkeit; Anforderungen an Prüfmaschinen
  - Teil 5 Biegezugfestigkeit von Probekörpern
  - Teil 6 Spaltzugfestigkeit von Probekörpern
  - Teil 7 Dichte von Festbeton
  - Teil 8 Wassereindringtiefe unter Druck
  - Teil 9 Frost- und Frost-Tausalz-Widerstand – Abwitterung (Vornorm DIN CEN/TS 12390-9)
- EN 12407 Prüfverfahren für Naturstein – Petrografische Prüfung
- EN 12440 Naturstein – Kriterien für die Bezeichnung
- EN 12445 Tore; Nutzungssicherheit kraftbetätigter Tore; Prüfverfahren
- EN 12453 Tore; Nutzungssicherheit kraftbetätigter Tore; Anforderungen
- EN 12464 Licht und Beleuchtung – Beleuchtung von Arbeitsstätten
  - Teil 1 Arbeitsstätten in Innenräumen
  - Teil 2 Arbeitsstätten im Freien
- EN 12469 Biotechnik – Leistungskriterien für mikrobiologische Sicherheitswerkbänke
- EN 12566 Kleinkläranlagen für bis zu 50 EW
  - Teil 1 Werkmäßig hergestellte Faulgruben
  - Teil 3 Vorgefertigte und/oder vor Ort montierte Anlagen zur Behandlung von häuslichem Schmutzwasser
  - Teil 4 Bausätze für vor Ort einzubauende Faulgruben
  - Teil 5 Filtrationsanlagen für vorbehandeltes häusliches Abwasser (Entwurf)
  - Teil 6 Vorgefertigte Anlagen für die weitergehende Behandlung des aus Faulgruben ablaufenden Abwassers (Entwurf)
  - Teil 7 Im Werk vorgefertigte Einheiten für einen dritten Reinigungsteil (Entwurf)
- EN 12568 Fuß- und Beinschutz – Anforderungen und Prüfverfahren für durchtrittsichere Einlagen aus Metall und Zehenkappen
- EN 12570 Industriearmaturen – Verfahren für die Auslegung des Betätigungselementes
- EN 12604 Tore; Mechanische Aspekte; Anforderungen und Prüfverfahren
- EN 12605 Tore; Mechanische Aspekte; Prüfverfahren, Dezember 2017 ersetzt durch EN 12604
- EN 12627 Industriearmaturen – Anschweißenden für Armaturen aus Stahl
- EN 12644 Krane – Informationen für die Nutzung und Prüfung
  - Teil 1 Betriebsanleitungen
  - Teil 2 Kennzeichnung
- EN 12663 Bahnanwendungen - Festigkeitsanforderungen an Wagenkästen von Schienenfahrzeugen
  - Teil 1: Lokomotiven und Personenfahrzeuge (und alternatives Verfahren für Güterwagen)
  - Teil 2: Güterwagen
- EN 12665 Licht und Beleuchtung, Grundlegende Begriffe und Kriterien für die Festlegung von Anforderungen an die Beleuchtung
- EN 12670 Terminologie von Natursteinen – Petrografische Benennung
- EN 12770 Schuhe - Prüfverfahren für Laufsohlen - Abriebwiderstand
- EN 12792 Lüftung von Gebäuden – Symbole, Terminologie und graphische Symbole
- EN 12828 Sicherheitstechnische Ausrüstung von Wärmeerzeugungsanlagen
- EN 12831 Heizlast von Gebäuden (Wärmebedarfsberechnung)
- EN 12845 Ortsfeste Brandbekämpfungsanlagen – Automatische Sprinkleranlagen – Planung, Installation und Instandhaltung
- EN 12952 Wasserrohrkessel und Anlagenkomponenten
- EN 12975 Thermische Solaranlagen und ihre Bauteile
- EN 12999 Krane – Ladekrane
- EN 13000 Krane – Fahrzeugkrane
- EN 13001 Krane – Konstruktion allgemein
  - Teil 1 Allgemeine Prinzipien und Anforderungen
  - Teil 2 Lasteinwirkungen
- EN 13010 Verpackung – Einzelpackung – Maße für und Anforderungen an die Präsentation auf Lochwänden
- EN 13031 Gewächshäuser – Bemessung und Konstruktion
  - Teil 1 Kulturgewächshäuser
- EN 13032 Licht und Beleuchtung – Messung und Darstellung photometrischer Daten von Lampen und Leuchten
  - Teil 1 Messung und Datenformat
  - Teil 1 Berichtigung 1 Messung und Datenformat
  - Teil 2 Darstellung der Daten für Arbeitsstätten in Innenräumen und im Freien
  - Teil 2 Berichtigung 1 Darstellung der Daten für Arbeitsstätten in Innenräumen und im Freien
  - Teil 3 Darstellung von Daten für die Notbeleuchtung von Arbeitsstätten
- EN 13098 Arbeitsplatzatmosphäre – Leitlinien für die Messung von Mikroorganismen und Endotoxin in der Luft
- EN 13103 Bahnanwendungen — Radsätze und Drehgestelle — Laufradsatzwellen — Konstruktions- und Berechnungsrichtlinie
- EN 13104 Bahnanwendungen — Radsätze und Drehgestelle — Treibradsatzwellen — Konstruktionsverfahren
- EN 13129 Bahnanwendungen – Luftbehandlung in Schienenfahrzeugen des Fernverkehrs
  - Teil 1 Behaglichkeitsparameter
  - Teil 2 Typprüfungen
- EN 13135 Krane – Ausrüstungen
  - Teil 1 Krane – Sicherheit – Konstruktion – Anforderungen an die Ausrüstungen – Teil 1: Elektrotechnische Ausrüstungen
  - Teil 2 Krane – Ausrüstungen – Teil 2: Nicht-elektrotechnische Ausrüstungen
- EN 13146 Bahnanwendungen — Oberbau — Prüfverfahren für Schienenbefestigungssysteme
  - Teil 1 Ermittlung des Durchschubwiderstandes in Längsrichtung
  - Teil 2 Ermittlung des Verdrehwiderstandes
  - Teil 3 Bestimmung der Dämpfung von Stoßlasten
  - Teil 4 Dauerschwingversuch
  - Teil 5 Bestimmung des elektrischen Widerstands
  - Teil 6 Auswirkung von extremen Umwelteinflüssen
  - Teil 7 Bestimmung der Spannkraft
  - Teil 8 Betriebserprobung
  - Teil 9 Bestimmung der Steifigkeiten
  - Teil 10 Belastungsprüfung für den Auszugswiderstand
- EN 13155 Krane – Lose Lastaufnahmemittel
- EN 13157 Krane – Sicherheit – Handbetriebene Krane
- EN 13162 Wärmedämmstoffe für Gebäude – Werkmäßig hergestellte Produkte aus Mineralwolle (MW)
- EN 13163 Wärmedämmstoffe für Gebäude – Werkmäßig hergestellte Produkte aus expandiertem Polystyrol (EPS)
- EN 13164 Wärmedämmstoffe für Gebäude – Werkmäßig hergestellte Produkte aus extrudiertem Polystyrolschaum (XPS)
- EN 13165 Wärmedämmstoffe für Gebäude – Werkmäßig hergestellte Produkte aus Polyurethan-Hartschaum (PU)
- EN 13166 Wärmedämmstoffe für Gebäude – Werkmäßig hergestellte Produkte aus Phenolharzschaum (PF)
- EN 13167 Wärmedämmstoffe für Gebäude – Werkmäßig hergestellte Produkte aus Schaumglas (CG)
- EN 13168 Wärmedämmstoffe für Gebäude – Werkmäßig hergestellte Produkte aus Holzwolle (WW)
- EN 13169 Wärmedämmstoffe für Gebäude – Werkmäßig hergestellte Produkte aus Blähperlit (EPB)
- EN 13170 Wärmedämmstoffe für Gebäude – Werkmäßig hergestellte Produkte aus expandiertem Kork (ICB)
- EN 13171 Wärmedämmstoffe für Gebäude – Werkmäßig hergestellte Produkte aus Holzfasern (WF)
- EN 13172 Wärmedämmstoffe – Konformitätsbewertung
- EN 13180 Lüftung von Gebäuden – Luftleitungen – Maße und mechanische Anforderungen für flexible Luftleitungen
- EN 13201 Straßenbeleuchtung
  - Teil 1 Auswahl der Beleuchtungsklassen
  - Teil 2 Gütemerkmale
  - Teil 3 Berechnung der Gütemerkmale
  - Teil 3 Berichtigung 1 Berechnung der Gütemerkmale
  - Teil 4 Methoden zur Messung der Gütemerkmale von Straßenbeleuchtungsanlagen
- EN 13231 Bahnanwendungen – Oberbau — Abnahme von Arbeiten
  - Teil 1 Arbeiten im Schotteroberbau — Gleise, Weichen und Kreuzungen
  - Teil 2 Abnahme von reprofilierten Schienen im Gleis, Weichen, Kreuzungen und Schienenauszügen
  - Teil 3 aufgehoben, ersetzt durch EN 13231-2
  - Teil 4 aufgehoben, ersetzt durch EN 13231-2
  - Teil 5 Verfahren zur Reprofilierung von Schienen in Gleisen, Weichen, Kreuzungen und Auszugsvorrichtungen
- EN 13232 Bahnanwendungen — Oberbau — Weichen und Kreuzungen
  - Teil 1 Definitionen
  - Teil 2 Anforderungen an den geometrischen Entwurf
  - Teil 3 Anforderungen an das Zusammenspiel Rad/Schiene
  - Teil 4 Umstellung, Verriegelung und Lageprüfung
  - Teil 5 Zungenvorrichtungen
  - Teil 6 Starre einfache und doppelte Herzstücke
  - Teil 7 Herzstücke mit beweglichen Bauteilen
  - Teil 8 Auszugsvorrichtungen
  - Teil 9 Weichenanlagen
- EN 13260 Bahnanwendungen — Radsätze und Drehgestelle — Radsätze — Produktanforderungen
- EN 13261 Bahnanwendungen — Radsätze und Drehgestelle — Radsatzwellen — Produktanforderungen
- EN 13262 Bahnanwendungen — Radsätze und Drehgestelle — Räder — Produktanforderungen
- EN 13300 Beschichtungsstoffe – Wasserhaltige Beschichtungsstoffe und Beschichtungssysteme für Wände und Decken im Innenbereich
- EN 13306 Begriffe der Instandhaltung
- EN 13348 Kupfer und Kupferlegierungen – Nahtlose Rundrohre aus Kupfer für medizinische Gase oder Vakuum
- EN 13373 Bestimmung geometrischer Merkmale von Gesteinen
- EN 13374 Temporäre Seitenschutzsysteme – Produktfestlegungen, Prüfverfahren
- EN 13384 Abgasanlagen - Wärme- und strömungstechnische Berechnungsverfahren
- EN 13432 Verpackung – Anforderungen an die Verwertung von Verpackungen durch Kompostierung und biologischen Abbau – Prüfschema und Bewertungskriterien für die Einstufung von Verpackungen; vgl. Biologisch abbaubarer Kunststoff, Biologische Abbaubarkeit
- EN 13481 Bahnanwendungen — Oberbau — Leistungsanforderungen für Schienenbefestigungssysteme
  - Teil 1 Definitionen
  - Teil 2 Befestigungssysteme für Betonschwellen
  - Teil 3 Befestigungssysteme für Holzschwellen
  - Teil 4 Befestigungssysteme für Stahlschwellen
  - Teil 5 Befestigungssysteme für feste Fahrbahn mit aufgesetzten oder in Kanälen eingebetteten Schienen
  - Teil 6 existiert nicht
  - Teil 7 Spezielle Befestigungssysteme für Weichen und Kreuzungen sowie Führungsschienen
- EN 13494 Wärmedämmstoffe für das Bauwesen – Bestimmung der Haftzugfestigkeit zwischen Klebemasse, Klebemörtel und Wärmedämmstoff sowie zwischen Unterputz und Wärmedämmstoff
- EN 13496 Wärmedämmstoffe für das Bauwesen – Bestimmung der mechanischen Eigenschaften von Glasfasergewebe
- EN 13497 Wärmedämmstoffe für das Bauwesen – Bestimmung der Schlagfestigkeit von außenseitigen Wärmedämm-Verbundsystemen (WDVS)
- EN 13498 Wärmedämmstoffe für das Bauwesen – Bestimmung des Eindringwiderstandes von außenseitigen Wärmedämm-Verbundsystemen (WDVS)
- EN 13499 Wärmedämmstoffe für Gebäude – Außenseitige Wärmedämm-Verbundsysteme (WDVS) aus expandiertem Polystyrol – Spezifikationen
- EN 13500 Wärmedämmstoffe für Gebäude – Außenseitige Wärmedämm-Verbundsysteme (WDVS) aus Mineralwolle – Spezifikationen
- EN 13501 Klassifizierung von Bauprodukten und Bauarten zu ihrem Brandverhalten
  - Teil 1 Klassifizierung mit den Ergebnissen aus den Prüfungen zum Brandverhalten von Bauprodukten
  - Teil 2 Klassifizierung mit den Ergebnissen aus den Feuerwiderstandsprüfungen, mit Ausnahme von Lüftungsanlagen
  - Teil 3 Klassifizierung mit den Ergebnissen aus den Feuerwiderstandsprüfungen an Bauteilen von haustechnischen Anlagen: Feuerwiderstandsfähige Leitungen und Brandschutzklappen
  - Teil 4 Klassifizierung mit den Ergebnissen aus den Feuerwiderstandsprüfungen von Anlagen zur Rauchfreihaltung
  - Teil 5 Klassifizierung mit den Ergebnissen aus Prüfungen von Bedachungen bei Beanspruchung durch Feuer von außen
  - Teil 6 Klassifizierung mit den Ergebnissen aus den Prüfungen zum Brandverhalten von elektrischen Kabeln
- EN 13523 Bandbeschichtete Metalle – Prüfverfahren
  - Teil 0 Allgemeine Einleitung und Liste der Prüfverfahren
  - Teil 1 Schichtdicke
  - Teil 2 Glanz
  - Teil 3 Farbabstand
  - Teil 4 Bleistifthärte
  - Teil 5 Widerstandsfähigkeit gegen schnelle Verformung (Schlagprüfung)
  - Teil 6 Haftfestigkeit nach Eindrücken (Tiefungsprüfung)
  - Teil 7 Widerstandsfähigkeit gegen Rissbildung beim Biegen (T-Biegeprüfung)
  - Teil 8 Beständigkeit gegen Salzsprühnebel
  - Teil 9 Beständigkeit gegen Eintauchen in Wasser
  - Teil 10 Beständigkeit gegen fluoreszierende UV-Strahlung und Kondensation von Wasser
  - Teil 11 Beständigkeit gegen Lösemittel (Reibtest)
  - Teil 12 Widerstand gegen Ritzen
  - Teil 13 Beständigkeit gegen beschleunigte Alterung durch Wärmeeinwirkung
  - Teil 14 Kreiden (Verfahren nach Helmen)
  - Teil 15 Metamerie
  - Teil 16 Widerstandsfähigkeit gegen Abrieb
  - Teil 17 Haftfestigkeit von abziehbaren Folien
  - Teil 18 Beständigkeit gegen Fleckenbildung
  - Teil 19 Probenplatten und Verfahren zur Freibewitterung
  - Teil 20 Haftfestigkeit von Schaum
  - Teil 21 Bewertung von freibewitterten Probenplatten
  - Teil 22 Farbabstand; Visueller Vergleich
  - Teil 23 Beständigkeit der Farbe in feuchten, Schwefeldioxid enthaltenden Atmosphären
  - Teil 24 Block- und Stapelfestigkeit
  - Teil 25 Beständigkeit gegen Feuchte
  - Teil 26 Beständigkeit gegen Kondenswasser
  - Teil 27 Beständigkeit gegen feuchte Verpackung (Kataplasma-Test)
  - Teil 29 Beständigkeit gegen Verschmutzung
- EN 13537 Anforderungen an Schlafsäcke
- EN 13557 Krane – Stellteile und Steuerstände
- EN 13586 Krane – Zugang
- EN 13611 Sicherheits- und Regeleinrichtungen für Brenner und Brennstoffgeräte für gasförmige und/oder flüssige Brennstoffe – Allgemeine Anforderungen
- EN 13674 Bahnanwendungen — Oberbau — Schienen
  - Teil 1 Vignolschienen ab 46 kg/m
  - Teil 2 Schienen für Weichen und Kreuzungen, die in Verbindung mit Vignolschienen ab 46 kg/m verwendet werden
  - Teil 3 Radlenkerschienen
  - Teil 4 Vignolschienen mit einer längenbezogenen Masse zwischen 27 kg/m und unter 46 kg/m
- EN 13706 Spezifikationen für pultrudierte Profile
  - Teil 1 Bezeichnung
  - Teil 2 Prüfverfahren und allgemeine Anforderungen
  - Teil 3 Besondere Anforderungen
- EN 13715 Bahnanwendungen — Radsätze und Drehgestelle — Räder — Radprofile
- EN 13725 Luftbeschaffenheit – Bestimmung der Geruchsstoffkonzentration mit dynamischer Olfaktometrie
- EN 13749 Bahnanwendungen — Radsätze und Drehgestelle — Festlegungsverfahren für Festigkeitsanforderungen an Drehgestellrahmen
- EN 13755 Wasseraufnahme unter atmosphärischem Druck
- EN 13779 Lüftung von Nichtwohngebäuden – Allgemeine Grundlagen und Anforderungen für Lüftungs- und Klimaanlagen und Raumkühlsysteme
- EN 13795 Operationskleidung und -abdecktücher - Anforderungen und Prüfverfahren
  - Teil 1 Operationsabdecktücher und -mäntel
  - Teil 2 Rein-Luft-Kleidung
- EN 13803 Bahnanwendungen - Oberbau - Trassierungsparameter - Spurweiten 1435 mm und größer
- EN 13816 Öffentlicher Personenverkehr; Definition, Festlegung von Leistungszielen und Messung der Servicequalität
- EN 13830 Vorhangfassaden – Produktnorm
- EN 13848 Bahnanwendungen - Oberbau - Gleislagequalität
  - Teil 1 Beschreibung der Gleisgeometrie
  - Teil 2 Messsysteme — Gleismessfahrzeuge
  - Teil 3 Messsysteme — Gleisbau- und Instandhaltungsmaschinen
  - Teil 4 Messsysteme — Handgeführte und leichte Vorrichtungen
  - Teil 5 Geometrische Qualitätsstufen — Gleise, Weichen und Kreuzungen
  - Teil 6 Charakterisierung der geometrischen Gleislagequalität
- EN 13852 Krane – Offshore-Krane
  - Teil 1 Offshore-Krane für allgemeine Verwendung
  - Teil 2 Schwimmende Krane
- EN 13859 Abdichtungsbahnen – Definitionen und Eigenschaften von Unterdeck- und Unterspannbahnen
  - Teil 1 Unterdeck- und Unterspannbahnen für Dachdeckungen
  - Teil 2 Unterdeck- und Unterspannbahnen für Wände
- EN 13861 Sicherheit von Maschinen - Leitfaden für die Anwendung von Ergonomie-Normen bei der Gestaltung von Maschinen
- EN 13914 Planung, Zubereitung und Ausführung von Außen- und Innenputzen
  - Teil 1 Außenputze
  - Teil 2 Innenputze
- EN 13979 Bahnanwendungen — Radsätze und Drehgestelle — Vollräder — Technische Zulassungsverfahren
  - Teil 1 Geschmiedete und gewalzte Räder
- EN 14033 Bahnanwendungen — Oberbau — Schienengebundene Bau- und Instandhaltungsmaschinen
  - Teil 1 Technische Anforderungen an das Fahren
  - Teil 2 Technische Anforderungen an die Versetzfahrt und die Arbeitsstellung
  - Teil 3 Allgemeine Sicherheitsanforderungen
- EN 14043 automatische Drehleitern (Feuerwehr)
- EN 14044 sequentielle Drehleitern / Hubarbeitsbühnen (HAB)
- EN 14067 Bahnanwendungen — Aerodynamik
  - Teil 1 Formelzeichen und Einheiten
  - Teil 3 Aerodynamik im Tunnel
  - Teil 4 Anforderungen und Prüfverfahren für Aerodynamik auf offener Strecke
  - Teil 5 Anforderungen und Prüfverfahren für Aerodynamik im Tunnel
  - Teil 6 Anforderungen und Prüfverfahren zur Bewertung von Seitenwind
- EN 14073 Büromöbel, Büroschränke
  - Teil 2 Sicherheitstechnische Anforderungen
  - Teil 3 Prüfverfahren zur Bestimmung der Standsicherheit und der Festigkeit der Konstruktion
- EN 14079 Nichtaktive Medizinprodukte – Leistungsanforderungen und Prüfverfahren für Verbandmull aus Baumwolle und Verbandmull aus Baumwolle und Viskose
- EN 14126 Schutzkleidung - Leistungsanforderungen und Prüfverfahren für Schutzkleidung gegen Infektionserreger
- EN 14142 Postalische Dienstleistungen
  - Teil 1 Bestandteile der postalischen Anschrift
  - Teil 2 Landesspezifische Vorlagen
- EN 14153 Ausbildung von Freizeit-Gerätetauchern
  - Teil 1 Beaufsichtigter Taucher
  - Teil 2 Selbständiger Taucher
  - Teil 3 Tauchgruppenleiter
- EN 14175 Abzüge
  - Teil 1 Begriffe
  - Teil 2 Anforderungen an Sicherheit und Leistungsvermögen
  - Teil 3 Baumusterprüfverfahren
  - Teil 4 Vor-Ort-Prüfverfahren
  - Teil 5 Empfehlungen für Installation und Wartung (Englische Fassung)
  - Teil 6 Abzüge mit variablem Luftstrom
  - Teil 7 Abzüge für hohe thermische und Säurelasten (Abrauchabzüge)
- EN 14198, Bahnanwendungen — Bremsen — Anforderungen für die Bremsausrüstung lokbespannter Züge
- EN 14214 Kraftstoffe für Kraftfahrzeuge – Fettsäure-Methylester (FAME) für Dieselmotoren – Anforderungen und Prüfverfahren (Biodiesel)
- EN 14238 Krane – Handgeführte Manipulatoren
- EN 14241 Abgasanlagen – Werkstoffanforderungen und Prüfungen für elastomere Dichtungen und Dichtwerkstoffe
- EN 14363 Bahnanwendungen — Versuche und Simulationen für die Zulassung der fahrtechnischen Eigenschaften von Eisenbahnfahrzeugen — Fahrverhalten und stationäre Versuche
- EN 14411 Keramische Fliesen und Platten – Begriffe, Klassifizierung, Gütemerkmale und Kennzeichnung
- EN 14413 Dienstleistungen des Freizeittauchens – Sicherheitsrelevante Mindestanforderungen an die Ausbildung von Tauchausbildern
  - Teil 1 Ausbildungsstufe 1
  - Teil 2 Ausbildungsstufe 2
- EN 14439 Krane – Sicherheit – Turmdrehkrane
- EN 14467 Dienstleistungen des Freizeittauchens – Anforderungen an Dienstleister des Freizeit-Gerätetauchens
- EN 14468 Tischtennis
  - Teil 1 Tischtennistische, funktionelle und sicherheitstechnische Anforderungen, Prüfverfahren
  - Teil 2 Pfosten von Netzgarnituren – Anforderungen und Prüfverfahren
- EN 14470 Feuerwiderstandsfähige Lagerschränke
  - Teil 1 Sicherheitsschränke für brennbare Flüssigkeiten
  - Teil 2 Sicherheitsschränke für Druckgasflaschen
- EN 14492 Krane – Kraftgetriebene Winden und Hubwerke
  - Teil 1 Kraftgetriebene Winden
  - Teil 2 Kraftgetriebene Hubwerke
- EN 14502 Krane – Einrichtungen zum Heben von Personen
  - Teil 1 Hängende Personenaufnahmemittel
  - Teil 2 Höhenverstellbare Steuerstände
- EN 14530 Kunststoffe – Rieselfähige ungesättigte Polyester-Formmassen (UP-PMC)
  - Teil 1 Bezeichnungssystem und Basis für Spezifikationen
  - Teil 2 Herstellung von Probekörpern und Bestimmung von Eigenschaften
  - Teil 3 Anforderungen an ausgewählte Formmassen
- EN 14531 Bahnanwendungen — Verfahren zur Berechnung der Anhalte- und Verzögerungsbremswege und der Feststellbremsung
  - Teil 1 Allgemeine Algorithmen für Einzelfahrzeuge und Fahrzeugverbände unter Berücksichtigung von Durchschnittswerten
  - Teil 2 Schrittweise Berechnungen für Zugverbände oder Einzelfahrzeuge
- EN 14535 Bahnanwendungen — Bremsscheiben für Schienenfahrzeuge
  - Teil 1 Wellenbremsscheiben, aufgepresst oder geschrumpft, Abmessungen und Qualitätsanforderungen
  - Teil 2 Bremsscheiben, die an einem Radreifen befestigt werden, Abmessungen und Qualitätsanforderungen
- EN 14583 Arbeitsplatzatmosphäre – Volumetrische Probenahmeeinrichtungen für Bioaerosole – Anforderungen und Prüfverfahren
- EN 14592 Holzbauwerke - Stiftförmige Verbindungsmittel - Anforderungen
- EN 14597 Temperaturregeleinrichtungen und Temperaturbegrenzer für wärmeerzeugende Anlagen
- EN 14601 Bahnanwendungen — Gerade und abgewinkelte Luftabsperrhähne für die Hauptluftleitung und die Hauptbehälterleitung
- EN 14604 Rauchwarnmelder
- EN 14605 Schutzkleidung gegen flüssige Chemikalien – Leistungsanforderungen an Chemikalienschutzanzüge mit flüssigkeitsdichten (Typ 3) oder spraydichten (Typ 4) Verbindungen zwischen den Teilen der Kleidung, einschließlich der Kleidungsstücke, die nur einen Schutz für Teile des Körpers gewähren (Typen PB [3] und PB [4])
- EN 14634 Verpackungen aus Glas – Kronenmundstück 26 H 180 – Maße
- EN 14635 Verpackungen aus Glas – Kronenmundstück 26 H 126 – Maße
- EN 14647 Tonerdezement - Zusammensetzung, Anforderungen und Konformitätskriterien
- EN 14683 Medizinische Gesichtsmasken - Anforderungen und Prüfverfahren
- EN 14719 Faserstoff, Papier und Karton – Bestimmung des Gehaltes an Diisopropylnaphthalin (DIPN) mittels Lösemittelextraktion
- EN 14750 Bahnanwendungen – Luftbehandlung in Schienenfahrzeugen innerstädtischen und regionalen Nahverkehrs
  - Teil 1 Behaglichkeitsparameter
  - Teil 2 Typprüfungen
- EN 14798 Verpackungen aus Glas – Manueller Kronenkorköffner – Maße
- EN 14877 Kunststoffflächen auf Sportanlagen im Freien – Anforderungen
- EN 14887 Verpackungen aus Glas – Korkenzieher – Allgemeine Anforderungen
- EN 14985 Krane – Ausleger-Drehkrane
- EN 15016 Bahnanwendungen — Technische Dokumente
  - Teil 1: Allgemeine Grundsätze
  - Teil 2: Stücklisten
  - Teil 3: Behandlung von Änderungen technischer Dokumente
  - Teil 4: Datenaustausch
- EN 15038 Übersetzungs-Dienstleistungen – Dienstleistungsanforderungen
- EN 15051 Exposition am Arbeitsplatz - Messung des Staubungsverhaltens von Schüttgütern
  - Teil 1 Anforderungen und Auswahl der Prüfverfahren
  - Teil 2 Verfahren mit rotierender Trommel
  - Teil 3 Verfahren mit kontinuierlichem Fall
- EN 15052 Elastische, textile Bodenbeläge und Laminatböden – Bewertung und Anforderungen an Emissionen von flüchtigen organischen Verbindungen (VOC) (z. Z. Entwurf)
- EN 15056 Krane – Anforderungen an Spreader zum Umschlag von Containern
- EN 15085 Schweisstechnik im Schienenfahrzeugbau
- EN 15090 Schuhe für die Feuerwehr
- EN 15152 Bahnanwendungen — Frontscheiben von Führerräumen
- EN 15153 Bahnanwendungen — Äußere optische und akustische Warneinrichtungen
  - Teil 1 Leuchten für Fernlichter, Spitzensignale und Schlusssignale für Vollbahnen
  - Teil 2 Signalhörner für Vollbahnen
  - Teil 3 Optische Warneinrichtungen für städtische Schienenbahnen
  - Teil 4 Signalhörner für städtische Schienenbahnen
- EN 15179 Bahnanwendungen — Bremsen — Anforderungen Reisezugwagen
- EN 15193 Energetische Bewertung von Gebäuden – Energetische Anforderungen an die Beleuchtung
- EN 15220 Bahnanwendungen — Bremsanzeigevorrichtungen
- EN 15224 Dienstleistungen in der Gesundheitsversorgung – Qualitätsmanagementsysteme – Anforderungen nach EN ISO 9001:2008
- EN 15227 Bahnanwendungen – Anforderungen an die Kollisionssicherheit von Schienenfahrzeugkästen
- EN 15241 Lüftung von Gebäuden – Berechnungsverfahren für den Energieverlust aufgrund der Lüftung und Infiltration in Gebäuden
- EN 15242 Lüftung von Gebäuden – Berechnungsverfahren zur Bestimmung der Luftvolumenströme in Gebäuden einschließlich Infiltration
- EN 15251 Eingangsparameter für das Raumklima zur Auslegung und Bewertung der Energieeffizienz von Gebäuden – Raumluftqualität, Temperatur, Licht und Akustik
- EN 15273 Bahnanwendungen — Begrenzungslinien
  - Teil 1 Allgemeines — Gemeinsame Vorschriften für Infrastruktur und Fahrzeuge
  - Teil 2 Fahrzeugbegrenzungslinien
- EN 15313 Bahnanwendungen — Radsätze und Drehgestelle — Radsatzinstandhaltung
- EN 15329 Bahnanwendungen — Bremsen — Bremsklotzschuh und Federriegel für Schienenfahrzeuge
- EN 15330 Sportböden – Überwiegend für den Außenbereich hergestellte Kunststoffrasenflächen und Nadelfilze
- EN 15355 Bahnanwendungen — Bremse — Steuerventile und Bremsabsperreinrichtungen
- EN 15376 Kraftstoffe für Kraftfahrzeuge – Ethanol zur Verwendung als Blendkomponente in Ottokraftstoff – Anforderungen und Prüfverfahren
- EN 15380 Bahnanwendungen — Kennzeichnungssystematik für Schienenfahrzeuge
  - Teil 1: Grundlagen
  - Teil 2: Produktgruppen
  - Teil 3: Kennzeichnung von Aufstellungs- und Einbauorten
  - Teil 4: Funktionsgruppen
  - Teil 5: Systemstruktur
- EN 15423 Lüftung von Gebäuden – Brandschutz von Lüftungsanlagen in Gebäuden
- EN 15427 Bahnanwendungen — Reibungsmanagement zwischen Rad und Schiene
  - Teil 1-1: Vorrichtungen und Anwendung — Spurkranzschmierstoffe
  - Teil 1-2: Vorrichtungen und Anwendung — Kraftschlussmodifikatoren
  - Teil 1-3: Vorrichtungen und Anwendung — Kraftschlusserhöhende Materialien
  - Teil 2-1: Eigenschaften und Merkmale — Spurkranzschmierstoffe
  - Teil 2-2: Eigenschaften und Merkmale — Kraftschlussmodifikatoren
  - Teil 2-3: Eigenschaften und Merkmale — Kraftschlusserhöhende Materialien
- EN 15437 Bahnanwendungen — Zustandsüberwachung von Radsatzlagern - Schnittstellen und Gestaltungsanforderungen
  - Teil 1 Heißläuferortungsanlagen und Radsatzlagergehäusegestaltung
- EN 15461 Bahnanwendungen - Schallemission - Charakterisierung der dynamischen Eigenschaften von Gleisabschnitten für Vorbeifahrtgeräuschmessungen
- EN 15528 Bahnanwendungen — Streckenklassen zur Behandlung der Schnittstelle zwischen Lastgrenzen der Fahrzeuge und Infrastruktur
- EN 15543 Verpackungen aus Glas – Flaschenverschlüsse – Schraubmundstücke für Flaschen für nicht kohlensäurehaltige Flüssigkeiten
- EN 15551 Bahnanwendungen — Schienenfahrzeuge — Puffer
- EN 15565 Tourismus-Dienstleistungen - Anforderungen an Ausbildungsdienstleistungen und Qualifikationsprogramme von Gäste-/Fremdenführern
- EN 15566 Bahnanwendungen — Schienenfahrzeuge — Zugeinrichtung und Schraubenkupplung
- EN 15595 Bahnanwendungen — Bremse — Gleitschutz
- EN 15610 Bahnanwendungen - Akustik - Messung der Schienen- und Radrauheit im Hinblick auf die Entstehung von Rollgeräuschen
- EN 15611 Bahnanwendungen — Bremse — Relaisventile
- EN 15612 Bahnanwendungen — Bremse — Schnellbremsbeschleunigungsventil
- EN 15624 Bahnanwendungen — Bremse — Leer-beladen-Umstelleinrichtungen
- EN 15625 Bahnanwendungen — Bremse — Automatisch kontinuierlich wirkende Lasterfassungseinrichtungen
- EN 15635 Ortsfeste Regalsysteme aus Stahl – Anwendung und Wartung von Lagereinrichtungen
- EN 15663 Bahnanwendungen — Definition der Fahrzeugreferenzmassen
- EN 15746 Bahnanwendungen — Oberbau — Zwei-Wege-Maschinen und zugehörige Ausstattung
  - Teil 1: Technische Anforderungen an das Fahren und den Arbeitseinsatz
  - Teil 2: Allgemeine Sicherheitsanforderungen
- EN 15800 Zylindrische Schraubenfedern aus runden Drähten – Gütevorschriften für kaltgeformte Druckfedern
- EN 15807 Bahnanwendungen — Bremskupplungen
- EN 15827 Bahnanwendungen — Anforderungen für Drehgestelle und Fahrwerke
- EN 15839 Bahnanwendungen — Prüfung für die fahrtechnische Zulassung von Eisenbahnfahrzeugen - Güterwagen — Prüfung der Fahrsicherheit unter Längsdruckkräften
- EN 15877 Bahnanwendungen - Kennzeichnung von Schienenfahrzeugen
  - Teil 1 Güterwagen
  - Teil 2 Außenanschriften an Personenfahrzeugen, Triebfahrzeugeinheiten, Lokomotiven, und Gleisbaumaschinen
- EN 15883 Reinigungs-Desinfektionsgeräte
  - Teil 1 Allgemeine Anforderungen, Begriffe und Prüfverfahren
  - Teil 2 Anforderungen und Prüfverfahren von Reinigungs-Desinfektionsgeräten mit thermischer Desinfektion für chirurgische Instrumente, Anästhesiegeräte, Gefäße, Utensilien, Glasgeräte usw.
  - Teil 3 Anforderungen an und Prüfverfahren für Reinigungs-Desinfektionsgeräte mit thermischer Desinfektion für Behälter für menschliche Ausscheidungen
  - Teil 4 Anforderungen und Prüfverfahren für Reinigungs-Desinfektionsgeräte mit chemischer Desinfektion für thermolabile Endoskope
  - Teil 5 Prüfanschmutzungen und -verfahren zum Nachweis der Reinigungswirkung (ISO/TS 15883-5:2005); Deutsche Fassung CEN ISO/TS 15883-5:2005
  - Teil 6 Anforderungen und Prüfverfahren für Reinigungs-Desinfektionsgeräte mit thermischer Desinfektion für nicht invasive, nicht kritische Medizinprodukte und Zubehör im Gesundheitswesen
- EN 15892 Bahnanwendungen – Geräuschemission – Geräuschmessung im Führerraum
- EN 15954 Bahnanwendungen - Oberbau - Anhänger und zugehörige Ausstattung
  - Teil 1: Technische Anforderungen an das Fahren und den Arbeitseinsatz
  - Teil 2: Allgemeine Sicherheitsanforderungen
- EN 15955 Bahnanwendungen - Oberbau - Ausgleisbare Maschinen und zugehörige Ausstattung
  - Teil 1: Technische Anforderungen an das Fahren und den Arbeitseinsatz
  - Teil 2: Allgemeine Sicherheitsanforderungen
- EN 16001 Energiemanagementsysteme – Anforderungen mit Anleitung zur Anwendung
- EN 16063 Verpackung – Kunststoffbehältnisse – Bezeichnung von Kunststoffverschlussmundstücken
- EN 16064 Verpackung – Kunststoffbehältnisse – PET-Verschlussmundstück 30/25 H (18,5)
- EN 16065 Verpackung – Kunststoffbehältnisse – PET-Verschlussmundstück 30/25 L (16,8)
- EN 16066 Verpackung – Kunststoffbehältnisse – PET-Verschlussmundstück 26,7 (Gewindesteigung 6,35)
- EN 16067 Verpackung – Kunststoffbehältnisse – PET-Verschlussmundstück 26,7 (Gewindesteigung 9,00)
- EN 16068 Verpackung – Kunststoffbehältnisse – PET-Verschlussmundstück 38
- EN 16094 Laminatböden – Prüfverfahren zur Bestimmung der Mikrokratzbeständigkeit
- EN 16116 Bahnanwendungen — Konstruktionsanforderungen an Tritte, Handgriffe und zugehörige Zugänge für das Personal
  - Teil 1 Personenfahrzeuge, Gepäckwagen und Lokomotiven
  - Teil 2 Güterwagen
- EN 16205 Messung von Gehschall auf Fußböden im Prüfstand
- EN 16207, Bahnanwendungen — Bremse — Anforderungen an Funktion und Leistungsfähigkeit von Magnetschienenbremssystemen für Schienenfahrzeuge
- EN 16247 Energieaudits
  - Teil 1 Allgemeine Anforderungen
  - Teil 2 Gebäude
  - Teil 3 Prozesse
  - Teil 4 Transport
  - Teil 5 Kompetenz von Energieauditoren
- EN 16272 Bahnanwendungen — Oberbau — Lärmschutzwände und verwandte Vorrichtungen zur Beeinflussung der Luftschallausbreitung — Prüfverfahren zur Bestimmung der akustischen Eigenschaften
  - Teil 1 Produktspezifische Merkmale — Schallabsorption (Labormethode) bei diffusen Schallfeldern
  - Teil 2 Produktspezifische Merkmale — Luftschalldämmung (Labormethode) bei diffusen Schallfeldern
  - Teil 3-1 Standardisiertes Schienenverkehrslärmspektrum und Einzahl-Angaben für diffuse Schallfelder
  - Teil 3-2 Standardisiertes Schienenverkehrslärmspektrum und Einzahl-Angaben für gerichtete Schallfelder
  - Teil 4 Produktspezifische Merkmale — In-situ-Werte zur Schallbeugung in gerichteten Schallfeldern
  - Teil 5 Produktspezifische Merkmale — In-situ-Werte zur Schallreflexion in gerichteten Schallfeldern
  - Teil 6 Produktspezifische Merkmale — In-situ-Werte zur Luftschalldämmung in gerichteten Schallfeldern
  - Teil 7 Fremdspezifische Merkmale — In-situ-Werte zur Einfügedämpfung
- EN 16273 Bahnanwendungen - Oberbau - Geschmiedete Schienenübergänge
- EN 16287 Verpackungen aus Glas – Schraubmundstücke für Flaschen mit Innendruck – MCA 1-Mundstück
- EN 16288 Verpackungen aus Glas – Schraubmundstücke für Flaschen mit Innendruck – MCA 3-Mundstück
- EN 16289 Verpackungen aus Glas – Schraubmundstücke für Flaschen mit Innendruck – MCA 7,5 RF-Mundstück
- EN 16290 Verpackungen aus Glas – Schraubmundstücke für Flaschen mit Innendruck – MCA 7,5 R-Mundstück
- EN 16291 Verpackungen aus Glas – Schraubmundstücke für Flaschen mit Innendruck
  - Teil 1 Mehrweg-MCA 2-Mundstück
  - Teil 2 Einweg-MCA 2-Mundstück
- EN 16292 Verpackungen aus Glas – Schraubmundstücke – Abgeflachte Gewinde
- EN 16293 Verpackung – Verpackungen aus Glas – Tiefe BVS-Mundstücke für stille Weine
- EN 16334 Bahnanwendungen - Fahrgastalarmsystem
  - Teil 1: Systemanforderungen für Vollbahnen
- EN 16341 Auswahl von Normen und anderen normartigen Dokumenten für wehrtechnische Produkte und Dienstleistungen - Rangfolge
- EN 16352 Logistik – Spezifikationen für die Berichterstattung von Straftaten
- EN 16404 Bahnanwendungen — Anforderungen für das Aufgleisen und Bergen von Schienenfahrzeugen
- EN 16432 Bahnanwendungen — Feste Fahrbahn-Systeme
  - Teil 1 Allgemeine Anforderungen
  - Teil 2 Systementwurf, Teilsysteme und Komponenten
  - Teil 3 Abnahme
- EN 16725 Bahnanwendungen - Oberbau - Instandsetzung und Reparatur von Herzstücken aus Manganhartstahlguss
- EN 16729 Bahnanwendungen — Infrastruktur — Zerstörungsfreie Prüfung im Gleis
  - Teil 1 Anforderungen an Ultraschallprüfungen und Bewertungsgrundlagen
  - Teil 2 Wirbelstromprüfung an Schienen im Gleis
  - Teil 3 Anforderungen zur Identifizierung von inneren Fehlern und Schienenoberflächenfehlern
  - Teil 4 Qualifizierung von Personal für die zerstörungsfreie Prüfung an Gleisen
  - Teil 5 Zerstörungsfreie Prüfung an Schweissungen im Gleis
- EN 16730 Bahnanwendungen - Oberbau - Gleis- und Weichenschwellen aus Beton mit Schwellensohlen
- EN 16776 Elastische Bodenbeläge – Heterogene Polyurethan-Bodenbeläge – Spezifikation
- EN 16839 Bahnanwendungen - Schienenfahrzeuge - Anordnung der Bauteile am Kopfstück
- EN 16860 Bahnanwendungen - Anforderungen und Grundsätze für die Ladegutsicherung für Güterwagen
- EN 17018 Bahnanwendungen - Instandhaltung von Eisenbahnfahrzeugen - Begriffe und Definitionen (dreisprachige Fassung)
- EN 17065 Bahnanwendungen - Bremsen - Prüfverfahren für Reisezugwagen
- EN 17066 Wärmegedämmte Transportmittel für temperaturempfindliche Produkte - Anforderungen und Prüfung
  - Teil 1: Container
  - Teil 2: Einrichtungen
- EN 17067 Forstmaschinen - Sicherheitsanforderungen für Funkfernsteuerungen
- EN 17069 Bahnanwendungen - Systeme und Verfahren zur Umspurung
  - Teil 1: Automatische Umspursysteme
- EN 17095 Bahnanwendungen - Instandhaltung von Eisenbahnfahrzeugen - Instandhaltungsaufzeichnungen
- EN 17282 Bahnanwendungen - Infrastruktur - Unterschottermatten
- EN 17285 Bahnanwendungen - Akustik - Messung akustischer Türsignale
- EN 17343 Bahnanwendungen - Allgemeine Begriffe
- EN 17397 Bahnanwendungen - Schienenfehler
  - Teil 1 Handhabung von Schienenfehlern
- EN 17460 Bahnanwendungen - Kleben von Schienenfahrzeugen und deren Komponenten
- EN 17495 Bahnanwendungen - Akustik - Bestimmung der dynamischen Steifigkeit von elastischen Komponenten im Oberbau in Bezug auf Schall und Schwingungen: Zwischenlagen und Schienenbefestigungssysteme
- EN 17530 Bahnanwendungen - Innenverglasung für Schienenfahrzeuge
- EN 17682 Bahnanwendungen - Infrastruktur - Elastisches Element für Masse-Feder-Systeme
- EN 17863 Bahnanwendungen - Versorgungsdienste - Hygieneanforderungen des Personenverkehrs

## EN 20000–29999, von der ISO übernommene Dokumente
- EN 22553 Symbolische Darstellung von Schweiß- und Lötnähten
- EN 27888 Wasserbeschaffenheit; Bestimmung der elektrischen Leitfähigkeit
- EN 28601 Datumsformate, ersetzt durch ISO 8601
- EN 28676 Sechskantschrauben mit Gewinde bis Kopf; Feingewinde M 8 × 1 bis M 52 × 3 (Produktklassen A und B), März 2001 ersetzt durch EN ISO 8676
- EN 29692 Schweißnahtvorbereitung

## EN 40000–49999, IT Standards
- EN 45020 Normung und damit zusammenhängende Tätigkeiten – Allgemeine Begriffe (ISO/IEC Guide 2:2004)
- EN 45545 Bahnanwendungen — Brandschutz in Schienenfahrzeugen
  - Teil 1 Allgemeine Regeln
  - Teil 2 Anforderungen an das Brandverhalten von Materialien und Komponenten

## EN 50000–59999, CENELEC Normen
- EN 50005 Industrielle Niederspannungs-Schaltgeräte; Anschlussbezeichnungen und Kennzahlen, Allgemeine Regeln
- EN 50020 Elektrische Betriebsmittel für explosionsgefährdete Bereiche – Eigensicherheit „i“; August 2007 ersetzt durch EN 60079-11
- EN 50090 Elektrische Systemtechnik für Heim und Gebäude (ESHG)
  - Teil 2 Systemübersicht
    - Teil 2-1 Architektur
    - Teil 2-2 (VDE 0829-2-2) Allgemeine technische Anforderungen
    - Teil 2-3 (VDE 0829-2-3) Anforderungen an die funktionale Sicherheit für Produkte, die für den Einbau in ESHG vorgesehen sind

  - Teil 3 Anwendungsaspekte
    - Teil 3-1 Einführung in die Anwendungsstruktur
    - Teil 3-2 Anwendungsprozess ESHG Klasse 1
    - Teil 3-3 ESHG-Interworking-Modell und übliche ESHG-Datenformate

  - Teil 4 Medienunabhängige Schicht
    - Teil 4-1 Anwendungsschicht für ESHG Klasse 1
    - Teil 4-2 Transportschicht, Vermittlungsschicht und allgemeine Teile der Sicherungsschicht für ESHG Klasse 1
    - Teil 4-3 Kommunikation über IP (EN 13321-2)

  - Teil 5 Medien und medienabhängige Schichten
    - Teil 5-1 Signalübertragung auf elektrischen Niederspannungsnetzen für ESHG Klasse 1
    - Teil 5-2 Netzwerk basierend auf ESHG Klasse 1, Zweidrahtleitungen (Twisted Pair)
    - Teil 5-3 Signalübertragung über Funk

  - Teil 7-1 Systemmanagement – Managementverfahren
  - Teil 8 Konformitätsbeurteilung von Produkten
  - Teil 9-1 Installationsanforderungen – Verkabelung von Zweidrahtleitungen ESHG Klasse 1
- EN 50102 (EN 62262, VDE 0470-100) Schutzarten durch Gehäuse für elektrische Betriebsmittel (Ausrüstung) gegen äußere mechanische Beanspruchungen (IK-Code)
- EN 50107 Leuchtröhrengeräte und Leuchtröhrenanlagen mit einer Leerlaufspannung über 1 kV, aber nicht über 10 kV
  - Teil 1 Allgemeine Anforderungen
  - Teil 2 Anforderungen an Erdschluss-Schutzeinrichtungen und Leerlauf-Schutzeinrichtungen
- EN 50110 (VDE 0105) Betrieb von elektrischen Anlagen
  - Teil 1 (VDE 0105-1)
  - Teil 2 (VDE 0105-2) (nationale Anhänge)
- EN 50117 Koaxialkabel
  - Teil 1 (VDE 0887-1) Fachgrundspezifikation
  - Teil 2 Rahmenspezifikation für Kabel für Kabelverteilanlagen
    - Teil 2-1 (VDE 0887-2-1) Hausinstallationskabel im Bereich von 5 MHz – 1000 MHz
    - Teil 2-2 (VDE 0887-2-2) Außenkabel im Bereich von 5 MHz – 1000 MHz
    - Teil 2-3 (VDE 0887-2-3) Verteiler und Linienkabel für Systeme im Bereich von 5 MHz – 1000 MHz
    - Teil 2-4 (VDE 0887-2-4) Hausinstallationskabel im Bereich von 5 MHz – 3000 MHz
    - Teil 2-5 (VDE 0887-2-5) Außenkabel im Bereich von 5 MHz – 3000 MHz

  - Teil 3 (VDE 0887-3) Rahmenspezifikation für Hausanschlusskabel
    - Teil 3-1 (VDE 0887-3-1) Rahmenspezifikation für Kabel für Anwendungen in der Telekommunikation; Miniaturkabel für digitale Kommunikationssysteme

  - Teil 4 (VDE 0887-4) Rahmenspezifikation für Verteiler- und Linienkabel
  - Teil 4-1 (VDE 0887-4-1) Rahmenspezifikation für Kabel RuK-Verkabelung nach EN 50173 – Hausinstallationskabel im Bereich von 5 MHz bis 3000 MHz
  - Teil 5 (VDE 0887-5) Rahmenspezifikation für Hausinstallationskabel für Anlagen für Frequenzen von 5 MHz bis 2150 MHz
  - Teil 6 (VDE 0887-6) Rahmenspezifikation für Hausanschlusskabel für Anlagen für Frequenzen von 5 MHz bis 2150 MHz
- EN 50121 Bahnanwendungen – Elektromagnetische Verträglichkeit
  - Teil 1 (VDE 0115-121-1) Allgemeines
  - Teil 2 (VDE 0115-121-2) Störaussendungen des gesamten Bahnsystems in die Außenwelt
  - Teil 3-1 (VDE 0115-121-3-1) Bahnfahrzeuge – Zug und gesamtes Fahrzeug
  - Teil 3-2 (VDE 0115-121-3-2) Bahnfahrzeuge – Geräte
  - Teil 4 (VDE 0115-121-4) Störaussendungen und Störfestigkeit von Signal- und Telekommunikationseinrichtungen
- EN 50125 Bahnanwendungen – Umweltbedingungen für Betriebsmittel
  - Teil 1 (VDE 0115-108-1) Betriebsmittel auf Bahnfahrzeugen
  - Teil 2 (VDE 0115-108-2) Ortsfeste elektrische Anlagen
  - Teil 3 (VDE 0115-108-3) Umweltbedingungen für Signal- und Telekommunikationseinrichtungen
- EN 50126 Bahnanwendungen – Spezifikation und Nachweis von Zuverlässigkeit, Verfügbarkeit, Instandhaltbarkeit und Sicherheit (RAMS)
  - Teil 1 (VDE 0115-103-1) Generischer RAMS-Prozess
  - Teil 2 (VDE 0115-103-2) Systembezogene Sicherheitsmethodik
- EN 50128 (VDE 0831-128) Bahnanwendungen – Telekommunikationstechnik, Signaltechnik und Datenverarbeitungssysteme – Software für Eisenbahnsteuerungs- und Überwachungssysteme
- EN 50129 (VDE 0831-129) Bahnanwendungen – Telekommunikationstechnik, Signaltechnik und Datenverarbeitungssysteme – Sicherheitsbezogene elektronische Systeme für Signaltechnik
- EN 50131 Alarmanlagen – Einbruch- und Überfallmeldeanlagen
  - Teil 1 Systemanforderungen
  - Teil 2-2 Einbruchmelder
  - Teil 2-3 Anforderungen an Mikrowellenmelder (DIN CLC/TS 50131-2-3)
  - Teil 2-4 Anforderungen an kombinierte Passiv-Infrarot- und Mikrowellenmelder (DIN CLC/TS 50131-2-4)
  - Teil 2-5 Anforderungen an kombinierte Passiv-Infrarot- und Ultraschallmelder (DIN CLC/TS 50131-2-5)
  - Teil 2-6 Anforderungen an Öffnungsmelder (Magnetkontakte) (DIN CLC/TS 50131-2-6)
  - Teil 3 Melderzentrale
  - Teil 4 Signalgeber
  - Teil 5-3 Anforderungen an Übertragungsgeräte, die Funkfrequenz-Techniken verwenden
  - Teil 6 Energieversorgungen
  - Teil 7 Anwendungsregeln
  - Teil 8 Nebelgeräte/Nebelsysteme für Sicherheitsanwendungen
- EN 50132 CCTV-Überwachungsanlagen für Sicherheitsanwendungen
- EN 50133 Alarmanlagen – Zutrittskontrollanlagen für Sicherungsanwendungen
  - Teil 1 Systemanforderungen
  - Teil 2-1 Allgemeine Anforderungen an Anlageteile
  - Teil 7 Anwendungsregeln
- EN 50153 Bahnanwendungen — Fahrzeuge — Schutzmaßnahmen in Bezug auf elektrische Gefahren
- EN 50155 (VDE 0115-200) Bahnanwendungen – Elektronische Einrichtungen auf Bahnfahrzeugen
- EN 50159 (VDE 0831-159) Bahnanwendungen – Telekommunikationstechnik, Signaltechnik und Datenverarbeitungssysteme – Sicherheitsrelevante Kommunikation in Übertragungssystemen
- EN 50172 Sicherheitsbeleuchtungsanlagen
- EN 50173 (VDE 0800-173) Informationstechnik – Anwendungsneutrale Kommunikationskabelanlagen
  - Teil 1 Allgemeine Anforderungen
  - Teil 1 Beiblatt 1 Verkabelungsleitfaden zur Unterstützung von 10 GBASE-T
  - Teil 2 Bürogebäude
  - Teil 3 Industriell genutzte Standorte
  - Teil 4 Wohnungen
  - Teil 4 Beiblatt 1 Realisierung von RuK-Netzanwendungen mit Verkabelung nach EN 50173-4
  - Teil 4 Beiblatt 2 Infrastruktur von Heimverkabelungen bis zu 50 m Länge zur gleichzeitigen oder nicht-gleichzeitigen Bereitstellung von Netzanwendungen
  - Teil 5 Rechenzentren
- EN 50174 (VDE 0800-174) Informationstechnik – Installation von Kommunikationsverkabelung
  - Teil 1 Installationsspezifikation und Qualitätssicherung
  - Teil 2 Installationsplanung und Installationspraktiken in Gebäuden
  - Teil 2 Beiblatt 1 Fernspeisung
  - Teil 3 Installationsplanung und Installationspraktiken im Freien
- EN 50191 (VDE 0104) Errichten und Betreiben elektrischer Prüfanlagen
- EN 50215 (VDE 0115-101) Bahnanwendungen – Bahnfahrzeuge – Prüfung von Bahnfahrzeugen nach Fertigstellung und vor Indienststellung
- EN 50238 Bahnanwendungen — Kompatibilität zwischen Fahrzeugen und Gleisfreimeldesystemen
  - Teil 1 Allgemeines
- EN 50272 Sicherheitsanforderungen für Batterien und Batterieanlagen
  - Teil 1 (VDE 0510-1) Allgemeine Sicherheitsinformationen
  - Teil 2 (VDE 0510-2) Stationäre Batterien
  - Teil 3 (VDE 0510-3) Antriebsbatterien für Elektrofahrzeuge
  - Teil 4 (VDE 0510-104) Batterien für tragbare Geräte
- EN 50285 Energieeffizienz von elektrischen Lampen für den Hausgebrauch – Messverfahren
- EN 50286 (VDE 0682-301) Elektrisch isolierende Schutzkleidung für Arbeiten an Niederspannungsanlagen
- EN 50294 (VDE 0712-294) Verfahren zur Messung der Gesamteingangsleistung von Vorschaltgerät-Lampe-Schaltungen
- EN 50311 (VDE 0115-450) Bahnanwendungen – Bahnfahrzeuge – Gleichstromversorgte elektronische Vorschaltgeräte für Leuchtstofflampen
- EN 50523 Geräte für den Hausgebrauch – Interworking
  - Teil 1 Funktionsspezifikation
  - Teil 2 Datenstrukturen
- EN 50581 (VDE 0042-12) Technische Dokumentation zur Beurteilung von Elektro- und Elektronikgeräten hinsichtlich der Beschränkung gefährlicher Stoffe
- EN 55022 (VDE 0878-22) Einrichtungen der Informationstechnik – Funkstöreigenschaften – Grenzwerte und Messverfahren

## EN 60000–69999, EN Normen basierend auf IEC Standards
- EN 60044 Messwandler
  - Teil 1: Stromwandler
  - Teil 2: Induktive Spannungswandler (2012-05 ersetzt durch EN 61869-3)
  - Teil 3: Kombinierte Wandler
  - Teil 6: Anforderungen an Stromwandler für Schutzzwecke zur Übertragung für transientes Übertragungsverhalten
  - Teil 7: Elektronische Spannungswandler
  - Teil 8: Elektronische Stromwandler
- EN 60051 Direkt wirkende anzeigende Messgeräte und ihr Zubehör – Messgeräte mit Skalenanzeige -
- EN 60061 Lampensockel und -fassungen sowie Lehren zur Kontrolle der Austauschbarkeit und Sicherheit
  - Teil 1 Lampensockel (IEC 60061-1)
  - Teil 2 Lampenfassungen (IEC 60061-2)
- EN 60062 Kennzeichnung von Widerständen und Kondensatoren, inkludiert Herstellungsdatum und ersetzt damit DIN 41314.
- EN 60064 Glühlampen für den Hausgebrauch und ähnliche allgemeine Beleuchtungszwecke – Anforderungen an die Arbeitsweise (IEC 60064)
- EN 60081 Zweiseitig gesockelte Leuchtstofflampen – Anforderungen an die Arbeitsweise (IEC 60081)
- EN 60155 (VDE 0712-101) Glimmstarter für Leuchtstofflampen (IEC 60155)
- EN 60188 Quecksilberdampf-Hochdrucklampen – Anforderungen an die Arbeitsweise (IEC 60188)
- EN 60192 Natriumdampf-Niederdrucklampen – Anforderungen an die Arbeitsweise (IEC 60192)
- EN 60204 Sicherheit von Maschinen – Elektrische Ausrüstung von Maschinen
  - Teil 1 Allgemeine Anforderungen
- EN 60255 Messrelais und Schutzeinrichtungen
  - Teil 1 Allgemeine Anforderungen
  - Teil 5 Isolationskoordination für Messrelais und Schutzeinrichtungen; Anforderungen und Prüfungen
  - Teil 5 Beiblatt 1 Isolationskoordination für Messrelais und Schutzeinrichtungen; Anforderungen und Prüfungen; Erläuterungen zur Norm
  - Teil 8 Überlastrelais
  - Teil 11 Spannungseinbrüche, Kurzzeitunterbrechungen, Spannungsschwankungen und Wechselanteil im Anschluss für die Hilfsstromversorgung
  - Teil 21-1 Schwing-, Schock-, Dauerschock- und Erdbebenprüfungen an Messrelais und Schutzeinrichtungen; Hauptabschnitt 1: Schwingprüfungen (sinusförmig)
  - Teil 21-2 Schwing-, Schock-, Dauerschock- und Erdbebenprüfungen an Messrelais und Schutzeinrichtungen; Hauptabschnitt 2: Schock- und Dauerschockprüfungen
  - Teil 21-3 Schwing-, Schock-, Dauerschock- und Erdbebenprüfungen an Maßrelais und Schutzeinrichtungen; Hauptabschnitt 3: Erdbebenprüfungen
  - Teil 22-1 Prüfungen der elektrischen Störfestigkeit – Prüfung der Störfestigkeit gegen 1-MHz-Störgrößen
  - Teil 22-2 Prüfungen der elektrischen Störfestigkeit – Prüfungen mit elektrostatischer Entladung
  - Teil 22-3 Prüfung der elektrischen Störfestigkeit – Prüfung der Störfestigkeit gegen elektromagnetische Felder
  - Teil 22-4 Prüfungen der elektrischen Störfestigkeit – Prüfung der Störfestigkeit gegen schnelle transiente elektrische Störgrößen/Burst
  - Teil 22-5 Prüfung der elektrischen Störfestigkeit von Messrelais und Schutzeinrichtungen; Prüfung der Störfestigkeit gegen Stoßspannungen
  - Teil 22-6 Prüfungen der elektrischen Störfestigkeit von Messrelais und Schutzeinrichtungen; Störfestigkeit gegen leitungsgeführte Störgrößen, induziert durch hochfrequente Felder
  - Teil 22-7 Prüfungen der elektrischen Störfestigkeit von Messrelais und Schutzeinrichtungen – Prüfung der Störfestigkeit gegen netzfrequente Störgrößen
  - Teil 24 Standardformat für den Austausch von transienten Daten elektrischer Energieversorgungsnetze
  - Teil 25 Prüfungen der elektromagnetischen Störaussendung für Messrelais und Schutzeinrichtungen
  - Teil 26 Anforderungen an die elektromagnetische Verträglichkeit
  - Teil 27 Anforderungen an die Produktsicherheit
  - Teil 151 Funktionsanforderungen für Über-/Unterstromschutz
- EN IEC 60268 Elektroakustische Geräte, 22 Teile
- EN 60384 Festkondensatoren zur Verwendung in Geräten der Elektronik
  - Teil 1 Fachgrundspezifikation (VDE 0565-1)
  - Teil 2…25 diverse Spezifikationen
- EN 60400 (VDE 0616-3) Lampenfassungen für röhrenförmige Leuchtstofflampen und Starterfassungen (IEC 60400)
- EN 60439 Niederspannungs-Schaltgerätekombinationen
  - Teil 1 Typgeprüfte und partiell typgeprüfte Kombinationen
  - Teil 2 Besondere Anforderungen an Schienenverteiler
  - Teil 3 Besondere Anforderungen an Niederspannungs-Schaltgerätekombinationen, zu deren Bedienung Laien Zutritt haben; Installationsverteiler
  - Teil 4 Besondere Anforderungen an Baustromverteiler (BV)
  - Teil 5 Besondere Anforderungen an Niederspannung-Schaltgerätekombinationen, die im Freien an öffentlich zugängigen Plätzen aufgestellt werden; Kabelverteilerschränke (KVS) in Energieversorgungsnetzen
- EN 60529 (VDE 0470-1) Schutzarten durch Gehäuse (IP-Code) (IEC 60529)
- EN 60598 Leuchten
  - Teil 1 (VDE 0711-1) Allgemeine Anforderungen und Prüfungen (IEC 60598-1)
  - Teil 2 Besondere Anforderungen
    - Teil 2-2 (VDE 0711-2-2) Einbauleuchten (IEC 60598-2-2)
    - Teil 2-3 (VDE 0711-2-3) Leuchten für Straßen- und Wegebeleuchtung (IEC 60598-2-3)
    - Teil 2-4 (VDE 0711-2-4) Ortsveränderliche Leuchten für allgemeine Zwecke (IEC 60598-2-4)
    - Teil 2-5 (VDE 0711-2-5:) Scheinwerfer (IEC 60598-2-5)
    - Teil 2-6 (VDE 0711-206) Leuchten mit eingebauten Transformatoren für Glühlampen (IEC 60598-2-6)
    - Teil 2-7 Ortsveränderliche Gartenleuchten (IEC 60598-2-7)
    - Teil 2-8 (VDE 0711-2-8) Handleuchten (IEC 60598-2-8)
    - Teil 2-9 (VDE 0711-2-9) Photo- und Filmaufnahmeleuchten (nicht professionelle Anwendung) (IEC 60598-2-9)
    - Teil 2-10 (VDE 0711-2-10) Ortsveränderliche Leuchten für Kinder (IEC 60598-2-10)
    - Teil 2-11 (VDE 0711-2-11) Aquarienleuchten (IEC 60598-2-11)
    - Teil 2-12 (VDE 0711-2-12) Netzsteckdosen-Nachtlichter (IEC 60598-2-12)
    - Teil 2-13 (VDE 0711-2-13) Bodeneinbauleuchten (IEC 60598-2-13)
    - Teil 2-18 (VDE 0711-2-18) Leuchten für Schwimmbecken und ähnliche Anwendungen (IEC 60598-2-18)
    - Teil 2-19 (VDE 0711-2-19) Luftführende Leuchten (Sicherheitsanforderungen)
    - Teil 2-20 (VDE 0711-2-20) Lichtketten (IEC 60598-2-20)
    - Teil 2-22 (VDE 0711-2-22) Leuchten für Notbeleuchtung
    - Teil 2-23 (VDE 0711-2-23) Kleinspannungsbeleuchtungssysteme für Glühlampen (IEC 60598-2-23)
    - Teil 2-24 (VDE 0711-2-24) Leuchten mit begrenzter Oberflächentemperatur (IEC 60598-2-24)
    - Teil 2-25 (VDE 0711-2-25) Leuchten zur Verwendung in klinischen Bereichen von Krankenhäusern und Gebäuden zur Gesundheitsfürsorge (IEC 60598-2-25)
- EN 60601 Medizinische elektrische Geräte, Sicherheit
- EN 60603 Steckverbinder für gedruckte Schaltungen für Frequenzen unter 3 MHz
  - Teil 1 Fachgrundspezifikation: Allgemeine Anforderungen und Leitfaden für die Erstellung von Bauartspezifikationen mit Qualitätsbewertung (IEC 60603-1)
  - Teil 2 Bauartspezifikation für qualitätsbewertete indirekte Steckverbinder für gedruckte Schaltungen, Rastermaß 2,54 mm (0,1 in), mit gemeinsamen Einbaumerkmalen (IEC 60603-2)
  - Teil 3 Indirekte Steckverbinder für gedruckte Schaltungen mit 2,54 mm (0,1 in) Kontaktabstand und versetzten Anschlüssen im gleichen Abstand (IEC 60603-3)
  - Teil 4 Indirekte Steckverbinder für gedruckte Schaltungen mit 1,91 mm (0,075 in) Kontaktabstand und versetzten Anschlüssen im gleichen Abstand (IEC 60603-4)
  - Teil 5 Steckverbinder für direktes Stecken und indirekte Steckverbinder für beidseitig-beschichtete Leiterplatten mit 2,54 mm (0,1 in) Kontaktabstand (IEC 60603-5)
  - Teil 6 Direkte Steckverbinder und Steckverbinder für gedruckte Schaltungen mit 2,54 mm (0,1 in) Kontaktabstand für ein- oder beidseitig beschichtete Leiterplatten mit 1,6 mm (0,063 in) Nenndicke (IEC 60603-6)
  - Teil 7 Bauartspezifikation für Steckverbinder mit bewerteter Qualität, 8-polig, einschließlich fester und freier Steckverbinder mit gemeinsamen Steckmerkmalen (IEC 60603-7)
  - Teil 7-1 Bauartspezifikation für geschirmte freie und feste Steckverbinder, 8-polig, mit gemeinsamen Steckmerkmalen und bewerteter Qualität (IEC 60603-7-1)
  - Teil 7-3 Bauartspezifikation für geschirmte freie und feste Steckverbinder, 8-polig, für Datenübertragungen bis 100 MHz (IEC 48B/1707/CDV)
  - Teil 7-4 Bauartspezifikation für ungeschirmte freie und feste Steckverbinder, 8-polig, für Datenübertragungen bis 250 MHz (IEC 60603-7-4)
  - Teil 7-7 Bauartspezifikation für geschirmte freie und feste Steckverbinder, 8-polig, für Datenübertragungen bis 600 MHz (IEC 60603-7-7)
  - Teil 8 Indirekte Steckverbinder für gedruckte Schaltungen; Rastermaß 2,54 mm (0,1 in); Querschnitt der männlichen Kontakte 0,63 mm × 0,63 mm (IEC 60603-8)
  - Teil 9 Indirekte Steckverbinder für gedruckte Schaltungen, Rückplatten und Kabelanschluss; Rastermaß 2,54 mm (0,1 in) (IEC 60603-9)
  - Teil 10 Indirekte Steckverbinder für gedruckte Schaltungen mit Raster 2,54 mm (0,1 in), invertierte Bauform (IEC 60603-10)
  - Teil 12 Bauartspezifikation für Maße, allgemeine Anforderungen und Prüfungen für eine Reihe von Fassungen zur Aufnahme von integrierten Schaltungen (IEC 60603-12)
  - Teil 13 Bauartspezifikation für qualitätsbewertete indirekte Steckverbinder für gedruckte Schaltungen mit Raster 2,54 mm (0,1 in), mit freiem Steckverbinder für Schneidklemmenanschluss (ID) (IEC 60603-13)
  - Teil 14 Bauartspezifikation für Rundsteckverbinder für niederfrequente Audio- und Video-Anwendungen wie bei Audio-, Video- und audiovisuellen Geräten (IEC 60603-14)
- EN 60617 Graphische Symbole für Schaltpläne
- EN 60662 Natriumdampf-Hochdrucklampen (IEC 60662)
- EN 60721 Klassifizierung von Umweltbedingungen
  - Teil 1 Vorzugswerte für Einflußgrößen
  - Teil 3 Klassen von Umwelteinflußgrößen und deren Grenzwerte
    - Teil 3-0 Einführung
    - Teil 3-1 Langzeitlagerung
    - Teil 3-2 Transport
    - Teil 3-3 Ortsfester Einsatz, wettergeschützt
    - Teil 3-4 Ortsfester Einsatz, nicht wettergeschützt
    - Teil 3-5 Einsatz an und in Landfahrzeugen
    - Teil 3-6 Einsatz auf Schiffen
    - Teil 3-7 Ortsveränderlicher Einsatz
    - Teil 3-9 Mikroklimate innerhalb von Erzeugnissen
- EN 60730 Automatische elektrische Regel- und Steuergeräte für den Hausgebrauch und ähnliche Anwendungen (VDE 0631)
  - Teil 1 Allgemeine Anforderungen
  - Teil 2 Besondere Anforderungen (diverse Normen)
- EN 60751 Industrielle Platin-Widerstandsthermometer und Platin-Temperatursensoren
- EN 60825 Sicherheit von Lasereinrichtungen
  - Beiblatt 1 Nationaler Wortlaut der Hinweisschilder für Laserstrahlung
  - Beiblatt 9 Zusammenstellung der maximal zulässigen Bestrahlung durch inkohärente optische Strahlung
  - Beiblatt 10 Anwendungs-Richtlinien und erläuternde Anmerkungen zu IEC 60825-1
  - Beiblatt 14: Ein Leitfaden für Benutzer
  - Teil 1 Klassifizierung von Anlagen und Anforderungen
  - Teil 2 Sicherheit von Lichtwellenleiter-Kommunikationssystemen (LWLKS)
  - Teil 2 Beiblatt 1 Sicherheit von Lichtwellenleiter-Kommunikationssystemen (LWLKS), Auslegungsblatt 1
  - Teil 4 Laserschutzwände
  - Teil 12 Sicherheit von optischen Freiraumkommunikationssystemen für die Informationsübertragung
- EN 60848 GRAFCET Spezifikationssprache für Funktionspläne der Ablaufsteuerung
- EN 60870 Fernwirkeinrichtungen und -systeme (IEC 60870)
  - Teil 1 Allgemeine Betrachtungen, Fachbericht
  - Teil 2 Betriebsbedingungen
  - Teil 3 Schnittstellen (Elektrische Merkmale)
  - Teil 4 Anforderungen an die Leistungsmerkmale
  - Teil 5 Übertragungsprotokolle
  - Teil 6 Fernwirkprotokolle
- EN 60901 Einseitig gesockelte Leuchtstofflampen – Anforderungen an die Arbeitsweise (IEC 60901)
- EN 60921; VDE 0712-11 Vorschaltgeräte für röhrenförmige Leuchtstofflampen – Anforderungen an die Arbeitsweise (IEC 60921)
- EN 60923 VDE 0712-13 Geräte für Lampen – Vorschaltgeräte für Entladungslampen (ausgenommen röhrenförmige Leuchtstofflampen) – Anforderungen an die Arbeitsweise (IEC 60923)
- EN 60925; VDE 0712-21 Gleichstromversorgte elektronische Vorschaltgeräte für röhrenförmige Leuchtstofflampen – Anforderungen an die Arbeitsweise (IEC 60925)
- EN 60927; VDE 0712-15 Geräte für Lampen – Startgeräte (andere als Glimmstarter) – Anforderungen an die Arbeitsweise (IEC 60927)
- EN 60929; VDE 0712-23 Wechselstromversorgte elektronische Vorschaltgeräte für röhrenförmige Leuchtstofflampen – Anforderungen an die Arbeitsweise (IEC 60929)
- EN 60947 Niederspannungsschaltgeräte
- EN 60968; VDE 0715-6:2000-04 Lampen mit eingebautem Vorschaltgerät für Allgemeinbeleuchtung – Sicherheitsanforderungen (IEC 60968)
- EN 60969 Lampen mit eingebautem Vorschaltgerät für Allgemeinbeleuchtung – Anforderungen an die Arbeitsweise (IEC 60969)
- EN 61000 EMV Elektromagnetische Verträglichkeit
  - Teil 1 Übersicht über die Reihe IEC 61000-4
  - Teil 2 Prüfung der Störfestigkeit gegen die Entladung statischer Elektrizität
  - Teil 3 Prüfung der Störfestigkeit gegen hochfrequente elektromagnetische Felder
  - Teil 4 Prüfung der Störfestigkeit gegen schnelle transiente elektrische Störgrößen/Bursts
  - Teil 5 Prüfung der Störfestigkeit gegen Stoßspannungen
  - Teil 6 Störfestigkeit gegen leitungsgeführte Störgrößen, induziert durch hochfrequente Felder
  - Teil 7 Allgemeiner Leitfaden für Verfahren und Geräte zur Messung von Oberschwingungen und Zwischenharmonischen in Stromversorgungsnetzen und angeschlossenen Geräten
  - Teil 8 Prüfung der Störfestigkeit gegen Magnetfelder mit energietechnischen Frequenzen
  - Teil 9 Prüfung der Störfestigkeit gegen impulsförmige Magnetfelder
  - Teil 10 Prüfung der Störfestigkeit gegen gedämpfte schwingende Magnetfelder
  - Teil 11 Prüfung der Störfestigkeit gegen Spannungseinbrüche, Kurzzeitunterbrechungen und Spannungsschwankungen
  - Teil 12 Prüfung der Störfestigkeit gegen gedämpfte Sinusschwingungen
  - Teil 13 Prüfung der Störfestigkeit am Wechselstrom-Netzanschluss gegen Oberschwingungen und Zwischenharmonische einschließlich leitungsgeführter Störgrößen aus der Signalübertragung auf elektrischen Niederspannungsnetzen
  - Teil 14 Prüfung der Störfestigkeit gegen Spannungsschwankungen
  - Teil 15 Flickermeter – Funktionsbeschreibung uns Auslegungsspezifikation
  - Teil 16 Prüfung der Störfestigkeit gegen leitungsgeführte, asymmetrische Störgrößen im Frequenzbereich von 0 Hz bis 150 kHz
  - Teil 17 Prüfung der Störfestigkeit gegen Wechselanteile der Spannung an Gleichstrom-Netzanschlüssen
  - Teil 18 Prüfung der Störfestigkeit gegen schwingende Wellen
  - Teil 20 Messung der Störaussendung und Störfestigkeit in transversal-elektromagnetischen Wellenleitern
  - Teil 21 Verfahren für die Prüfung in der Modenverwirbelungskammer
  - Teil 23 Prüfverfahren für Geräte zum Schutz gegen HEMP und andere gestrahlte Störgrößen
  - Teil 24 Prüfverfahren für Einrichtungen zum Schutz gegen leitungsgeführte HEMP-Störgrößen – EMV-Grundnorm
  - Teil 25 Prüfung der Störfestigkeit von Einrichtungen und Systemen gegen HEMP-Störgrößen
  - Teil 27 Prüfung der Störfestigkeit gegen Unsymmetrie der Versorgungsspannung
  - Teil 28 Prüfung der Störfestigkeit gegen Schwankungen der energietechnischen Frequenz
  - Teil 29 Prüfung der Störfestigkeit gegen Spannungseinbrüche, Kurzzeitunterbechungen und Spannungsschwankungen an Gleichstrom-Netzeingängen
  - Teil 30 Verfahren zur Messung der Spannungsqualität
  - Teil 33 Prüfung der Störfestigkeit von Geräten und Einrichtungen mit einem Eingangsstrom >16 A je Leiter gegen Spannungseinbrüche, Kurzzeitunterbrechungen und Spannungsschwankungen
- EN 61010 Sicherheitsbestimmungen für elektrische Mess-, Steuer-, Regel- und Laborgeräte (VDE 0411)
  - Teil 1 Allgemeine Anforderungen
  - Teil 2-010 Besondere Anforderungen an Laborgeräte für das Erhitzen von Stoffen
  - Teil 2-020 Besondere Anforderungen an Laborzentrifugen
  - Teil 2-032 Besondere Anforderungen für handgehaltene und handbediente Stromsonden für elektrische Messungen
  - Teil 2-040 Besondere Anforderungen an Sterilisatoren und Reinigungs-Desinfektionsgeräte für die Behandlung medizinischen Materials
  - Teil 2-051 Besondere Anforderungen an Laborgeräte zum Mischen und Rühren
  - Teil 2-061 Besondere Anforderungen an Labor-Atomspektrometer mit thermischer Atomisierung und Ionisation
  - Teil 2-081 Besondere Anforderungen an automatische und semiautomatische Laborgeräte für Analysen und andere Zwecke
  - Teil 2-101 Besondere Anforderungen an In-vitro-Diagnostik-(IVD-)Medizingeräte
  - Teil 031 Sicherheitsbestimmungen für handgehaltenes Messzubehör zum Messen und Prüfen
- EN 61048 (VDE 0560-61) Geräte für Lampen – Kondensatoren für Leuchtstofflampen- und andere Entladungslampenkreise – Allgemeine Anforderungen und Sicherheitsanforderungen (IEC 61048)
- EN 61049; VDE 0560-62 Kondensatoren für Entladungslampen-Anlagen, insbesondere Leuchtstofflampen-Anlagen; Leistungsanforderungen (IEC 61049)
- EN 61131 Speicherprogrammierbare Steuerungen (SPS)
  - Teil 1 Allgemeine Informationen (IEC 61131-1)
  - Teil 2 Betriebsmittelanforderungen und Prüfungen (IEC 61131-2)
  - Teil 3 Programmiersprachen (IEC 61131-3)
  - Teil 5 Kommunikation (IEC 61131-5)
  - Teil 7 Fuzzy-Control-Programmierung (IEC 61131-7)
- EN 61140 Schutz gegen elektrischen Schlag – Gemeinsame Anforderungen für Anlagen und Betriebsmittel (IEC 61140)
- EN 61167 Halogen-Metalldampflampen (IEC 61167)
- EN 61195 Zweiseitig gesockelte Leuchtstofflampen – Sicherheitsanforderungen (IEC 61195)
- EN 61199 Einseitig gesockelte Leuchtstofflampen – Sicherheitsanforderungen (IEC 61199)
- EN 61228 UV-Leuchtstofflampen für Bräunungszwecke – Verfahren zur Messung und Beschreibung (IEC 61228)
- EN 61305 Hi-Fi-Geräte und -Anlagen für den Heimgebrauch – Verfahren zur Messung und Angabe der Leistungskennwerte
  - Teil 1 Allgemeines
  - Teil 2 FM-Rundfunk-Empfangsteile
  - Teil 3 Verstärker
  - Teil 5 Lautsprecher
  - Teil 5 Beiblatt 1 Hörprüfungen für Lautsprecher – Einzelprüfverfahren und Paarvergleich
- EN 61326 Elektrische Mess-, Steuer, Regel- und Laborgeräte EMV Anforderungen
  - Teil 1 Allgemeine Anforderungen
  - Teil 2-1 Besondere Anforderungen - Prüfanordnung, Betriebsbedingungen und Leistungsmerkmale für empfindliche Prüf- und Messgeräte für Anwendungen ohne EMV-Schutzmaßnahmen
  - Teil 2-2 Besondere Anforderungen - Prüfanordnung, Betriebsbedingungen und Leistungsmerkmale für ortsveränderliche Prüf-, Mess- und Überwachungsgeräte für den Gebrauch in Niederspannungs-Stromversorgungsnetzen
  - Teil 2-3 Besondere Anforderung Messgrößenumformer mit integrierter oder abgesetzter Signalaufbereitung
  - Teil 2-4 Besondere Anforderungen - Prüfanordnung, Betriebsbedingungen und Leistungsmerkmale für Isolationsüberwachungsgeräte
  - Teil 2-5 Besondere Anforderungen - Prüfanordnungen, Betriebsbedingungen und Leistungsmerkmale für Feldgeräte mit Feldbus-Schnittstellen
  - Teil 2-6 Besondere Anforderungen - Medizinische In-vitro-Diagnosegeräte (IVD)
  - Teil 3-1 Störfestigkeitsanforderungen für sicherheitsbezogene Systeme und für Geräte, die für sicherheitsbezogene Funktionen vorgesehen sind (Funktionale Sicherheit) - Allgemeine industrielle Anwendungen
  - Teil 3-2 Störfestigkeitsanforderungen für sicherheitsbezogene Systeme und für Geräte, die für sicherheitsbezogene Funktionen vorgesehen sind (Funktionale Sicherheit) - Industrielle Anwendungen in spezifizierter elektromagnetischer Umgebung
- EN 61346 Industrielle Systeme, Anlagen und Ausrüstungen und Industrieprodukte – Strukturierungsprinzipien und Referenzkennzeichnung
  - Teil 1 Allgemeine Regeln
  - Teil 2 Klassifizierung von Objekten und Kodierung von Klassen
- EN 61347 Geräte für Lampen
  - Teil 1 (VDE 0712-30) Allgemeine und Sicherheitsanforderungen (IEC 61347-1)
  - Teil 2 Besondere Anforderungen
    - Teil 2-1 (VDE 0712-31) Besondere Anforderungen an Startgeräte (andere als Glimmstarter) (IEC 61347-2-1)
    - Teil 2-2 (VDE 0712-32) Besondere Anforderungen an gleich- oder wechselstromversorgte elektronische Konverter für Glühlampen (IEC 61347-2)
    - Teil 2-3 (VDE 0712-33) Besondere Anforderungen an wechselstromversorgte elektronische Vorschaltgeräte für Leuchtstofflampen (IEC 61347-2-3)
    - Teil 2-4 (VDE 0712-34) Besondere Anforderungen an gleichstromversorgte elektronische Vorschaltgeräte für die Allgemeinbeleuchtung (IEC 61347-2-4)
    - Teil 2-5 (VDE 0712-35) Besondere Anforderungen an gleichstromversorgte elektronische Vorschaltgeräte für die Beleuchtung öffentlicher Verkehrsmittel (IEC 61347-2-5)
    - Teil 2-6 (VDE 0712-36) Besondere Anforderungen an gleichstromversorgte elektronische Vorschaltgeräte für die Beleuchtung von Luftfahrzeugen (IEC 61347-2-6)
    - Teil 2-7 (VDE 0712-37) Besondere Anforderungen an gleichstromversorgte elektronische Vorschaltgeräte für die Notbeleuchtung (IEC 61347-2-7)
    - Teil 2-8 (VDE 0712-38) Besondere Anforderungen an Vorschaltgeräte für Leuchtstofflampen (IEC 61347-2-8)
    - Teil 2-9 (VDE 0712-39) Besondere Anforderungen an Vorschaltgeräte für Entladungslampen (ausgenommen Leuchtstofflampen) (IEC 61347-2-9)
    - Teil 2-10 (VDE 0712-40) Besondere Anforderungen an elektronische Wechselrichter und Konverter für Hochfrequenzbetrieb von röhrenförmigen Kaltstart-Entladungslampen (Neonröhren) (IEC 61347-2-10)
    - Teil 2-11 (VDE 0712-41) Besondere Anforderungen für elektronische Module für Leuchten (IEC 61347-2-11)
    - Teil 2-12 (VDE 0712-42) Besondere Anforderungen an gleich- oder wechselstromversorgte elektronische Vorschaltgeräte für Entladungslampen (ausgenommen Leuchtstofflampen) (IEC 61347-2-12)
    - Teil 2-13 (VDE 0712-43) Besondere Anforderungen an gleich- oder wechselstromversorgte elektronische Betriebsgeräte für LED-Module (IEC 61347-2-13)
- EN 61355 Klassifikation und Kennzeichnung von Dokumenten für Anlagen, Systeme und Einrichtungen
- EN 61439 Niederspannungs-Schaltgerätekombinationen
  - Teil 1 Allgemeine Festlegungen
  - Teil 2 Energie-Schaltgerätekombinationen
  - Teil 3 Installationsverteiler für die Bedienung durch Laien (IVL)
  - Teil 4 Besondere Anforderungen für Baustromverteiler
  - Teil 5 Schaltgerätekombinationen in öffentlichen Energieverteilungsnetzen
  - Teil 6 Schienenverteilersysteme (busways)
- EN 61499 Funktionsbausteine für industrielle Leitsysteme (IEC 61499)
  - Teil 1 Architektur
  - Teil 2 Anforderungen an Software-Werkzeuge
  - Teil 4 Regeln für normgerechte Profile
- EN 61508 Funktionale Sicherheit sicherheitsbezogener elektrischer/elektronischer/programmierbar elektronischer Systeme (VDE 0803)
  - Teil 0 (VDE 0803 Beiblatt 1) Funktionale Sicherheit und die IEC 61508 (IEC/TR 61508-0)
  - Teil 1 (VDE 0803-1) Allgemeine Anforderungen (IEC 61508-1)
  - Teil 2 (VDE 0803-2) Anforderungen an sicherheitsbezogene elektrische/elektronische/programmierbare elektronische Systeme (IEC 61508-2)
  - Teil 3 (VDE 0803-3) Anforderungen an Software (IEC 61508-3)
  - Teil 4 (VDE 0803-4) Begriffe und Abkürzungen (IEC 61508-4)
  - Teil 5 (VDE 0803-5) Beispiele und Methoden für die Bestimmung von Sicherheits-Integritätsleveln (IEC 61508- 5)
  - Teil 6 (VDE 0803-6) Anwendungsrichtlinie für IEC 61508-2 und IEC 61508-3 (IEC 61508-6)
  - Teil 7 (VDE 0803-7) Anwendungshinweise über Verfahren und Maßnahmen (IEC 61508-7)
- EN 61549; VDE 0715-12 Sonderlampen (IEC 61549)
- EN 61672 Elektroakustik – Schallpegelmesser
  - Teil 1 Anforderungen (IEC 61672-1)
  - Teil 2 Baumusterprüfungen (IEC 61672)
  - Teil 3 Periodische Einzelprüfung (IEC 61672-3)
- EN 61669 Elektroakustik – Geräte zur Messung der Kenndaten von Hörgeräten am menschlichen Ohr (IEC 61669:2001)
- EN 61724 Überwachung des Betriebsverhaltens photovoltaischer Systeme – Leitfaden für Messen, Datenaustausch und Analyse (IEC 61724:1998)
- EN 61725 Analytische Darstellung für solare Tagesstrahlungsprofile (IEC 61725:1997)
- EN 61800 Drehzahlveränderbare elektrische Antriebe
  - Teil 1 (VDE 0160 Teil 101) Allgemeine Anforderungen - Festlegung für die Bemessung von Niederspannungs-Gleichstrom-Antriebssystemen – (IEC 61800-1)
  - Teil 2 (VDE 0160 Teil 102) Allgemeine Anforderungen - Festlegung für die Bemessung von Niederspannungs-Gleichstrom-Antriebssystemen mit einstellbarer Frequenz – (IEC 61800-2)
  - Teil 3 (VDE 0160 Teil 103) EMV-Anforderungen einschließlich spezieller Prüfverfahren (IEC 61800-3)
  - Teil 4 (VDE 0160 Teil 104) Allgemeine Anforderungen; Festlegungen für die Bemessung von Wechselstrom-Antriebssystemen über 1 000 V AC und höchstens 35 kV (IEC 61800-4)
  - Teil 5-1 (VDE 0160 Teil 105) Anforderungen an die Sicherheit; Elektrische, thermische und energetische Anforderungen (IEC 61800-5-1)
- EN 61850 Kommunikationsnetze und -systeme in Stationen (IEC 61850)
  - Beiblatt 1 Einführung und Übersicht
  - Teil 3 Allgemeine Anforderungen
  - Teil 4 System- und Projektverwaltung
  - Teil 5 Kommunikationsanforderungen für Funktionen und Gerätemodelle
  - Teil 6 Sprache für die Beschreibung der Konfiguration für die Kommunikation in Stationen mit intelligenten elektronischen Geräten (IED)
  - Teil 7 Grundlegende Kommunikationsstruktur für stations- und feldbezogene Ausrüstung
    - Teil 7-1 Grundsätze und Modelle
    - Teil 7-2 Abstrakte Schnittstelle für Kommunikationsdienste (ACSI)
    - Teil 7-3 Gemeinsame Datenklassen
    - Teil 7-4 Kompatible Logikknoten- und Datenklassen

  - Teil 7-410 Kommunikationsnetze und -systeme für die Automatisierung in der elektrischen Energieversorgung – Teil 7-410: Wasserkraftwerke – Kommunikation für Überwachung, Regelung und Steuerung (IEC 61850-7-410)
  - Teil 7-420 Kommunikationssysteme für verteilte Energieversorgung – Logische Knoten
  - Teil 8-1 Spezifische Abbildung von Kommunikationsdiensten (SCSM) – Abbildungen auf MMS (nach ISO 9506-1 und ISO 9506-2) und ISO/IEC 8802-3
  - Teil 9-1 Spezifische Abbildung von Kommunikationsdiensten (SCSM) – Abgetastete Werte über serielle Simplex-Mehrfach-Punkt-zu-Punkt-Verbindung
  - Teil 9-2 Spezifische Abbildung von Kommunikationsdiensten (SCSM) – Abgetastete Werte über ISO/IEC 8802-3
  - Teil 10 Konformitätsprüfung
- EN 61920 Nichtleitungsgebundene Infrarot-Anwendungen (IEC 61920:2004)
- EN 61947 Elektrische Projektion – Messung und Dokumentation wichtiger Leistungsmerkmale
  - Teil 1 Projektoren fester Auflösung
  - Teil 2 Projektoren variabler Auflösung
- EN 61966 Multimediasysteme und -geräte – Farbmessung und Farbmanagement
  - Teil 2 Farbmanagement
    - Teil 2-1 Vorgabe-RGB-Farbraum, sRGB (IEC 61966-2-1)
    - Teil 2-2 Erweiterter RGB-Farbraum, scRGB (IEC 61966-2-2)
    - Teil 2-4 Erweiterter YCC-Farbraum für Videoanwendungen – xvYCC (IEC 61966-2-4)
    - Teil 2-5 Optionaler RGB-Farbraum – opRGB (IEC 61966-2-5)

  - Teil 3 Geräte mit Kathodenstrahlröhren (IEC 61966-3)
  - Teil 4 Geräte mit Flüssigkristallanzeigen (IEC 61966-4)
  - Teil 5 Geräte mit Plasma-Anzeigen (IEC 61966-5)
  - Teil 6 Elektronische Projektoren für Aufprojektion (IEC 61966-6)
  - Teil 7 Farbdrucker
    - Teil 7-1 Reflektierende Drucke – RGB-Eingänge (IEC 61966-7-1)

  - Teil 8 Multimedia-Farbscanner (IEC 61966-8)
  - Teil 9 Digitale Kameras (IEC 61966-9)
- EN 61988 Plasmabildschirme
  - Teil 1 Terminologie und Buchstabensymbole (IEC 61988-1)
  - Teil 2 Messverfahren
    - Teil 2-1 Optisch (IEC 61988-2-1)
    - Teil 2-2 Opto-Elektrisch (IEC 61988-2-2)

  - Teil 3-1 Mechanische Schnittstelle (IEC 61988-3-1)
  - Teil 4 Umwelt-, Lebensdauer- und mechanische Prüfverfahren (IEC 61988-4)
- EN 62031 (VDE 0715-5) LED-Module für Allgemeinbeleuchtung – Sicherheitsanforderungen (IEC 62031)
- EN 62034 (VDE 0711-400) Automatische Prüfsysteme für batteriebetriebene Sicherheitsbeleuchtung für Rettungswege (IEC 62034)
- EN 62035; VDE 0715-10 Entladungslampen (ausgenommen Leuchtstofflampen) – Sicherheitsanforderungen (IEC 62035)
- EN 62079 Erstellen von Anleitungen – Gliederung, Inhalt und Darstellung (zurückgezogen und ersetzt durch EN 82079)
- EN 62106 Spezifikation des Radio-Daten-Systems (RDS)
- EN 62264 Integration von Unternehmens-EDV und Leitsystemen
  - Teil 1 Modelle und Terminologie (Norm-Entwurf DIN IEC 62264-1)
  - Teil 2 Attribute des Objektmodells (Norm-Entwurf DIN IEC 62264-2)
  - Teil 3 Aktivitätsmodelle für das operative Produktionsmanagement
- EN 62304 Medizingeräte-Software – Software-Lebenszyklus-Prozesse
- EN 62563 Medizinische Elektrische Geräte – Medizinische Bildwiedergabesysteme
  - Teil 1 Bewertungsmethoden (IEC 62563-1:2009)
- EN 62625 Elektronische Betriebsmittel für Bahnen — Bordsystem zur Fahrdatenaufzeichnung
  - Teil 1: Systemspezifikation (IEC 62625-1:2013)

## EN 80000–89999, gemeinsame Dokumente von ISO und IEC
- EN 80000 Größen und Einheiten
  - Teil 1 Allgemeines
  - Teil 2 Mathematik
  - Teil 3 Raum und Zeit
  - Teil 4 Mechanik
  - Teil 5 Thermodynamik
  - Teil 6 Elektromagnetismus
  - Teil 7 Licht
  - Teil 8 Akustik
  - Teil 9 Physikalische Chemie und Molekularphysik
  - Teil 10 Atom- und Kernphysik
- EN 80601 Medizinische elektrische Geräte, Sicherheit (siehe auch EN 60601)
- EN 82045 Dokumentenmanagement
  - Teil 1 Prinzipien und Methoden (IEC 82045-1:2001)
  - Teil 2 Metadaten und Informationsreferenzmodelle (IEC 82045-2:2004)
- EN 82079 Erstellen von Anleitungen – Gliederung, Inhalt und Darstellung
- EN 88528 Stromerzeugungsaggregate mit Hubkolben-Verbrennungsmotoren
  - Teil 11 Dynamische, unterbrechungsfreie Stromversorgung – Leistungsanforderungen und Prüfverfahren

## EN 100000-299999, Normen für elektrotechnische Bauteile
- EN 100012 Grundspezifikation: Röntgendurchleuchtung von Bauelementen der Elektronik

## EN 300000–399999, Normen des ETSI
- EN 300366 Private diensteintegrierende Netze (PISN) – Zeichengabe zwischen Telekommunikationsanlagen – Dienstmerkmale „Rückruf“
- EN 383001 Telekommunikation und Internet zusammenführende Dienste und Protokolle für fortschrittliche Netze (TISPAN) – Zusammenwirken zwischen Sitzungseinleitungsprotokoll (SIP) und übermittlungsunabhängigem Verbindungssteuerungsprotokoll (BICC) oder ISDN-Anwenderteil (ISUP)